# Llista d'espècies del gènere Senecio
Senecio és un gènere de plantes entre les quals pertanyen les margarites o els gira-sols (família de les asteràcies). Les següents espècies han estat acceptades com a espècies del gènere per la comunitat científica.
| Índex A B C D E F G H I J K L M N O P Q R S T U V W X Y Z |

## A
- S. abadianus DC. 1838
- S. abbreviatus S.Moore 1918
- S. aberrans Greenm. 1923
- S. abruptus Thunb. 1800

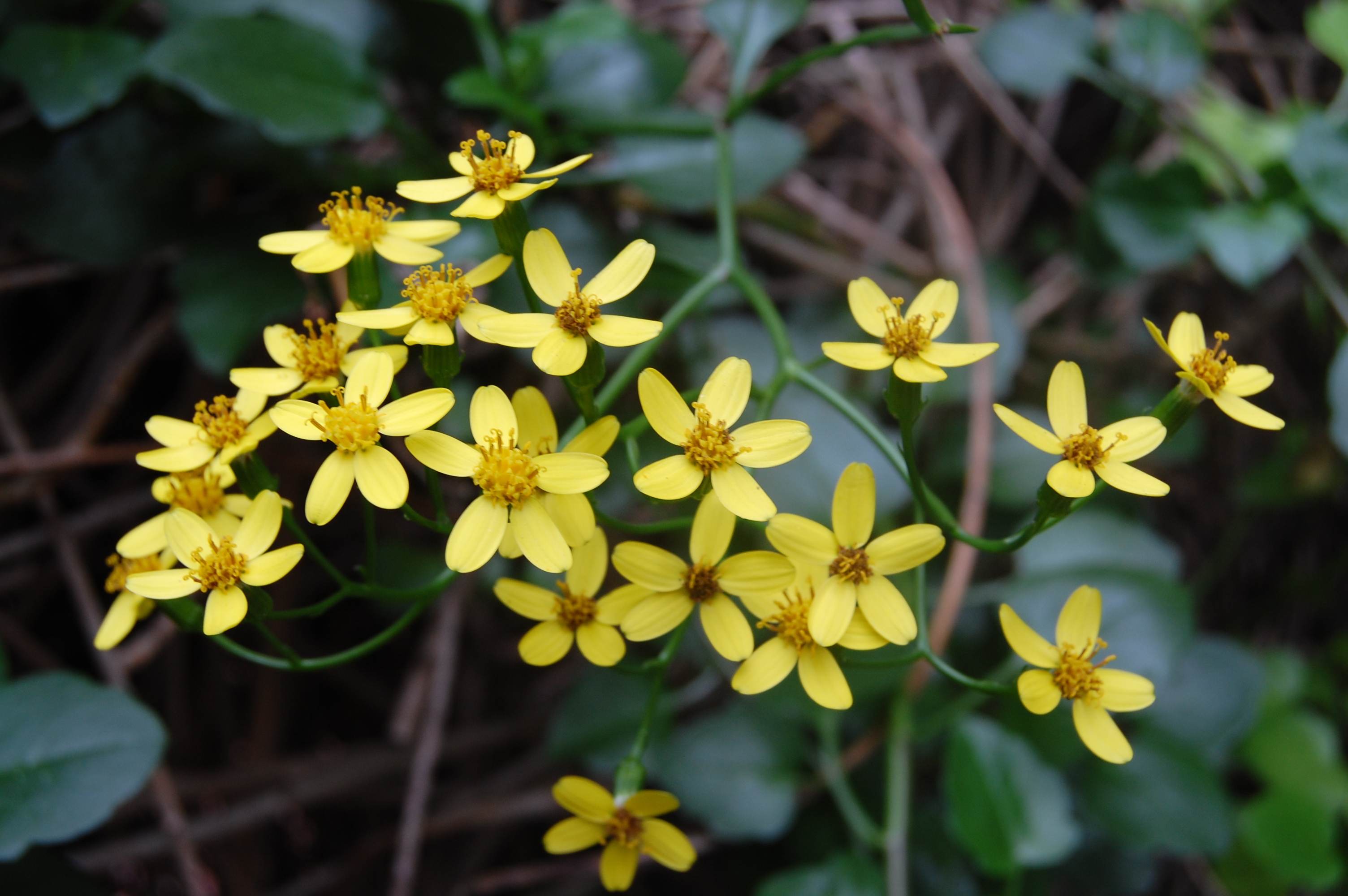
Senecio angulatus

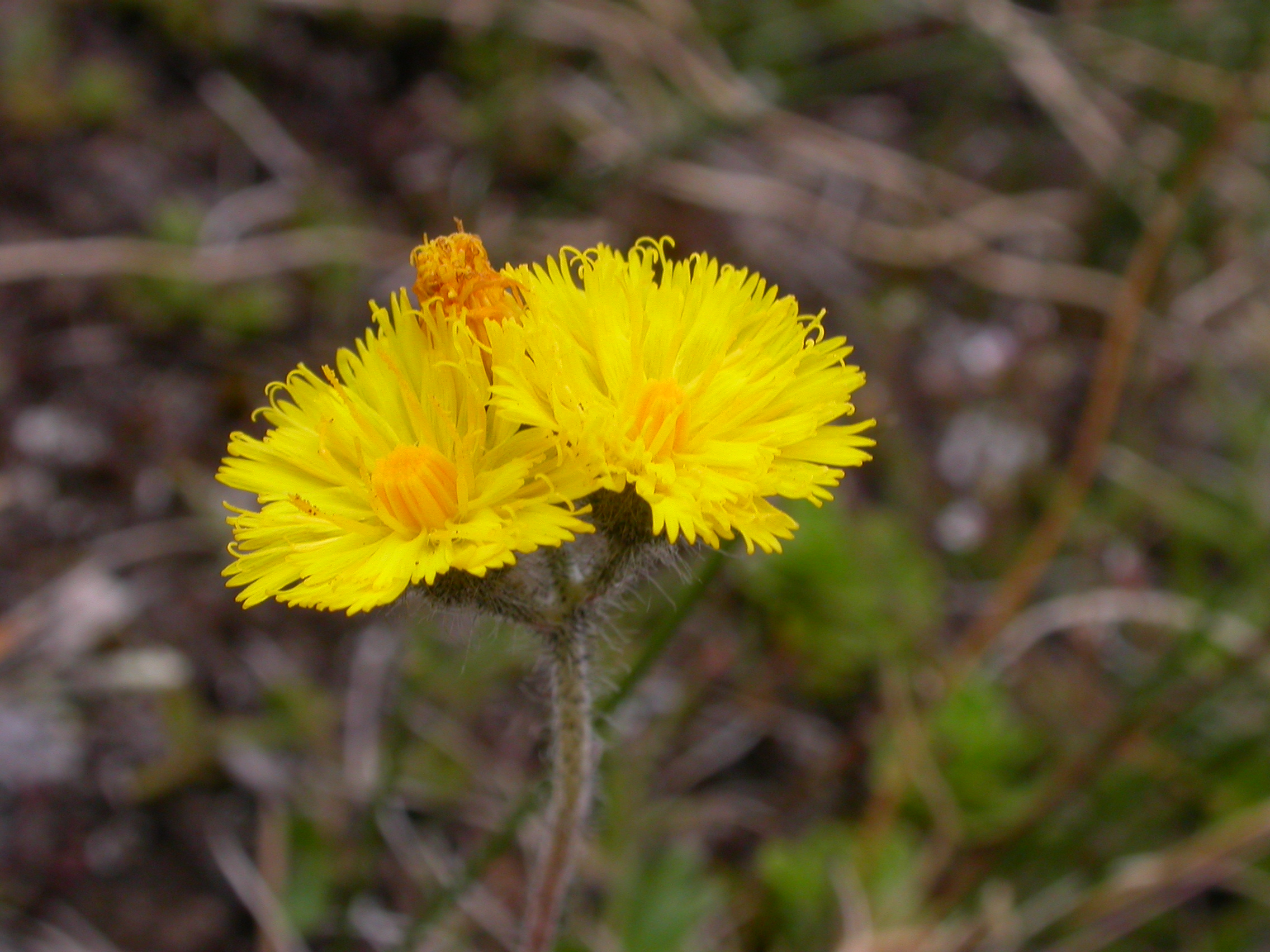
Senecio angustifolius

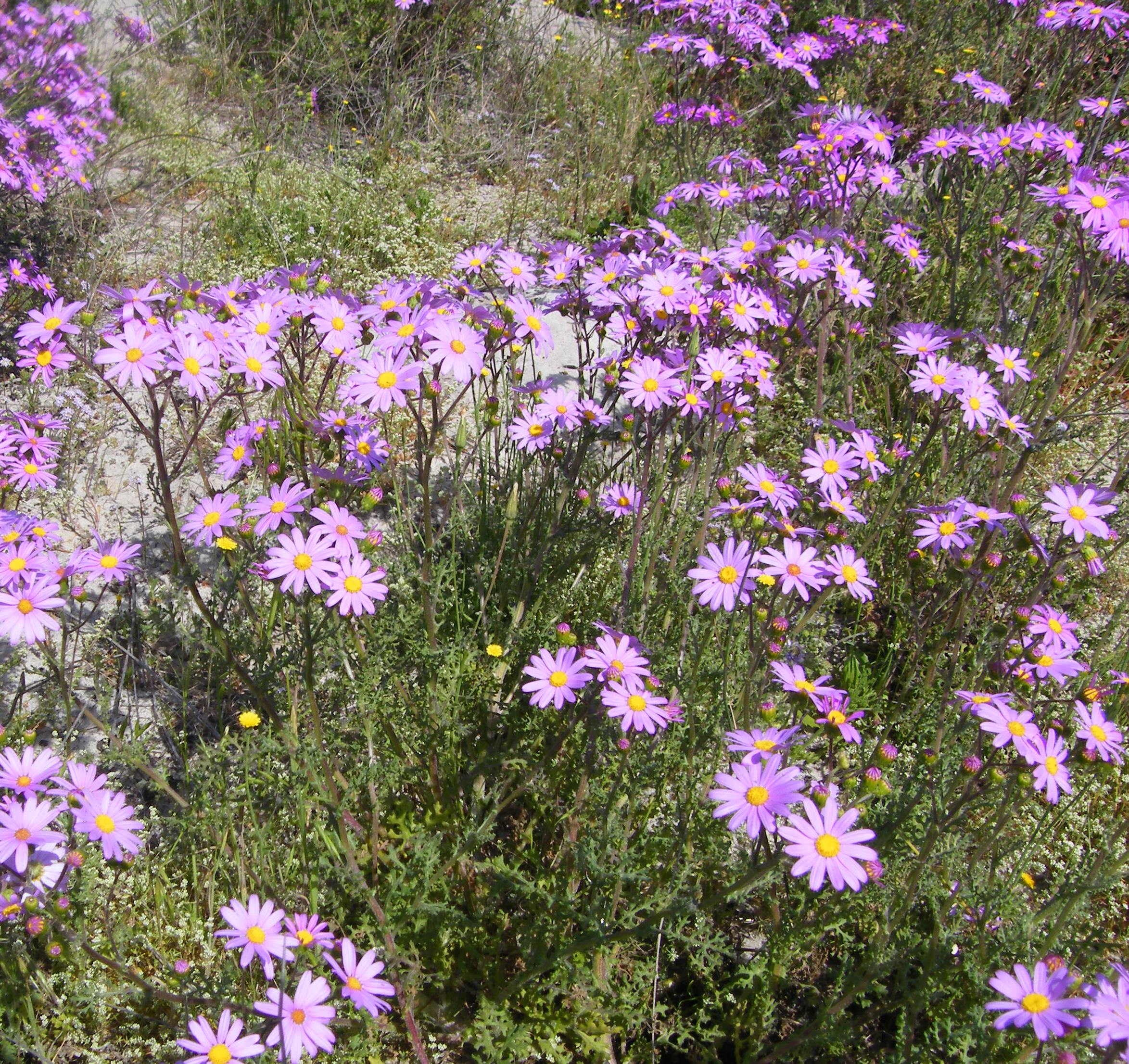
Senecio arenarius

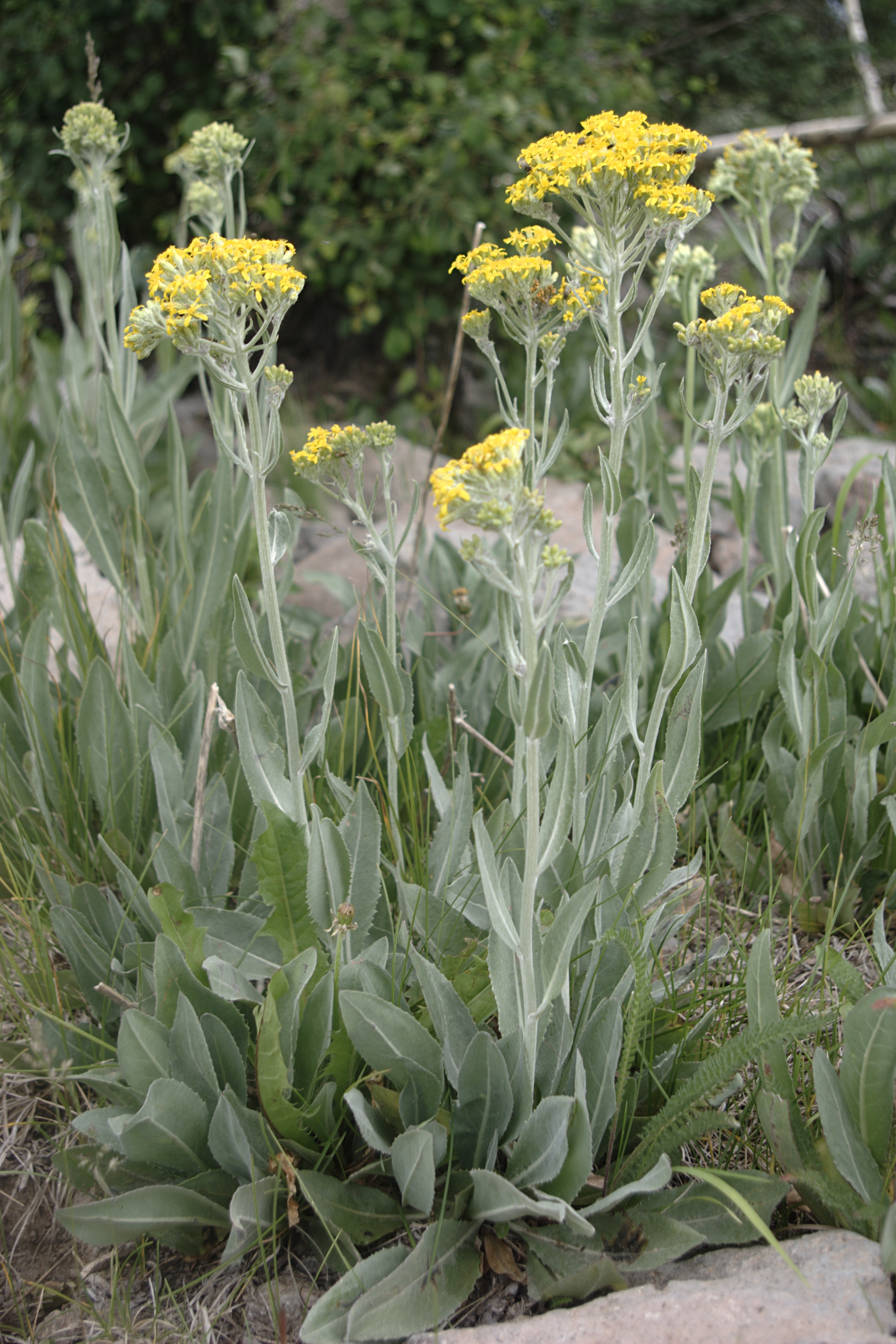
Senecio atratus

- S. acanthifolius Hombr. & Jacquinot ex Decne. 1845
- S. acarinus Cabrera, 1955
- S. acaulis (L.f.) Sch.Bip., 1845
- S. acetosifolius Baker, 1886
- S. achalensis Cabrera, 1935
- S. achilleifolius DC., 1838
- S. acroleucus Merxm., 1951
- S. actinella Greene, 1883
- S. actinotus Hand.-Mazz., 1936
- S. acutangulus (Bertol.) Hemsl., 1881
- S. acutifolius DC., 1838
- S. acutipinnus Hand.-Mazz., 1936
- S. adamantinus Bong., 1838
- S. adenodontus DC., 1838
- S. adenophyllus Meyen & Walp., 1843
- S. adenotrichius DC., 1838
- S. adglacialis Cuatrec., 1951
- S. adnatus DC., 1838
- S. adrianicus Cabrera, 1966
- S. aegyptius L., 1753
- S. aequinoctialis R.E.Fr., 1928
- S. affinis DC., 1838
- S. alatipes Greenm., 1914
- S. albanensis DC., 1838
- S. albaniae H.Beltrán, 2002
- S. albanopsis Hilliard, 1975
- S. alberti-smithii Cuatrec., 1951
- S. albifolius DC., 1838
- S. albogilvus I. Thomps., 2004
- S. albo-lutescens Sch.Bip., 1845
- S. albonervius Greenm., 1914
- S. albo-punctatus Bolus, 1887
- S. albopurpureus Kitam., 1955
- S. albus J.N.Nakaj. & A.M.Teles, 2009
- S. alcicornis Hook. & Arn., 1841
- S. algens Wedd., 1856
- S. alienus B.L.Rob. & Seaton, 1893
- S. alleizettei (Humbert) Humbert, 1959
- S. alliariifolius O.Hoffm., 1888
- S. alloeophyllus O.Hoffm.
- S. almasensis Mattf., 1925
- S. almeidae Phil., 1860
- S. almorzaderonis Cuatrec., 1942
- S. alniphilus Cabrera, 1985
- S. aloides DC., 1838
- S. altimontanus A.M.Teles & L.D.Meireles, 2010
- S. altoandinus Cabrera, 1950
- S. alvarezensis Greenm., 1912
- S. ambatensis Cabrera, 1966
- S. ambraceus Turcz. ex DC., 1838
- S. ameghinoi Speg., 1902
- S. amplectens A.Gray, 1862
- S. amplificatus C.Jeffrey, 1986
- S. amplifolius (DC.) Hemsl., 1881
- S. ampullaceus Hook., 1836
- S. amygdalifolius F.Muell., 1858
- S. analogus DC., 1838
- S. anapetes C.Jeffrey, 1992
- S. ancashinus Cabrera, 1950
- S. anconquijae Cabrera, 1939
- S. andinus H.Buek 1840
- S. andrieuxii DC., 1838
- S. anethifolius A.Cunn., 1838
- S. angulatus Vahl
- S. angulifolius DC., 1838
- S. angustifolius (Thunb.) Willd., 1973
- S. angustissimus Phil., 1856
- S. anomalochrous Hilliard, 1975
- S. anonymus A.Wood., 1861
- S. anthemidiphyllus J.Rémy, 1849
- S. anthemifolius Harv., 1865
- S. antofagastanus Cabrera, 1949
- S. apensis Cabrera, 1937
- S. aphanactis Greene, 1888
- S. apolobambensis Cabrera, 1984
- S. appendiculatus L. f.,
- S. aquaticus Hill, 1761
- S. aquifoliaceus DC., 1838
- S. aquilaris Cabrera, 1950
- S. aquilonaris Schischk., 1961
- S. arabidifolius O.Hoffm., 1898
- S. arachnanthus Franch., 1894
- S. arechavaletae Baker, 1884
- S. arenarius Thunb., 1800
- S. argillosus Baker
- S. argophylloides Griseb., 1874
- S. argunensis Turcz., 1847
- S. argutus Kunth, 1820
- S. argyreus Phil., 1894
- S. aridus Greenm., 1923
- S. aristeguietae Cuatrec., 1954
- S. aristianus J.Rémy, 1849
- S. arizonicus Greene, 1883
- S. arleguianus J.Rémy, 1849
- S. armentalis L.O.Williams, 1974
- S. arniciflorus DC., 1838
- S. arnicoides Hook. & Arn., 1830
- S. arnottii Hook.f., 1846
- S. aronicoides DC., 1838
- S. articulatus (L.f.) Sch.Bip., 1845
- S. aschenbornianus S.Schauer, 1847
- S. asirensis Boulos & J.R.I.Wood,1983
- S. aspelina DC., 1838
- S. aspericaulis J.Rémy, 1849
- S. asperifolius J.Rémy, 1849
- S. asperulus DC., 1838
- S. asplenifolius Griseb., 1879
- S. astephanus Greene, 1888
- S. atacamensis Phil., 1891
- S. atratus Greene, 1896
- S. atrofuscus Grierson, 1958
- S. attenuatus Sch.Bip. ex Rusby, 1893
- S. aurantiaca
- S. auritifolius Cabrera, 1950
- S. austin-smithii Standl., 1940
- S. australandinus Cabrera, 1971
- S. australis Willd., 1803
- S. austromontanus Hilliard, 1982
- S. ayapatensis Griseb., 1879
- S. ayapatensis Sch.Bip. ex Wedd.

## B
- S. baccharidiflorus DC., 1838
- S. bahioides Hook. & Arn. 1841
- S. balensis S.Ortiz & Vivero, 2005
- S. balsamicus Phil., 1873
- S. bampsianus Lisowski, 1991
- S. bangii Rusby, 1893
- S. banksii Hook.f., 1852
- S. barba-johannis DC., 1838
- S. barbarae Cabrera, 1974
- S. barbatus DC., 1838
- S. barbertonicus Klatt
- S. barkhausioides Turcz., 1851
- S. barkleyi B.L.Turner, 1985
- S. baronii Humbert, 1963
- S. barorum Humbert, 1923
- S. barrosianus Cabrera, 1949
- S. bartlettii Greenm., 1950
- S. basalticus Hilliard, 1982

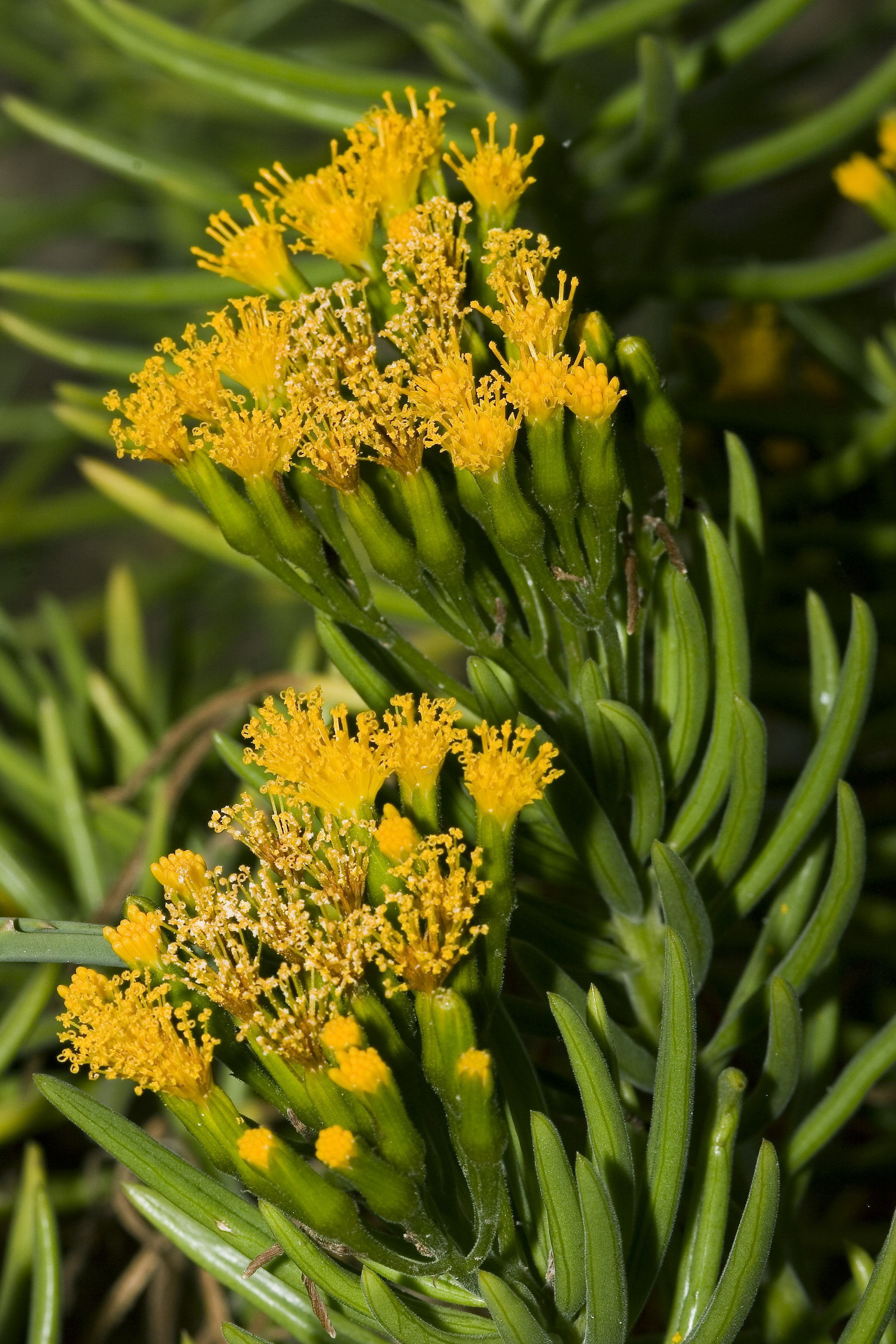
Senecio barbertonicus

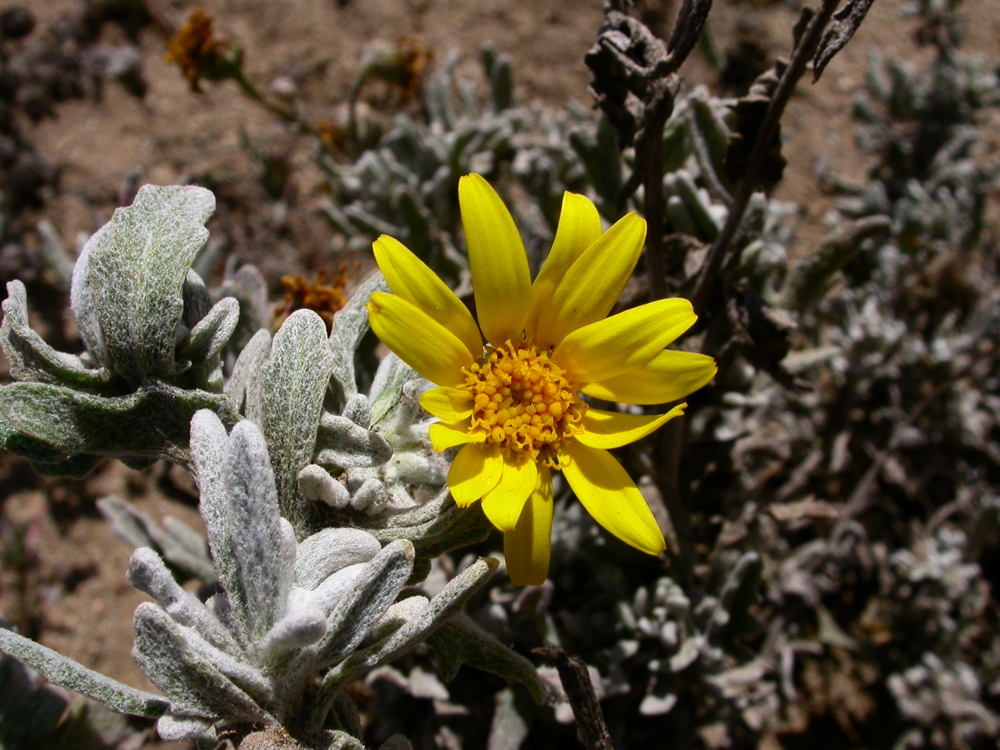
Senecio brunonianus

- S. bathurstianus (DC.) Sch.Bip., 1845
- S. baurii Oliv., 1887
- S. bayonnensis Boiss., 1856
- S. beaufilsii Kuntze, 1898
- S. behnii Ricardi & Marticor., 1964
- S. behrianus Sond. & F.Muell. ex Sond., 1853
- S. bejucosus Cuatrec., 1950
- S. belbeysius Delile, 1813
- S. belenensis Griseb., 1874
- S. belgaumensis (Wight) C.B.Clarke,1876
- S. bellis Harv., 1865
- S. benaventianus J.Rémy, 1849
- S. bergii Hieron., 1880
- S. bigelovii A.Gray, 1857
- S. biligulatus W.W.Sm., 1911
- S. billieturneri T.M.Barkley, 1989
- S. bipinnatisectus Belcher, 1956
- S. bipinnatus (Thunb.) Less., 1832
- S. bipontinii Wedd.
- S. biserratus Belcher, 1956
- S. blanchei Soldano, 1992
- S. blochmanae Greene, 1893
- S. boelckei Cabrera, 1971
- S. bolanderi A.Gray, 1868
- S. boliviensis Sch.Bip. ex Klatt, 1888
- S. bollei Sunding & G.Kunkel, 1972
- S. bomanii R.E.Fr., 1906
- S. bombayensis N.P.Balakr., 1970
- S. bombycopholis Bullock, 1937
- S. bonariensis Hook. & Arn., 1841
- S. bonplandianus DC., 1838
- S. botijae C.Ehrh., 1998
- S. brachyantherus (Hiern) S.Moore, 1918
- S. brachycodon Baker, 1884
- S. brachylobus Phil., 1864
- S. brachypodus DC., 1838
- S. bracteatus Klatt, 1888
- S. bracteolatus Hook. & Arn., 1841
- S. brasiliensis (Spreng.) Less., 1831
- S. brassii Belcher, 1952
- S. bravensis Cabrera, 1941
- S. brenesii Greenm. & Standl., 1938
- S. brevidentatus M.D.Hend., 1954
- S. breviflorus (Kadereit) Greuter, 2007
- S. brevilorus Hilliard, 1973
- S. breviscapus DC., 1838
- S. brevitubulus I.Thomps., 2004
- S. bridgesii Hook. & Arn., 1830
- S. brigalowensis I.Thomps., 2005
- S. brittonianus Hieron., 1900
- S. brunonianus Hook. & Arn., 1841
- S. bryoniifolius Harv, 1865
- S. bugalagrandis Cuatrec., 1950
- S. buglossus Phil., 1864
- S. buimalia Buch.-Ham. ex D.Don, 1825
- S. bulbinifolius DC., 1838
- S. bulleyanus Diels, 1912
- S. bupleuroides DC., 1838
- S. burchellii DC., 1838
- S. burkartii Cabrera, 1934
- S. burtonii Hook.f., 1864
- S. bustillosianus J.Rémy, 1849
- S. byrnensis Hilliard, 1979

## C
- S. cacaliaster Lam., 1779
- S. cachinalensis Phil., 1860
- S. cajonensis Cabrera, 1966
- S. cakileifolius DC., 1838
- S. calcensis Cabrera & Zardini, 1975
- S. calchaquinus Cabrera, 1939
- S. calianus Cuatrec., 1950
- S. californicus DC., 1838
- S. calingastensis Tombesi, 2001
- S. callosus Sch.Bip., 1845
- S. calocephalus C.C.Chang, 1935
- S. calocephalus Poepp. & Endl.
- S. caloneotes Hilliard, 1975
- S. calthifolius Hook.f.
- S. calyculatus Greenm., 1904
- S. campylocarpus I.Thomps., 2004
- S. canadensis L., 1753
- S. canaliculatus DC., 1838
- S. canalipes DC., 1838

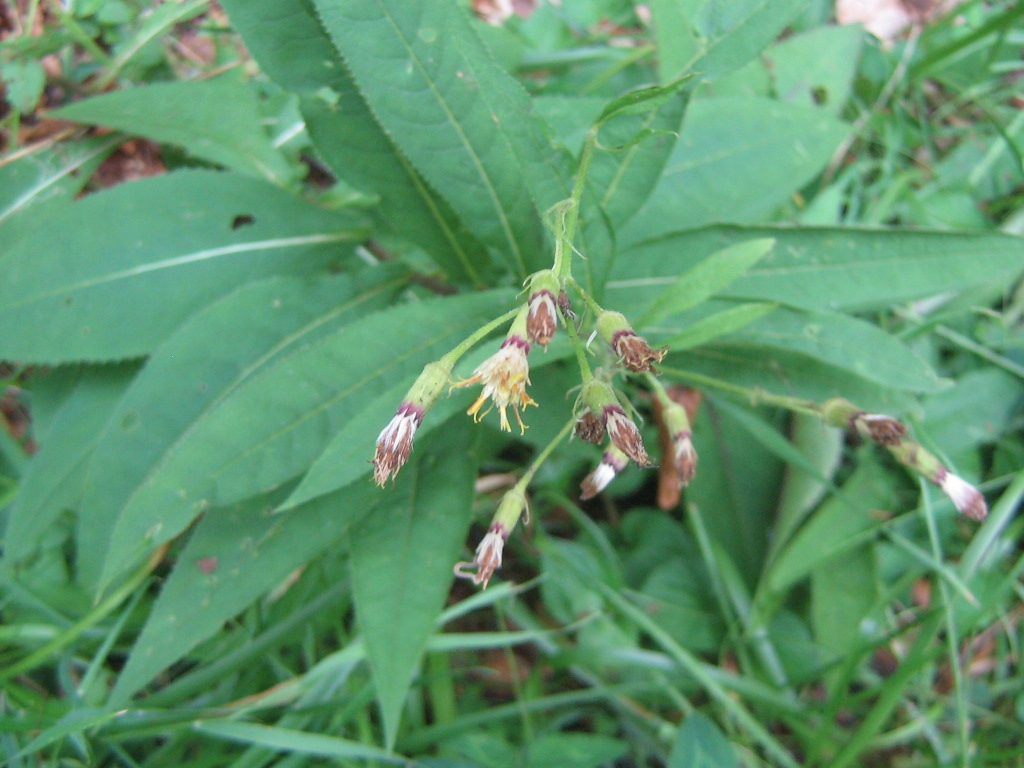
Senecio cacaliaster

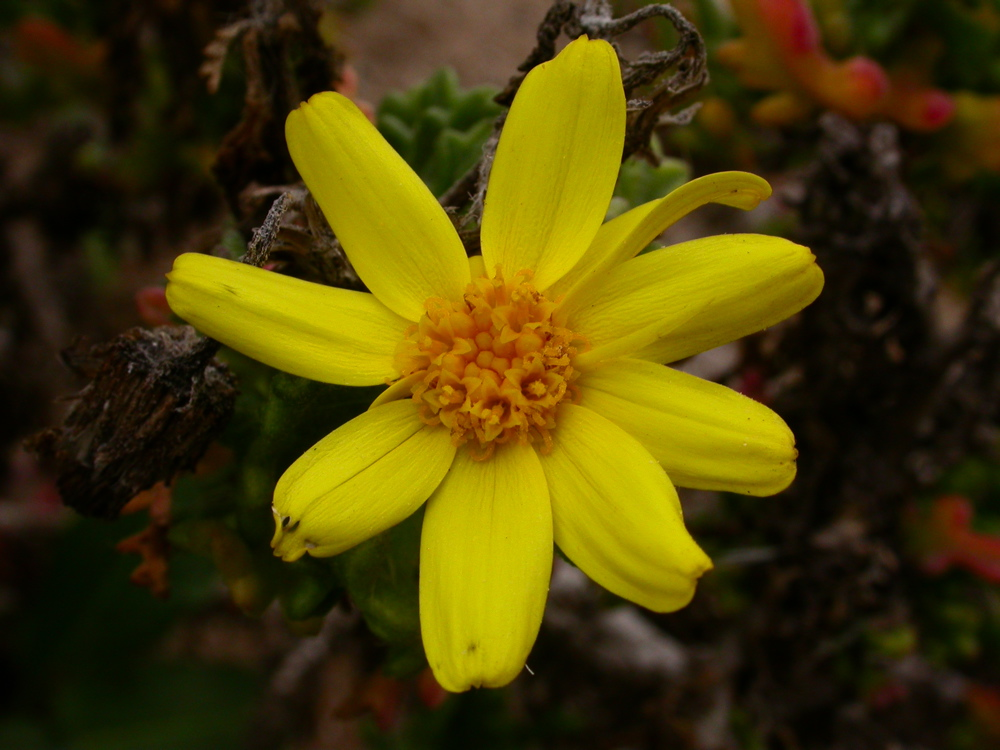
Senecio cerberoanus

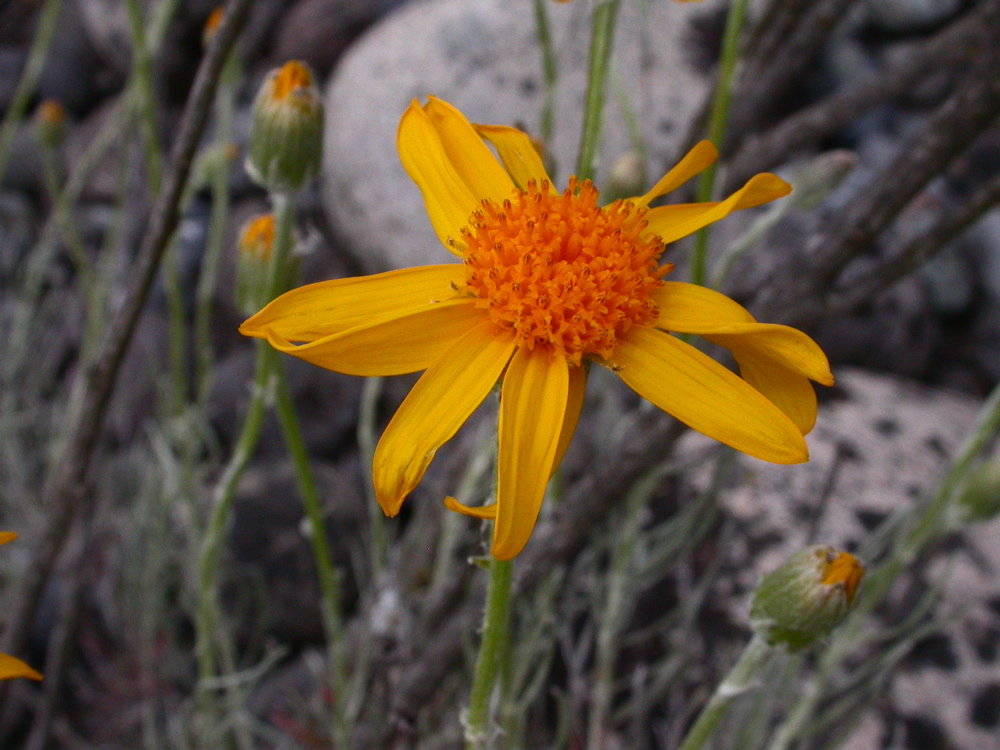
Senecio chilensis

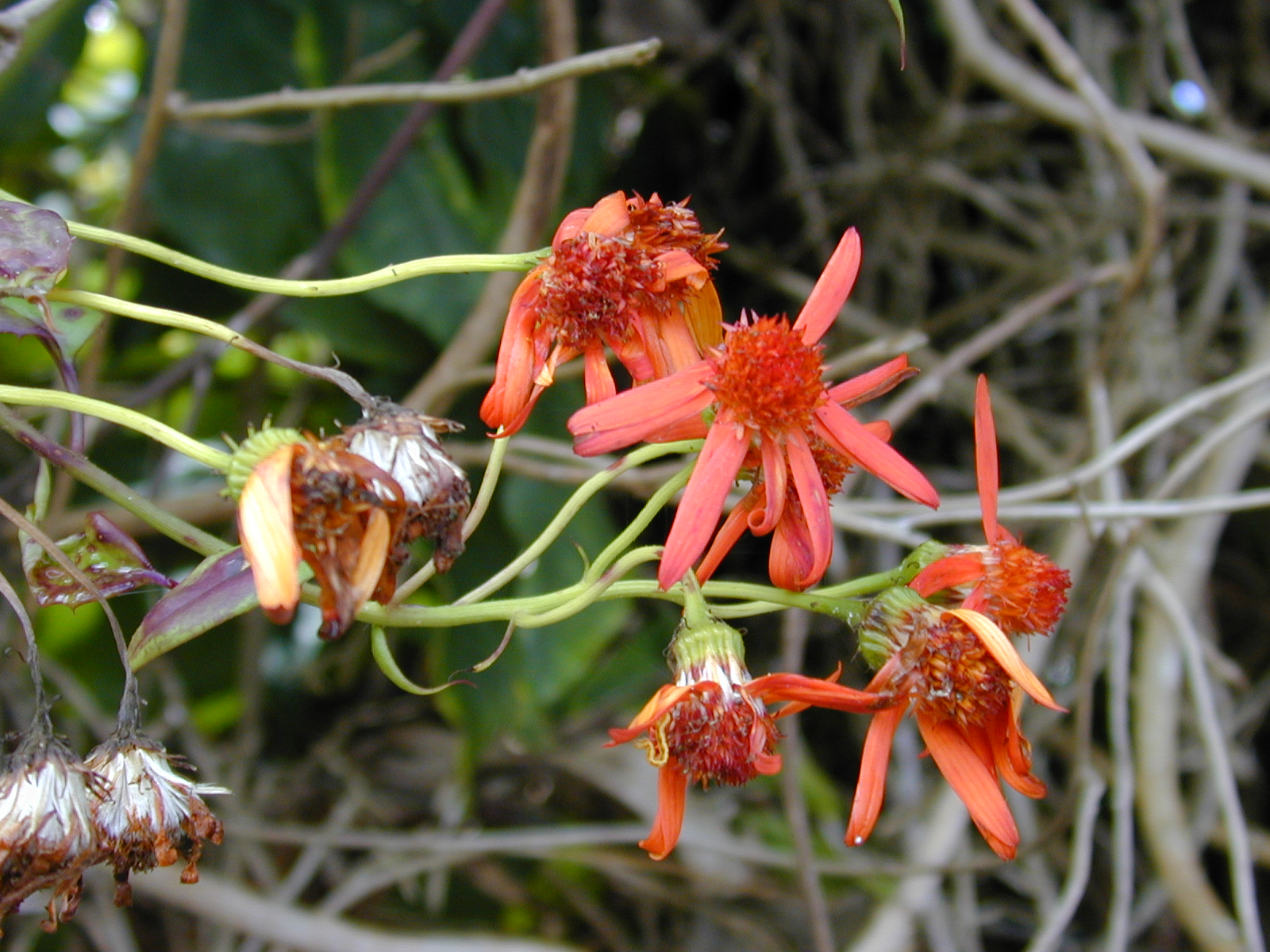
Senecio confusus

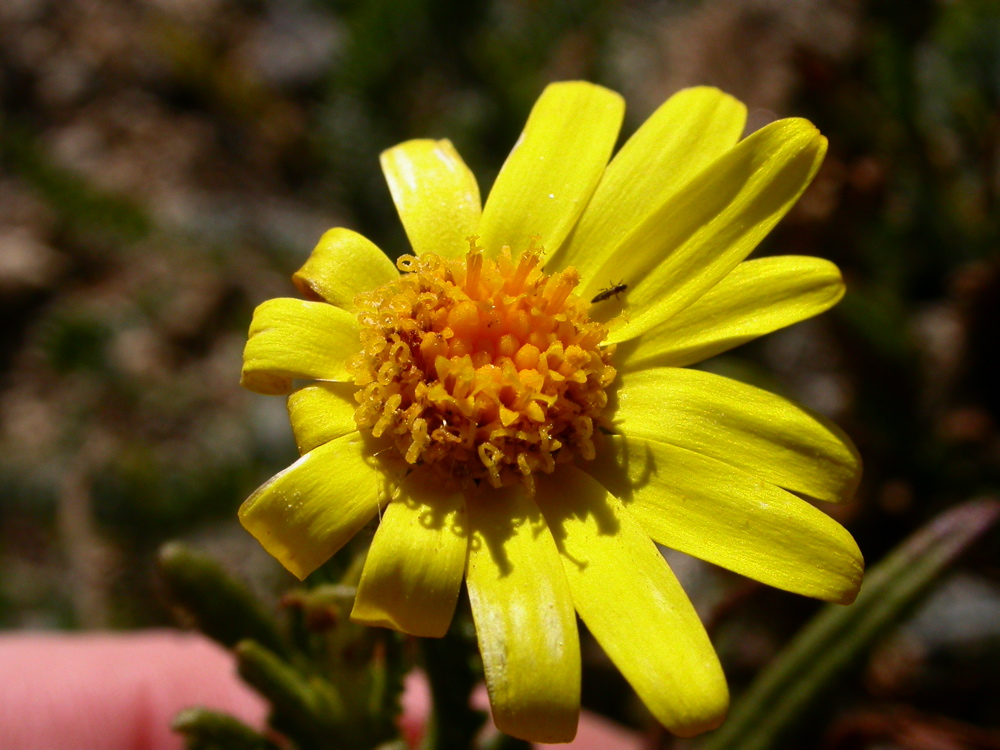
Senecio coquimbensis

- S. cancellatus (Rud.) P. DC., 1837
- S. canchahuganquensis Cabrera, 1939
- S. candelariae Benth., 1853
- S. candicans Wall., 1834
- S. candidans DC., 1838
- S. candolleanus Wall. ex DC.
- S. candollii Wedd., 1856
- S. cannabifolius Less., 1831
- S. cannabinifolius Hook. & Arn., 1841
- S. cantensis Cabrera, 1954
- S. caparaoensis Cabrera, 1957
- S. cappa Buch.-Ham. ex D.Don, 1825
- S. carbonelli S.Díaz, 1987
- S. carbonensis "C.Ezcurra, M.Ferreyra & S.Clayton", 1995
- S. cardaminifolius DC., 1838
- S. carnerensis Greenm., 1914
- S. carnosulus (Kirk) C.J.Webb, 1988
- S. carnosus Thunb., 1800
- S. carpetanus Boiss. & Reut., 1825
- S. carroensis DC., 1838
- S. caryophyllus Mattf., 1924
- S. castanaefolius DC., 1837
- S. catamarcensis Cabrera, 1939
- S. catharinensis Dusén ex Cabrera, 1950
- S. cathcartensis O.Hoffm., 1898
- S. caucasica DC.
- S. caudatus DC., 1838
- S. cedrosensis Greene, 1885
- S. ceratophylloides Griseb., 1879
- S. cerberoanus J.Rémy, 1849
- S. cervariifolius Sch.Bip.
- S. chalureaui Humbert, 1924
- S. chamomillipholius Phil., 1865
- S. chanaralensis Phil., 1894
- S. chapalensis S.Watson, 1890
- S. chiapensis Hemsl.
- S. chicharrensis Greenm., 1907
- S. chihuahuensis S. Watson, 1888
- S. chilensis Cabrera, 1831
- S. chilensis Less., 1831
- S. chillanensis Cabrera, 1949
- S. chionogeton Wedd., 1855
- S. chionophilus Phil., 1862
- S. chipauquilensis Troiani & Steibel, 2006
- S. chiquianensis Cabrera, 1950
- S. chiribogae Cabrera, 1954
- S. chirripoensis H.Rob. & Brettell, 1973
- S. chitaganus Cuatrec., 1944
- S. chodatianus Cuatrec., 1953
- S. choroensis Cuatrec., 1960
- S. chrysanthemoides DC., 1838
- S. chrysanthemum Dusén, 1915
- S. chrysocoma Meerb.
- S. chrysocomoides Hook. & Arn., 1841
- S. chrysolepis Phil., 1860
- S. chungtienensis C.Jeffrey & Y.L.Chen, 1984
- S. cicatricosus Sch.Bip., 1845
- S. cinerarioides Kunth, 1820
- S. cinerascens Aiton, 1789
- S. cinerifolius H.Lév., 1913
- S. cirsiifolius (Hook. & Arn.) Sch.Bip., 1845
- S. cisplatinus Cabrera, 1950
- S. citriceps Hilliard & B.L.Burtt, 1976
- S. citriformis G.D.Rowley, 1956
- S. clarioneifolius J.Rémy, 1849
- S. clarkianus A.Gray, 1868
- S. claryae B.L.Turner, 1993
- S. claussenii Decne., 1855
- S. clivicola Wedd., 1856
- S. clivicolus Wedd., 1856
- S. coahuilensis Greenm., 1907
- S. cobanensis J.M.Coult., 1891
- S. coccineus Klatt, 1886
- S. cochabambensis Cabrera, 1952
- S. cocuyanus (Cuatrec.) Cuatrec., 1950
- S. colaminus Cuatrec., 1951
- S. coleophyllus Turcz., 1851
- S. collinus DC., 1838
- S. colpodes Bong., 1838
- S. colu-huapiensis Speg., 1902
- S. comberi Cabrera, 1938
- S. comosus Sch.Bip., 1856
- S. condimentarius Cabrera, 1954
- S. condylus I.Thomps., 2005
- S. conferruminatus I.Thomps., 2004
- S. confertus Sch.Bip. ex A.Rich., 1843
- S. confusus Burtt
- S. congestus (R.Br.) DC., 1838
- S. conrathii N.E.Br., 1914
- S. consanguineus DC., 1838
- S. conyzaefolius Baker
- S. conyzifolius Baker
- S. conzattii Greenm., 1907
- S. copeyensis Greenm., 1907
- S. coquimbensis Phil., 1858
- S. corcovadensis Cabrera, 1971
- S. cordifolius L.f., 1782
- S. coriaceisquamus C.C.Chang, 1935
- S. cornu-cervi MacOwan, 1869
- S. coronatus (Thunb.) Harv., 1865
- S. coronopifolius Burm.f., 1768
- S. coronopodiphyllus J.Rémy, 1849
- S. corymbosus Wall. ex DC.
- S. coscayanus Ricardi & Marticor., 1964
- S. costaricensis R.M.King, 1965
- S. cotyledonis DC., 1838
- S. covasii Cabrera, 1949
- S. covuncensis Cabrera, 1969
- S. coymolachensis Cabrera, 1953
- S. crassiusculus DC., 1838
- S. crassorhizus De Wild., 1915
- S. crassulaefolius (DC.) Sch.Bip., 1845
- S. crassulus A.Gray, 1883
- S. cremeiflorus Mattf., 1933
- S. cremnicola Cabrera, 1936
- S. cremnophilus I.M.Johnst., 1929
- S. crenatus Thunb., 1800
- S. crenulatus DC., 1838
- S. crepidifolius DC., 1838
- S. crepidioides Phil., 1894
- S. crispatipilosus C.Jeffrey, 1986
- S. crispus Thunb., 1800
- S. crispus Phil., 1860
- S. cristimontanus Hilliard, 1982
- S. crithmoides Hook. & Arn., 1841
- S. cryphiactis O.Hoffm., 1903
- S. cryptocephalus Cabrera, 1950
- S. cryptolanatus Killick, 1958
- S. ctenophyllus Phil., 1891
- S. cuchumatanensis L.O.Williams & Ant.Molina, 1975
- S. culciklattii Cuatrec., 1950
- S. culcitenellus Cuatrec., 1950
- S. cumingii Hook. & Arn., 1841
- S. cuneatus Hook.f., 1846
- S. cuneifolius Gardner, 1845
- S. cunninghamii DC., 1838
- S. curvatus Baker, 1883
- S. cyaneus O.Hoffm., 1894
- S. cylindrocephalus Cabrera, 1939
- S. cymosus (ex Gay) J.Rémy, 1849

## D
- S. daltonii F.Muell.
- S. dalzellii C.B.Clarke
- S. daochengensis Y.L.Chen
- S. darwinii Hook. & Arn.
- S. davilae Phil.
- S. decaryi Humbert
- S. decurrens DC.
- S. deferens Griseb
- S. deformis Klatt
- S. delicatulus Cabrera & Zardini
- S. deltoideus Less.
- S. densiflorus Wall.
- S. densiserratus C.C.Chang

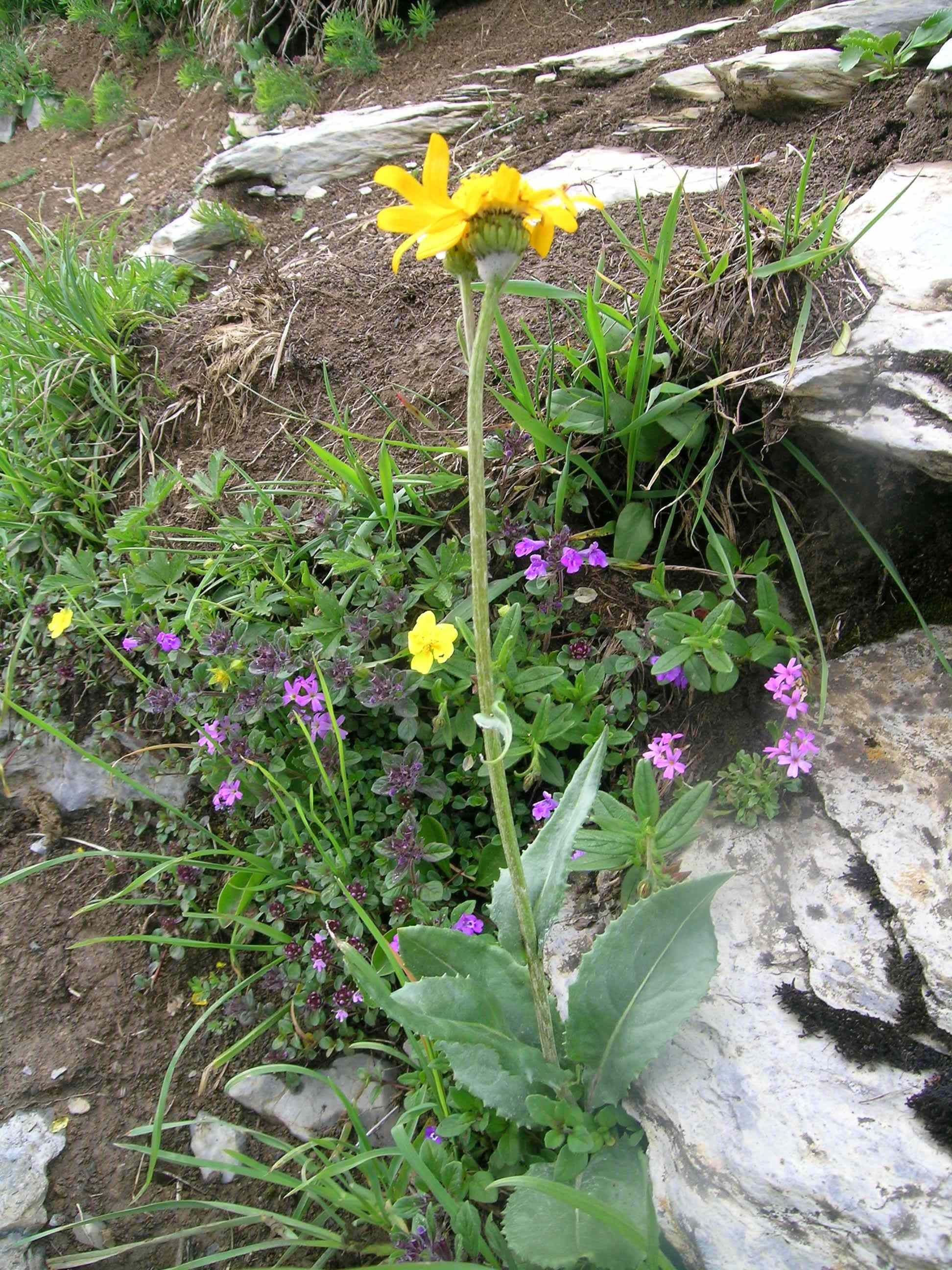
Senecio doronicum

- S. dentato-alatus Mildbr. ex C.Jeffrey
- S. depauperatus Mattf.
- S. deppeanus Hemsl
- S. depressicola I.Thomps.
- S. depressus Hook. & Arn.
- S. descoingsii (Humbert) jacobs. ex G.D.Rowley
- S. desiderabilis Vell
- S. desideratus DC.
- S. dewildeorum Tjitr.
- S. diaguita Cabrera
- S. diaschides D.G.Drury
- S. dichotomus Phil.
- S. dichrous (Bong.) Sch.Bip.
- S. diemii Cabrera
- S. diffusus L.f.
- S. diffusus Thunb
- S. digitalifolius DC.
- S. digitatus Phil.
- S. dilungensis Lisowski
- S. dimorphocarpos Colenso
- S. diodon DC.
- S. diphyllus De Wild. & Muschl.
- S. discodregeanus Hilliard & B.L.Burtt
- S. discokaraguensis C.Jeffrey
- S. disjectus Wedd.
- S. dissidens Fourc.
- S. dissimulatus Hilliard
- S. distalilobatus I.Thomps.
- S. divaricoides Cabrera
- S. diversipinnus Ling
- S. dodrans C.Winkl.
- S. dolichocephalus I.Thomps.
- S. dolichodoryius Cuatrec.
- S. dombeyanus DC.
- S. domingensis Urb.
- S. donianus Hook. & Arn.
- S. doratophyllus Benth.
- S. doria L.
- S. doronicum (L.) L.
- S. dubitabilis C.Jeffrey & Y.L.Chen
- S. dumeticolus S. Moore
- S. dumetorum Gardner
- S. dumosus Fourc.
- S. dunedinensis Belcher
- S. durangensis Greenm.
- S. duriaei J.Gay

## E
- S. echaetus Y.L.Chen & K.Y.Pan, 1981
- S. edgeworthii Hook.f., 1881
- S. eenii (S.Moore) Merxm., 1960
- S. eightsii Hook. & Arn., 1841
- S. elegans  L., 1753
- S. ellenbeckii O.Hoffm., 1906
- S. elmeri Piper, 1899
- S. elquiensis Cabrera, 1949
- S. emiliopsis C.Jeffrey, 1992
- S. eminens Compton, 1967
- S. emirnensis DC., 1838
- S. engleranus O.Hoffm., 1888
- S. epiphyticus Kuntze, 1898
- S. erechtitioides Baker, 1882
- S. eremicola I.Thomps., 2005
- S. eremophilus A.Gray, 1884
- S. eremophilus Richardson, 1823
- S. eriobasis DC., 1838
- S. eriocarphus Greenm., 1913
- S. eriophyton J.Rémy, 1849
- S. eriopus Willk., 1865

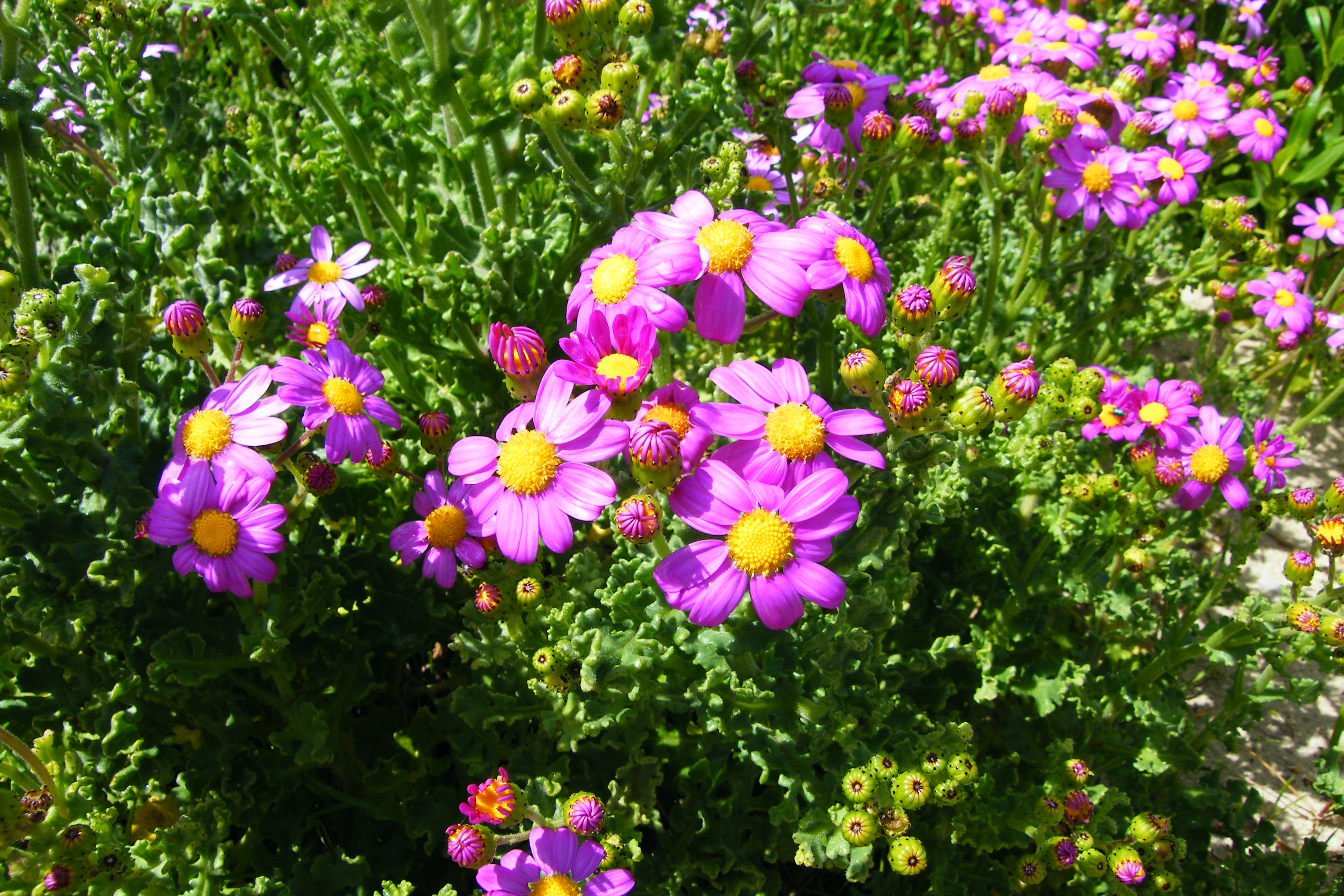
Senecio elegans

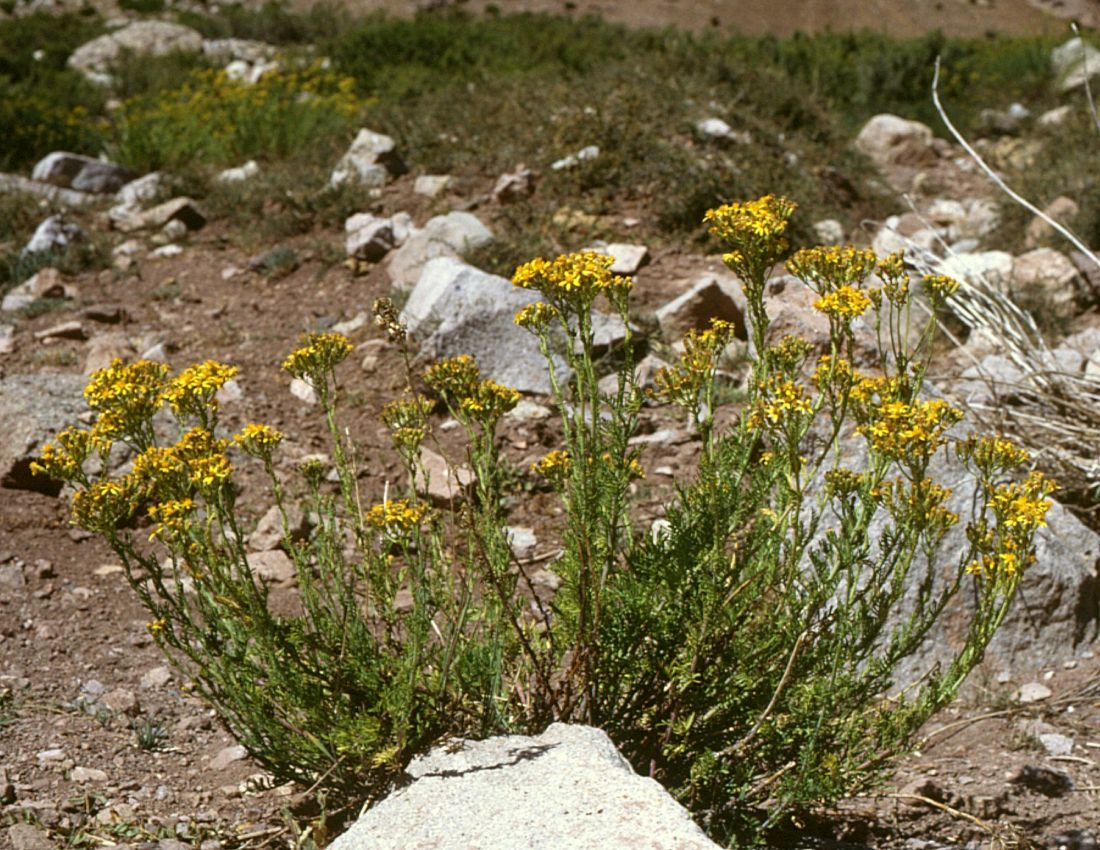
Senecio eruciformis

- S. erisithalifolius Sch.Bip. ex Baker
- S. erlangeri O.Hoffm., 1906
- S. erosus L.f., 1782
- S. ertterae T.M.Barkley, 1978
- S. erubescens Aiton, 1789
- S. eruciformis J.Rémy, 1849
- S. erysimoides DC., 1838
- S. erythropappus Bureau & Franch., 1891
- S. esleri C.J.Webb, 1989
- S. espinosae Cabrera, 1949
- S. euclaensis I.Thomps., 2004
- S. eudorus DC., 1838
- S. euryopoides DC., 1838
- S. evacoides Sch.Bip., 1856
- S. evacoides Sch.Bip. ex Wedd., 1856
- S. evelynae Muschl., 1909
- S. everettii Hemsl., 1896
- S. exarachnoideus C.Jeffrey, 1986
- S. expansus Wedd., 1856
- S. extensus I.Thomps., 2004
- S. exuberans R.A.Dyer, 1943
- S. exul Hance, 1868

## F
- S. faberi Hemsl. ex Hemsl.
- S. fabrisii Cabrera
- S. famatinensis Cabrera
- S. farinaceus Sch.Bip. ex A.Rich.
- S. farinifer Hook. & Arn.
- S. faugasioides Baker
- S. ferrugineus (Klatt) Cuatrec.
- S. ferruglii Cabrera
- S. filaginoides DC.
- S. filaris  McVaugh
- S. filifer Franch.
- S. fistulosus Poepp. ex Less.
- S. flaccidifolius Wedd.
- S. flaccidus Less.
- S. flagellifolius Cabrera
- S. flammeus Turcz. ex DC.
- S. flanaganii
- S. flavus (Decne.) Sch.Bip.
- S. foeniculoides Harv.
- S. folidentatus Cuatrec.
- S. formosissimus Cuatrec.
- S. formosoides Cuatrec.
- S. fragrantissimus
- S. franchetii C.Winkl.
- S. franciscanus
- S. francisci Phil.
- S. fremonti Torr. & A.Gray
- S. fresenii Sch.Bip.
- S. friesii Cabrera
- S. fukienensis Ling ex C.Jeffrey & Y.L.Chen
- S. funckii Sch.Bip.
- S. furusei Kitam.

## G
- S. gallicus Chaix, 1768
- S. gallicus Vill., 1785
- S. ganganensis Cabrera, 1971
- S. garaventai Cabrera, 1949
- S. garcibarrigae Cuatrec., 1944
- S. gariepiensis Cron, 2007

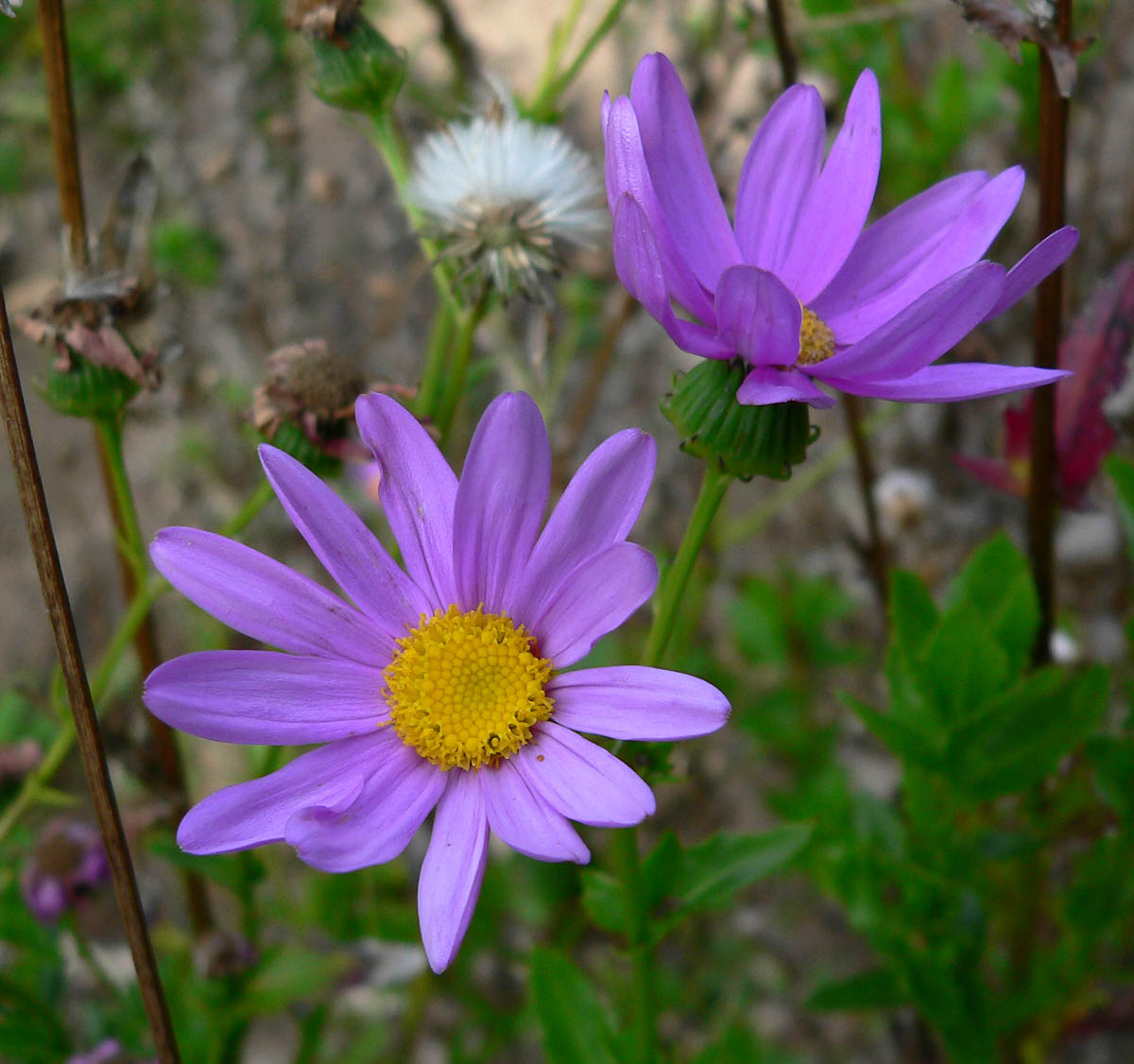
Senecio glastifolius

- S. garlandii F.Muell. ex Belcher, 1986
- S. gawlerensis M.E.Lawr., 1985
- S. gayanus DC., 1838
- S. geifolius Sch.Bip., 1845
- S. geniculatus Steud., 1841
- S. gentryi (H.Rob. & Brettell) B.L.Turner & T.M.Barkley, 1989
- S. georgianus DC., 1838
- S. gerberaefolius Sch.Bip. ex Hemsl., 1881
- S. gerrardii Harv., 1865
- S. gertii Zardini, 1979
- S. gibsonii Hook.f., 1881
- S. giessii Merxm., 1967
- S. gilbertii Turcz., 1851
- S. gilliesianus Hieron., 1879
- S. gilliesii Hook. & Arn., 1841
- S. glaber Less., 1831
- S. glaberrimus DC., 1838
- S. glabratus Hook. & Arn., 1830
- S. glabrescens (DC.) Sch.Bip., 1845
- S. glabrifolius DC., 1838
- S. glandulifer Dematt. & Cristóbal, 2006
- S. glanduloso-lanosus Thell., 1926
- S. glanduloso-pilosus Volkens & Muschl., 1909
- S. glastifolius L.f., 1782
- S. glaucophyllus Cheeseman, 1896
- S. glaucus L., 1753
- S. glinophyllus (H.Rob. & Brettell) McVaugh, 1984
- S. glomeratus Desf. ex Poir., 1817
- S. glossanthus (Sond.) Belcher, 1956
- S. glutinarius DC., 1838
- S. glutinosus Thunb., 1800
- S. gmelinii Ledeb.
- S. gnidioides Phil., 1858
- S. gnoma P.Royen, 1983
- S. goldsacki Phil., 1894
- S. gossweileri Torre, 1974
- S. graciellae Cabrera, 1957
- S. graciliflorus (Wall.) DC., 1838
- S. gramineticola C.Jeffrey, 1986
- S. gramineus Harv., 1865
- S. grandiflorus Meyen
- S. grandiflorus P.J.Bergius, 1767
- S. grandifolius Less., 1830
- S. grandis Gardner, 1848
- S. grandjotii Cabrera, 1949
- S. greenmanii (H.Rob. & Brettell) L.O.Williams, 1975
- S. greenwayi C.Jeffrey, 1986
- S. gregatus Hilliard, 1986
- S. gregorii F.Muell., 1859
- S. griffithii Hook.f. & Thomson ex C.B.Clarke, 1876
- S. grindeliaefolius DC., 1838
- S. grisebachii Baker
- S. grossidens Dusén ex Malme, 1933
- S. guadalajarensis B.L.Rob., 1891
- S. guascensis Cuatrec., 1944
- S. guerkei Hieron., 1901
- S. guerrensis T.M.Barkley, 1990
- S. gunckelii Cabrera, 1949
- S. gunnii (Hook.f.) Belcher, 1956
- S. gymnocaulos Phil., 1894
- S. gypsicola I. Thomps., 2004

## H
- S. hadiensis Forssk., 1775
- S. haenkeanus Cuatrec., 1950
- S. haenkei DC., 1838
- S. halimifolius L., 1753
- S. hallianus G.D.Rowley, 1958
- S. hallii Hieron., 1895
- S. halophilus I. Thomps., 2005
- S. haloragis J. Rémy, 1849
- S. hamamelifolius Kunth, 1818

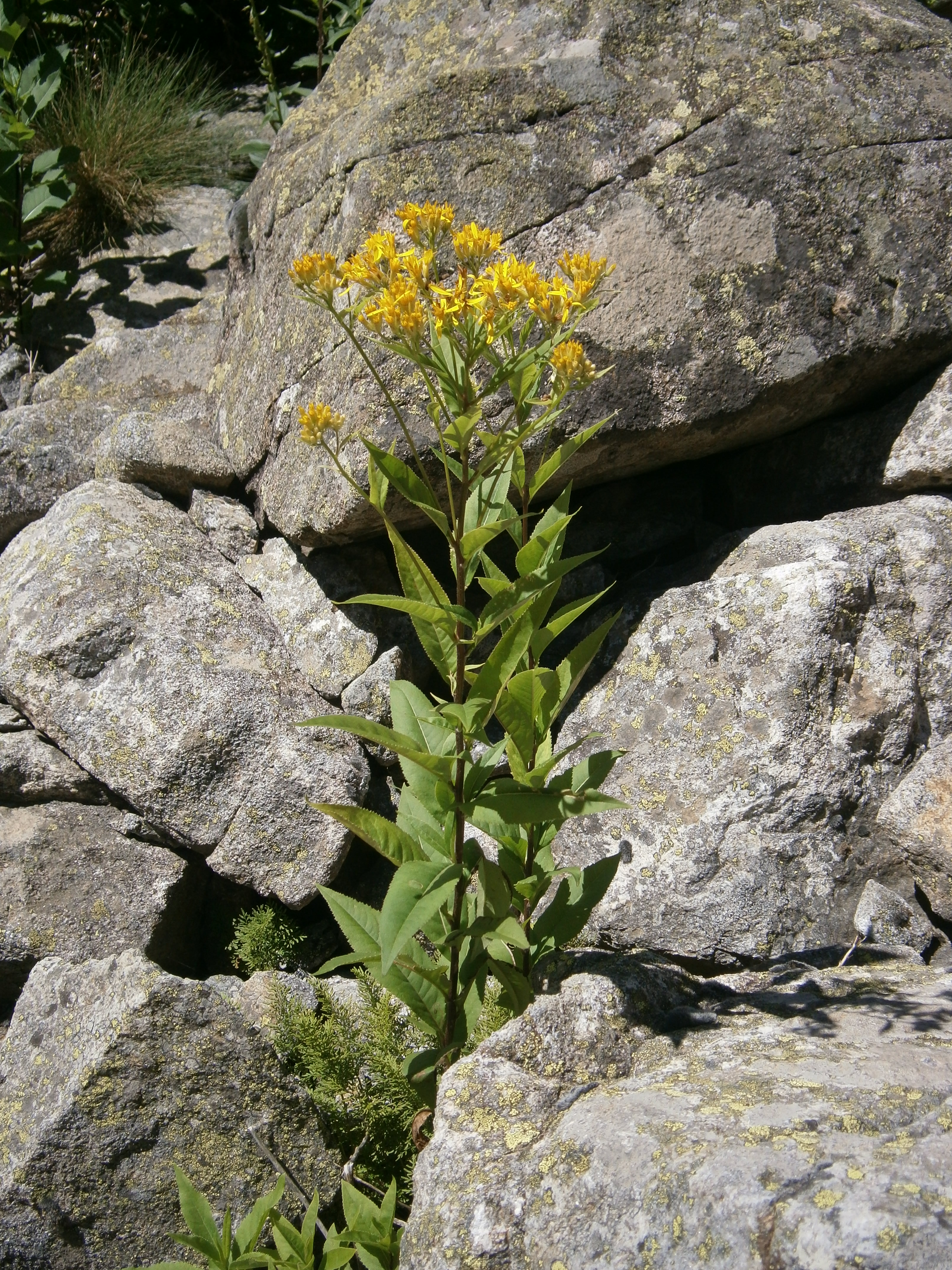
Senecio hercynicus

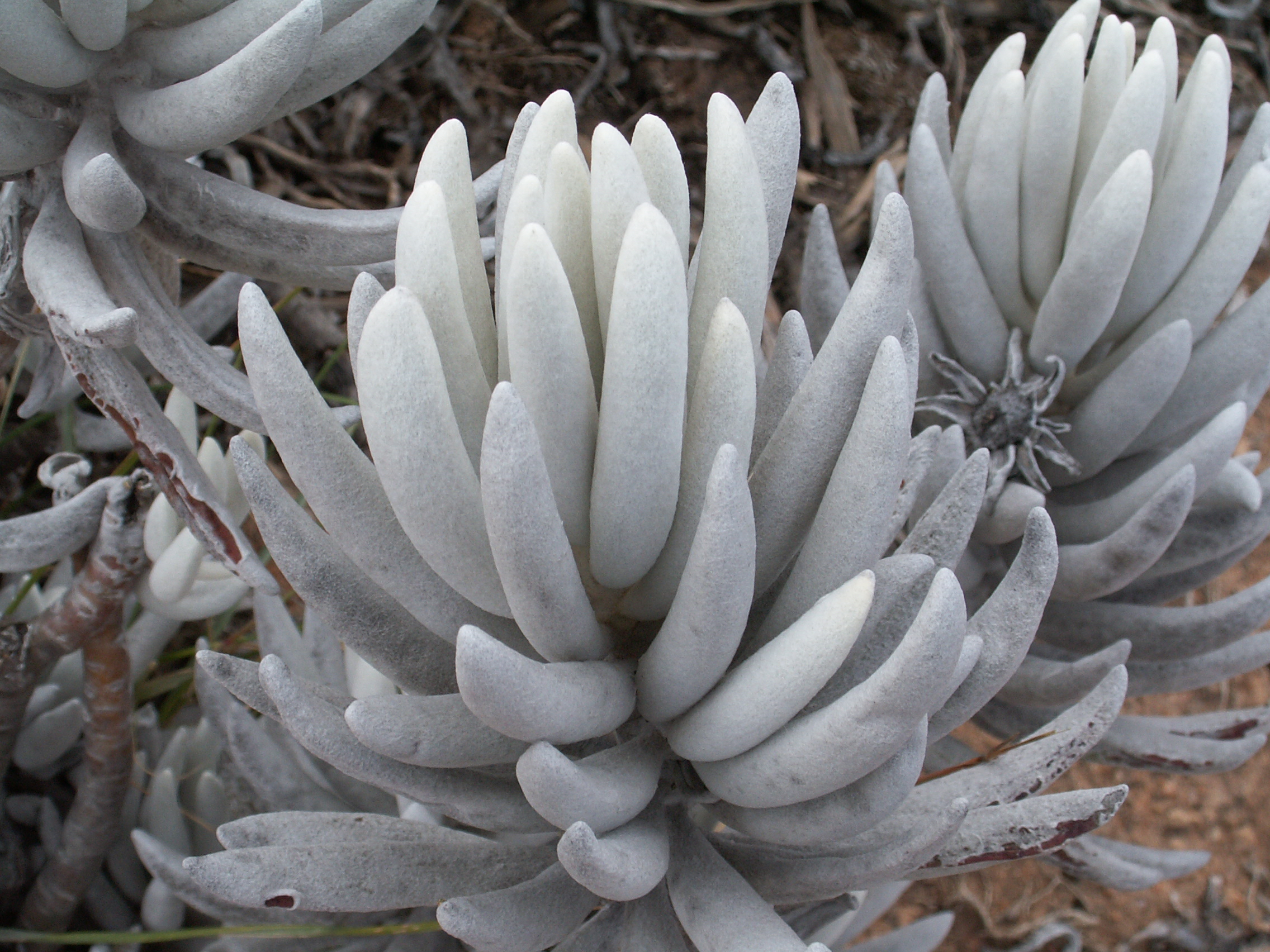
Senecio haworthii

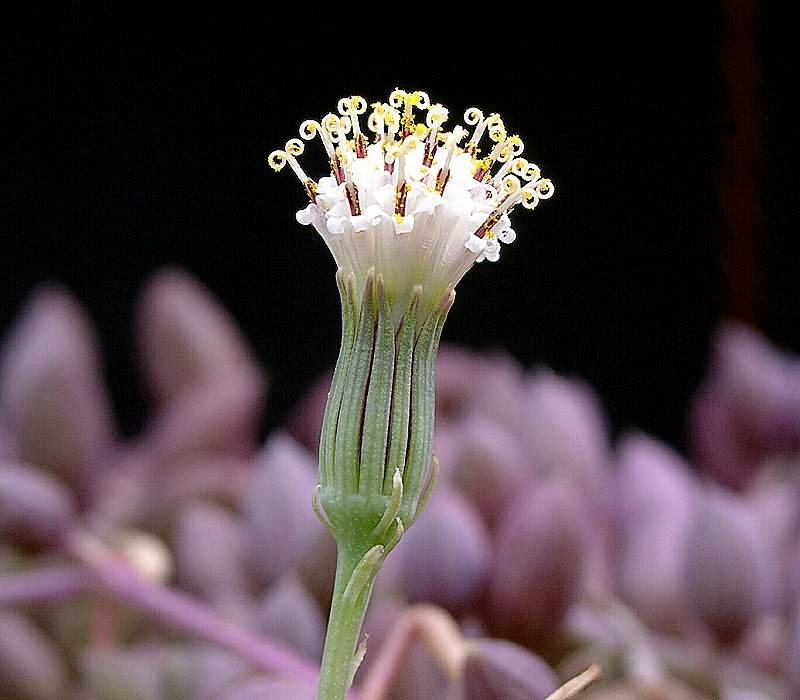
Senecio herreianus

- S. hamersleyensis I. Thomps., 2005
- S. hansweberi Cuatrec., 1982
- S. harleyi D.J.N.Hind, 2000
- S. hartwegii Benth., 1839
- S. hastatifolius Cabrera, 1955
- S. hastatus L., 1753
- S. hastifolius Less., 1832
- S. hatcherianus O. Hoffm., 1906
- S. hatschbachii Cabrera, 1974
- S. hauwai Sykes, 1988
- S. haworthii (Sweet) Sch.Bip., 1845
- S. haygarthii M. Taylor ex Hilliard, 1971
- S. hedbergii C. Jeffrey, 1986
- S. hederiformis Cron, 2007
- S. helgae Cabrera, 1974
- S. helianthemoides Wedd., 1855
- S. helichrysoides F. Muell., 1855
- S. heliopsis Hilliard & B.L.Burtt, 1975
- S. helminthioides (Sch.Bip.) Hilliard, 1973
- S. helodes  Benth., 1840
- S. hemmendorffii Malme, 1933
- S. hercynicus Herborg, 1987
- S. hermannii B.Nord., 1980
- S. herreianus Dinter, 1932
- S. herrerae Cabrera, 1944
- S. hesperidum Jahand. & al., 1931
- S. heteroschizus Baker
- S. heterotrichius DC., 1838
- S. hewrensis Hook.f., 1881
- S. hickenii Hauman, 1909
- S. hieracioides DC., 1838
- S. hieracium J.Rémy, 1849
- S. hieronymi Griseb., 1879
- S. hilairianus Cabrera, 1975
- S. hillebrandii Christ, 1887
- S. hintonii H.Rob. & Brettell, 1974
- S. hintoniorum B.L.Turner, 1985
- S. hirsutilobus Hilliard, 1975
- S. hirsutulus Phil., 1864
- S. hirtellus DC., 1838
- S. hirtifolius DC., 1838
- S. hirtus Cabrera, 1934
- S. hispidissimus I.Thomps., 2004
- S. hispidulus A.Rich., 1834
- S. hjertingii Cabrera, 1966
- S. hochstetteri Sch.Bip. ex A.Rich., 1848
- S. hoehnei Cabrera, 1950
- S. hoggariensis Batt. & Trab., 1912
- S. hohenacke
- S. hohenackeri Sch.Bip. ex Sch.Bip., 1856
- S. hoi Dunn, 1903
- S. hollandii Compton, 1944
- S. holubii Hutch. & Burtt Davy, 1936
- S. hookeri (ex Decne.) Hombr. & Jacq.
- S. howeanus Belcher, 1992
- S. hualtaranensis Petenatti, Ariza & Del Vitto, 1994
- S. hualtata Bertero ex DC., 1838
- S. huitrinicus Cabrera, 1971
- S. humbertii C.C.Chang, 1936
- S. humidanus C.Jeffrey, 1992
- S. humifusus (Hook.f.) Cabrera, 1969
- S. Humillimus Sch.Bip., 1856
- S. hydrophiloides Rydb., 1900
- S. hydrophilus Nutt., 1841
- S. hypargyraeus DC., 1838
- S. hypochoerideus DC., 1838
- S. hypoleucus F.Muell. ex Benth., 1867
- S. hypsobates Wedd., 1855

## I
- S. icaensis H.Beltrán & A.Galán
- S. icoglossoides Arechav.
- S. ilicifolius L.
- S. iljinii Schischk.
- S. illapelinus Phil.
- S. illinitus Phil.
- S. immixtus C.Jeffrey
- S. inaequidens DC.
- S. incisus Thunb.
- S. incomptus DC.
- S. incrassatus Lowe
- S. infernalis Cabrera
- S. infimus Cabrera
- S. infirmus C.Jeffrey
- S. ingeliensis Hilliard
- S. inornatus DC.
- S. integerrimus Nutt.
- S. interpositus I.Thomps.
- S. intricatus S.Moore
- S. invalidus C.Jeffrey
- S. involucratus
- S. involutus (Kunth) DC.
- S. isabelis S.Díaz
- S. isatideus DC.
- S. isatidioides
- S. iscoensis Hieron.
- S. isernii Phil.
- S. ishcaivilcanus Cuatrec.

## J
- S. jacalensis Greenm.
- S. jacksonii S.Moore
- S. jacobeaeformis J.Rémy
- S. jacobsenii Rowley
- S. jacuticus Schischk.
- S. jaffuelii Cabrera
- S. jaliscana S.Watson
- S. jarae Phil.
- S. jeffreyanus Lisowski
- S. jilesii Cabrera
- S. jinotegensis Klatt
- S. jobii Cabrera
- S. johnstonianus Cabrera
- S. johnstonii Oliv.
- S. jorquerae Phil.
- S. juergensii Mattf.
- S. jujuyensis Cabrera
- S. julianus Speg.
- S. junceus (DC.) Harv.
- S. jungei Phil.
- S. juniperinus L.f.
- S. junodii Hutch. & Burtt Davy
- S. jurgenseni Hemsl.

## K
- S. kacondensis S.Moore

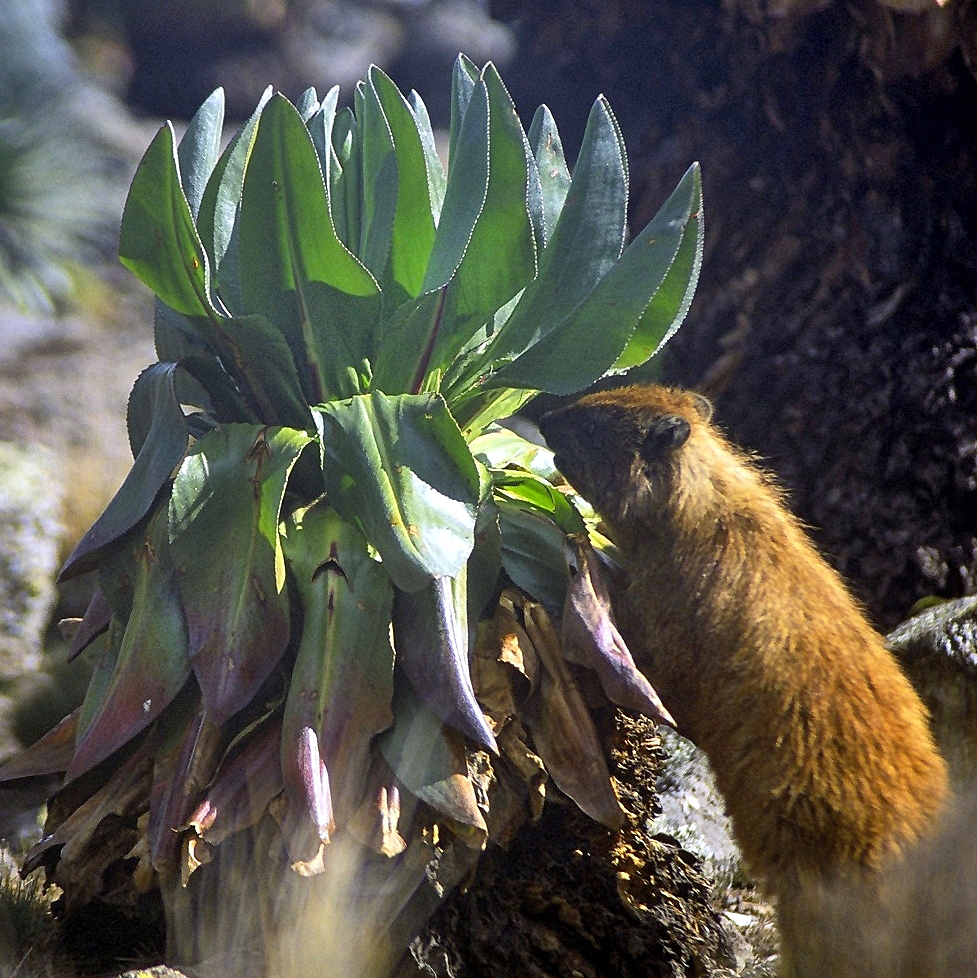
Senecio keniensis

- S. kalingenwae Hilliard & B.L.Burtt
- S. karaguensis O.Hoffm.
- S. karelinioides C.Winkl.
- S. karstenii Hieron.
- S. katangensis O.Hoffm.
- S. kawakamii Makino
- S. kayomborum Beentje
- S. keniensis Baker f.
- S. keniophytum R.E.Fr.
- S. kenteicus Grub.
- S. kerberi Greenm.
- S. kermadecensis Belcher
- S. keshua Cabrera
- S. killipii Cabrera
- S. kingbishopii Cuatrec.
- S. kingii Hook.f.
- S. klattii Greenm.
- S. kleiniiformis Suess.
- S. kolenatianus C.A.Mey.
- S. kongboensis Ludlow
- S. korshinskyi Krasch.
- S. kosterae Cabrera
- S. kotschyanus Boiss.
- S. krameri Franch. & Sav.
- S. krapovickasii Cabrera
- S. krascheninnikovii Schischk.
- S. kuanshanensis C.I.Peng & S.W.Chung
- S. kuhbieri Cuatrec.
- S. kuhlmannii Cabrera
- S. kuluensis S.Moore
- S. kumaonensis Duthie ex C.Jeffrey & Y.L.Chen
- S. kundaicus C.E.C.Fisch.
- S. kundelungensis Lisowski
- S. kunturinus Cabrera

## L
- S. laceratus (F.Muell.) Belcher, 1956
- S. lacustrinus I.Thomps.
- S. ladakhensis H.J.Chowdhery, Uniyal, R.Mathur & R.R.Rao, 1991
- S. laetevirens Phil., 1894
- S. laevicaulis DC., 1838
- S. laevigatus Thunb., 1800
- S. lagascanus DC., 1838
- S. lageniformis I.Thomps., 2004
- S. lamarckianus Bullock, 1955
- S. lanatus L.f., 1781
- S. lanceus Aiton, 1789
- S. lancifer J.R.Drumm., 1911
- S. landbeckii Phil., 1864
- S. langei Malme, 1933
- S. lanibracteus I.Thomps., 2004
- S. lanicaulis Greenm., 1902
- S. lanifer Mart. ex C.Jeffrey, 1992
- S. lanosissimus Cabrera, 1935
- S. larahuinensis H.Beltrán & A.Galán, 1998
- S. larecajensis Cabrera, 1962
- S. laricifolius Kunth, 1820
- S. laseguei Hombr. & Jacquinot ex Decne.
- S. lasiocaulon T.M.Barkley, 1989
- S. lastarrianus J.Rémy, 1849
- S. latecorymbosus Gilli, 1974
- S. laticipes Bruyns, 1992
- S. latiflorus Wedd., 1856
- S. latifolius DC., 1838
- S. latissimifolius S.Moore, 1918
- S. laucanus Ricardi & Marticor., 1964
- S. lautus G.Forst. ex Willd., 1803
- S. lawalreeanus Lisowski, 1991
- S. lawsonii Gamble, 1920
- S. laxus DC., 1838
- S. legionensis Lange, 1861
- S. lejolyanus Lisowski, 1991
- S. lelyi Hutch., 1921
- S. lemmonii A.Gray, 1882
- S. lenensis Schischk., 1961
- S. leonensis Greenm., 1907
- S. leontodontis DC., 1838
- S. leptocarpus DC., 1838
- S. leptocaulos Phil., 1894
- S. leptocephalus Mattf., 1924
- S. leptolobus DC., 1838
- S. leptophyllus DC., 1838
- S. leptopterus Mesfin, 2004
- S. leptoschizus Bong., 1838
- S. lessingianus (Wight & Arn.) C.B.Clarke, 1876
- S. lessingii Harv., 1865
- S. letouzeyanus Lisowski, 1990
- S. leucadendron Benth. & Hook.f., 1873
- S. leucanthemifolius Poir., 1789
- S. leucanthemoides Cuatrec., 1944
- S. leuceria Cabrera, 1952
- S. leucoglossus F.Muell., 1860
- S. leucoglossus Sond., 1865
- S. leucolepis Greenm., 1912
- S. leucomallus A.Gray, 1861
- S. leucopeplus Cabrera, 1941
- S. leucophyton Phil., 1858
- S. leucostachys Baker
- S. leucus Phil., 1891
- S. lewallei Lisowski, 1991
- S. lhasaensis Ling ex C.Jeffrey & Y.L.Chen, 1981
- S. liangshanensis C.Jeffrey & Y.L.Chen, 1984
- S. liebmannii Buchinger ex Klatt, 1888
- S. lijiangensis C.Jeffrey & Y.L.Chen, 1984
- S. lilloi Cabrera, 1936
- S. limosus Dusén ex Malme, 1933
- S. linaresensis Soldano, 1998
- S. linariifolius Poepp. ex DC., 1837
- S. linearifolius A.Rich., 1834
- S. lineatus (L.f.) DC., 1838
- S. lingianus C.Jeffrey & Y.L.Chen, 1984
- S. linifolius (DC.) C.B.Clarke, 1876
- S. lithophilus Greenm., 1950
- S. lithostaurus Cabrera, 1949
- S. litorosus Fourc., 1932
- S. littoralis Gaudich., 1825
- S. littoreus Thunb.
- S. lividus L., 1753
- S. loayzanus Cabrera, 1984
- S. lobelioides DC., 1838
- S. lombokensis J.Kost., 1933
- S. longicollaris I.Thomps., 2004
- S. longilinguae Cuatrec., 1951
- S. longilobus Benth.
- S. longipilus I.Thomps., 2004
- S. looseri Cabrera, 1949
- S. lopez-guillenii Cabrera, 1950
- S. lopezii Boiss., 1838
- S. lopez-mirandae Cabrera, 1953
- S. loratifolius Greenm., 1907
- S. lorentziella Hicken, 1922
- S. lorentzii Griseb., 1874
- S. lucidus (Sw.) DC., 1838
- S. ludens C.B.Clarke, 1876
- S. luembensis De Wild. & Muschl., 1912
- S. lugens Richardson, 1823
- S. luridus Phil., 1860
- S. luzoniensis Merr., 1906
- S. lycopodioides Schltr., 1899
- S. lydenburgensis Hutch. & Burtt Davy, 1936
- S. lyonii A.Gray, 1886
- S. lyratus Forssk., 1775
- S. lyratus L.f., 1782

## M
- S. mabberleyi C.Jeffrey, 1986
- S. macedonicus Griseb., 1846
- S. macowanii Hilliard, 1985
- S. macranthus A.Rich., 1834

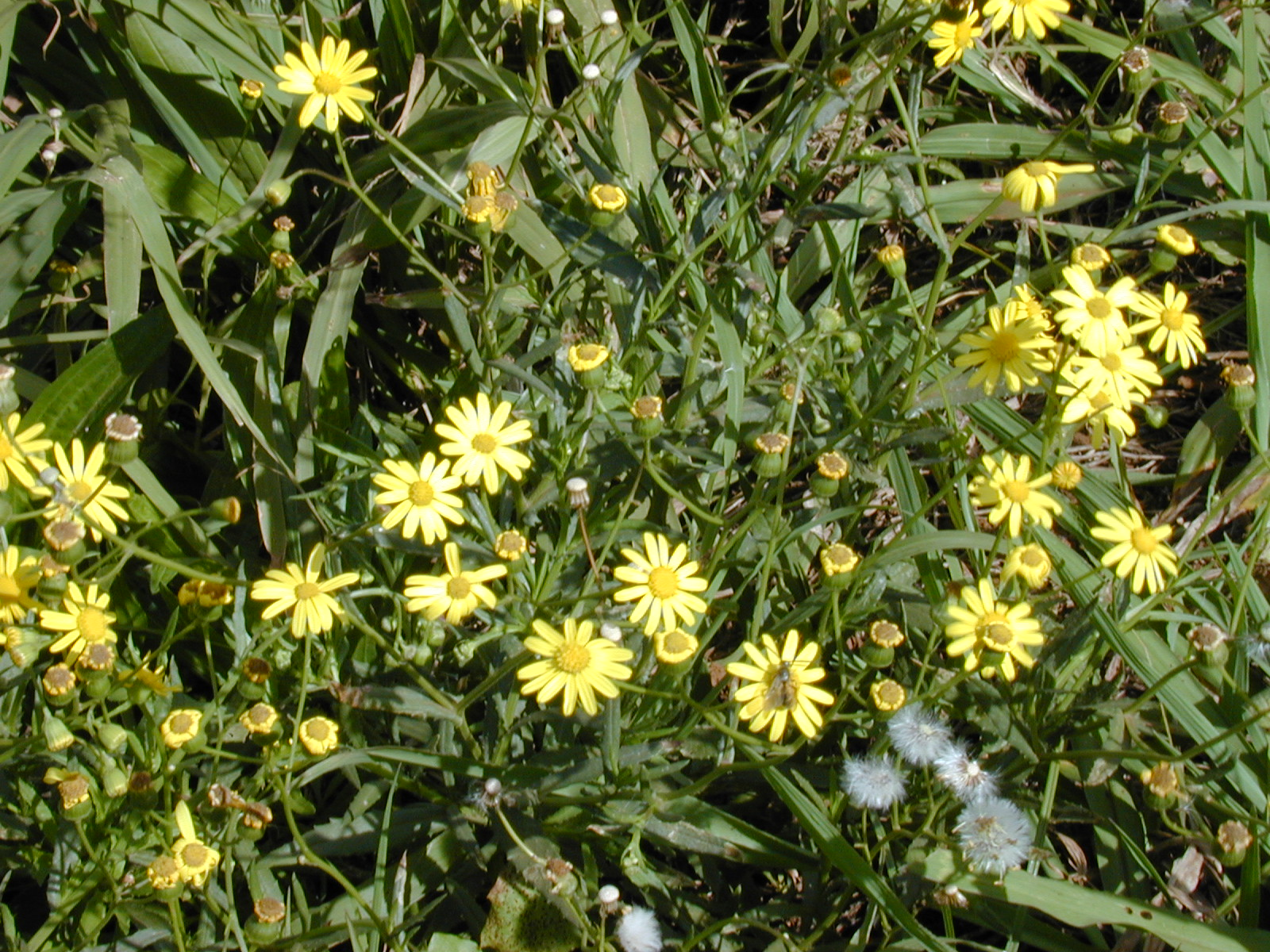
Senecio madagascariensis

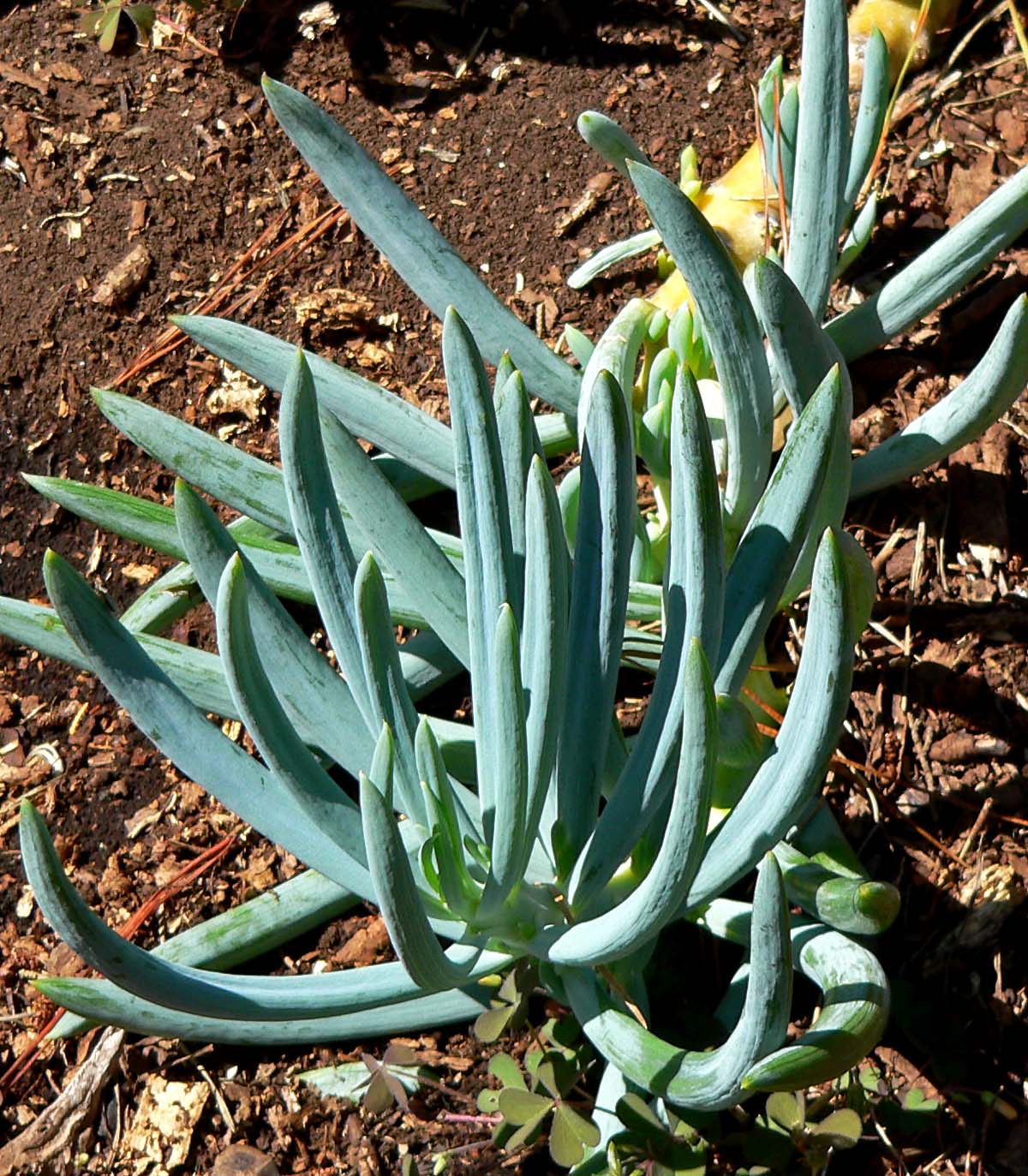
Senecio mandraliscae

- S. macrocarpus F.Muell. ex Belcher, 1983
- S. macrocephalus DC., 1838
- S. macroglossoides Hilliard, 1973
- S. macroglossus DC., 1838
- S. macrophyllus Humb., Bonpl. & Kunth, 1820
- S. macrophyllus M.Bieb., 1808
- S. macrotis Baker
- S. maculatus Cabrera, 1939
- S. madagascariensis Poir., 1817
- S. madariagae Phil., 1891
- S. madrasensis C.Jeffrey, 1992
- S. madrensis A.Gray, 1883
- S. maeviae Cabrera, 1971
- S. magellanicus Hook. & Arn., 1841
- S. magnificus F.Muell., 1853
- S. mairetianus DC., 1838
- S. makinoi C.Winkl., 1893
- S. malacophyllus Dusén, 1903
- S. malaissei Lisowski, 1996
- S. mandraliscae (Tineo) H.Jacobsen, 1951
- S. manguensis Cabrera & Zardini, 1979
- S. mapuche Cabrera, 1949
- S. maranguensis O.Hoffm., 1895
- S. margaritae C.Jeffrey, 1986
- S. marginalis Hilliard, 1985
- S. mariettae Muschl., 1913
- S. maritimus L.f., 1782
- S. marojejyensis Humbert, 1959
- S. marotiri C.J.Webb, 1988
- S. martinensis Dusén, 1907
- S. martirensis T.M.Barkley, 1978
- S. massaicus (Maire) Maire, 1924
- S. matricariifolius DC., 1838
- S. mattfeldianus Cabrera, 1950
- S. mattirolii Chiov., 1907
- S. maulinus Reiche, 1904
- S. mauricei Hilliard & B.L.Burtt, 1975
- S. maydae Merxm., 1960
- S. mayurii C.E.C.Fisch.,1939
- S. mbuluzensis Compton, 1967
- S. medley-woodii Hutch., 1923
- S. megacephalus Nutt., 1841
- S. megaglossus F.Muell., 1853
- S. megalanthus Y.L.Chen, 1988
- S. megaoreinus Zardini, 1974
- S. megaphylla
- S. melanocalyx Cuatrec., 1935
- S. melanolepis DC., 1838
- S. melanopotamicus Cabrera, 1941
- S. merendonensis Ant.Molina, 1970
- S. mesembrynus Cabrera, 1934
- S. mesogrammoides O.Hoffm., 1895
- S. meyeri-johannis Engl., 1892
- S. michoacanus (B.L.Rob.) B.L.Turner & T.M.Barkley, 1989
- S. microalatus C.Jeffrey, 1986
- S. microbasis I.Thomps., 2004
- S. microcephalus Phil., 1894
- S. micropifolius DC., 1838
- S. microspermus DC., 1838
- S. microtis Phil., 1894
- S. mikanioides Otto, 1845
- S. milanjianus S.Moore
- S. mimetes Hutch. & R.A.Dyer, 1934
- S. minesinus Cuatrec., 1951
- S. miniauritus Sagást. & M.O.Dillon, 1985
- S. minutifolius Phil., 1894
- S. miser Hook.f., 1846
- S. mishmi C.B.Clarke, 1876
- S. mitonis Cuatrec., 1951
- S. mitophyllus C.Jeffrey, 1992
- S. mlilwanensis Compton, 1967
- S. mohavensis A.Gray, 1886
- S. mohinorensis Greenm., 1907
- S. molinae Phil., 1873
- S. monanthus Diels
- S. montereyanus S.Watson, 1890
- S. montevidensis (Spreng.) Baker
- S. monticola DC.,1838
- S. monttianus J.Rémy, 1849
- S. mooreanus Hutch. & Burtt Davy, 1936
- S. moorei R.E.Fr., 1928
- S. mooreioides C.Jeffrey, 1986
- S. morotonensis C.Jeffrey, 1986
- S. morrisonensis Hayata, 1911
- S. mucronatus (Thunb.) Willd., 1974
- S. muirii L.Bolus, 1915
- S. mulgediifolius S.Schauer, 1847
- S. muliensis C.Jeffrey & Y.L.Chen, 1984
- S. multibracteatus Harv., 1865
- S. multibracteolatus C.Jeffrey & Y.L.Chen, 1984
- S. multicaulis A.Rich., 1834
- S. multicaulis DC., 1838
- S. multiceps N.P.Balakr., 1970
- S. multidentatus Sch.Bip. ex Hemsl.
- S. multiflorus Sch.Bip.
- S. Multifolius
- S. multilobus C.C.Chang, 1935
- S. multinervis Sch.Bip. ex Klatt, 1866
- S. multivenius Benth., 1852
- S. munnozii Cabrera, 1954
- S. muricatus Thunb., 1800
- S. murinus Phil., 1894
- S. murorum J.Rémy, 1849
- S. murrayanus Wawra, 1888
- S. mustersi Speg., 1902
- S. myricaefolius (Bojer ex DC.) Humbert
- S. myriocephalus Sch.Bip. ex A.Rich., 1848
- S. myriophyllus Phil., 1860

## N
- S. nagensium C.B.Clarke
- S. nanus Sch.Bip. ex A.Rich.
- S. napellifolius Schauer
- S. napifolius MacOwan
- S. narinyonis Cuatrec.
- S. natalicola Hilliard
- S. navugabensis C.Jeffrey
- S. neaei DC.
- S. neelgherryanus DC.
- S. nemiae A.Bartoli, Tortosa & S.E.Freire
- S. nemoralis Dusén
- S. nemorensis L.
- S. neobakeri Humbert
- S. neowebsteri S.F.Blake
- S. nesomiorum B.L.Turner
- S. nevadensis Boiss. & Reut.
- S. ngoyanus Hilliard
- S. niederleinii Cabrera
- S. nigrapicus I.Thomps.
- S. nigrescens Hook. & Arn.
- S. nigrocinctus Franch.
- S. nikoensis Miq.
- S. nivalis (Kunth) Cuatrec.
- S. niveoaureus Cuatrec.
- S. niveoplanus I.Thomps.
- S. niveus (Thunb.) Willd.
- S. nodiflorus C.C.Chang
- S. nubivagus L.O.Williams
- S. nublensis Soldano
- S. nudicaulis Buch.-Ham. ex D.Don
- S. nuraniae Roldugin
- S. nutans Sch.Bip.

## O
- S. oaxacanus Hemsl.
- S. obesus Klatt
- S. obtectus Kuntze
- S. obtusatus Wall. ex DC.
- S. ochrocarpus Oliv. & Hiern
- S. octolepis Griseb.
- S. odonellii Cabrera
- S. odontopterus DC.
- S. odoratus Hornem.
- S. oederiifolius DC.
- S. oerstedianus Benth.
- S. oldfieldii I.Thomps.
- S. oldhamianus Maxim.
- S. oleosus Vell.Cabrera
- S. olgae Regel & Schmalh.
- S. oligoleucus Baker
- S. oligophyllus Baker
- S. olivaceobracteatus Ricardi & Marticor.
- S. oophyllus C.Jeffrey
- S. orarius J.M.Black
- S. oreinus Cabrera
- S. oreophyton J.Rémy
- S. orizabensis Sch.Bip. ex Hemsl.
- S. ornatus S.Moore
- S. oryzetorum Diels
- S. ostenii Mattf.
- S. otaeguianus Phil.
- S. othannae M.Bieb.
- S. othonniflorus DC.
- S. otites Kunze ex DC.
- S. otopterus Griseb.
- S. ovatus (G. Gaertn. & Al.) Willd.
- S. ovoideus (Compton) H.Jacobsen
- S. oxyodontus DC.
- S. oxyphyllus A.Cunn. ex DC.
- S. oxyriifolius DC.
- S. ozolotepecanus B.L.Turner

## P
- S. paarlensis DC., 1838
- S. pachyphyllos J.Rémy, 1849
- S. pachyrhizus O.Hoffm., 1901
- S. paludaffinis Hilliard, 1975
- S. pampae Lingelsh., 1910
- S. pampeanus Cabrera, 1941

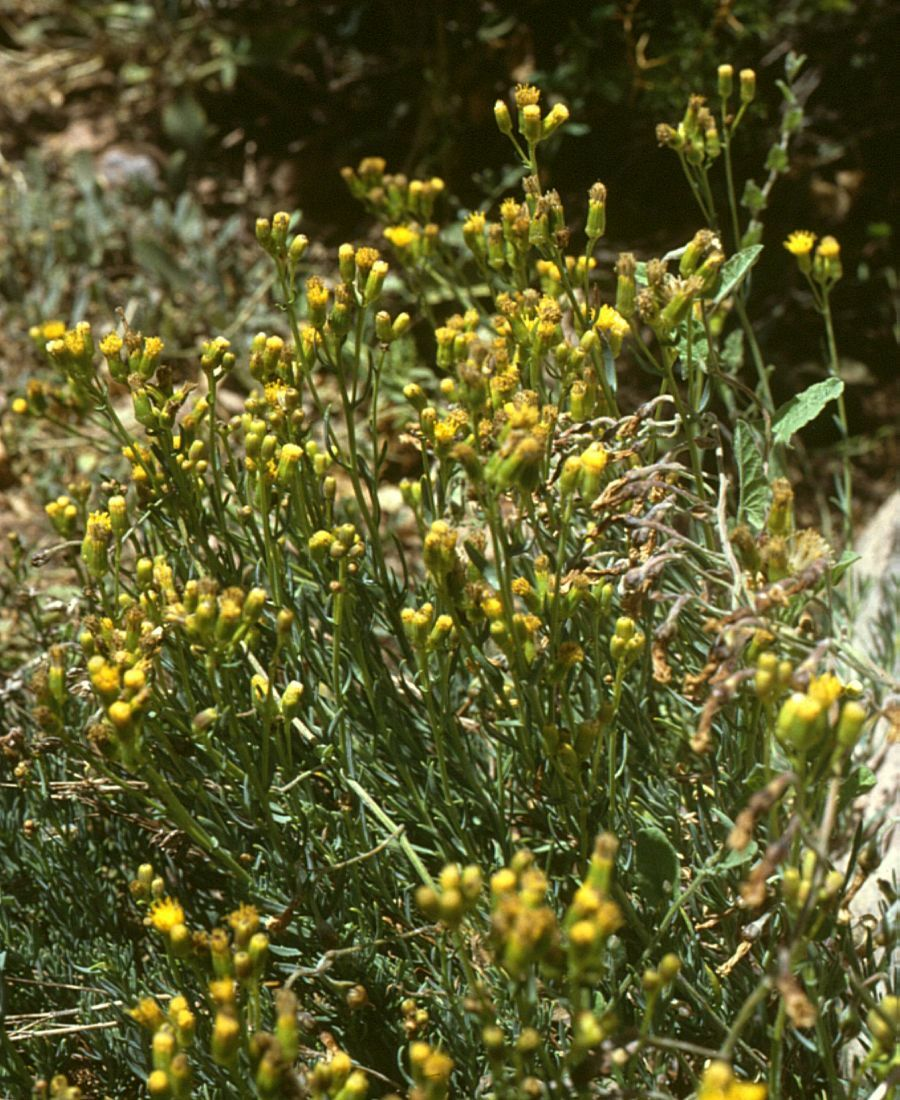
Senecio polygaloides

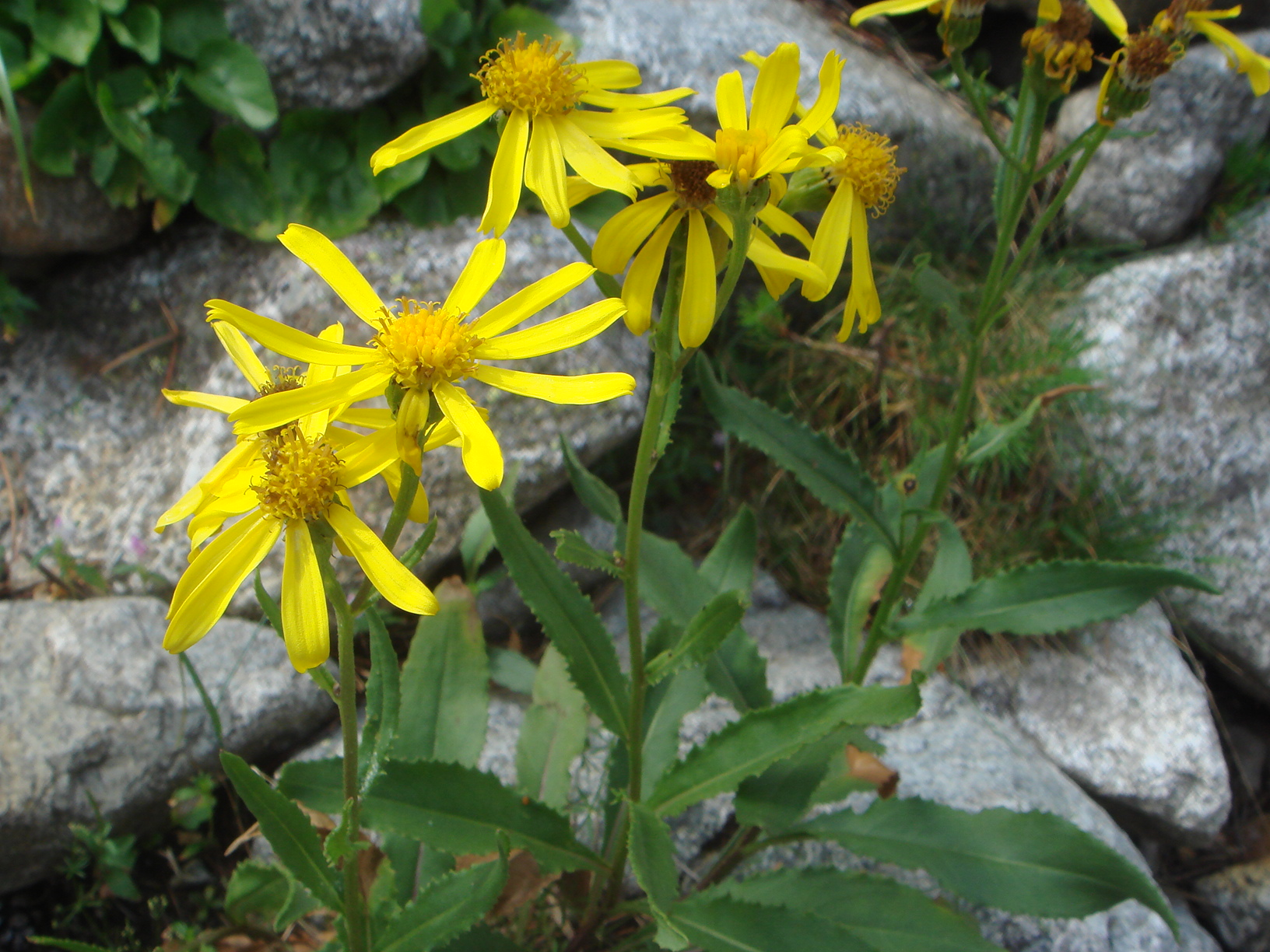
Senecio pyrenaicus

- S. panduratus (Thunb.) Less., 1832
- S. panduriformis Hilliard, 1973
- S. paniculatus P.J.Bergius, 1767
- S. papillaris Sch.Bip., 1845
- S. papillosus F.Muell., 1857
- S. pappii Ricardi & Marticor., 1964
- S. papuanus (Lauterb.) Belcher, 1956
- S. paraguariensis Mattf., 1933
- S. paramensis Cuatrec., 1934
- S. paranensis Malme, 1933
- S. parascitus Hilliard, 1985
- S. parentalis Hilliard & B.L.Burtt, 1976
- S. parodii Cabrera, 1935
- S. parryi A.Gray
- S. parvifolius DC., 1838
- S. pascoensis Cabrera, 1954
- S. pascuiandinus Cuatrec., 1951
- S. patagonicus Hook. & Arn., 1841
- S. pattersonensis Hoover, 1947
- S. pattersonii B.L.Turner, 1988
- S. paucicalyculatus Klatt
- S. paucidentatus DC., 1837
- S. pauciflosculosus C.Jeffrey, 1992
- S. paucifolius S.G.Gmel., 1770
- S. paucijugus Baker
- S. pauciradiatus Belcher, 1992
- S. paulensis Bong., 1838
- S. paulsenii O.Hoffm., 1903
- S. pavonii (Wedd.) Cuatrec.
- S. pearsonii Hutch., 1917
- S. pectinatus DC., 1838
- S. pellucidus DC., 1837
- S. pelquensis Dusén, 1915
- S. peltophorus Brenan, 1954
- S. pemehuensis Soldano, 1998
- S. penicillatus (Cass.) Sch.Bip., 1845
- S. penninervius DC., 1838
- S. pensilis Greenm., 1938
- S. pentactinus Klatt
- S. pentaphyllus Phil., 1858
- S. pentapterus Cabrera, 1982
- S. pentecostus Hiern
- S. pentlandicus DC.
- S. peregrinus Griseb., 1879
- S. perezii Cabrera, 1969
- S. pergamentaceus Baker, 1898
- S. peripotamus C.Jeffrey, 1992
- S. perralderianus Coss., 1862
- S. perrottetii DC., 1838
- S. persicifolius L., 1760
- S. peteroanus Phil., 1894
- S. petiolaris DC., 1838
- S. petraeus Boiss. & Reut., 1852
- S. pfisteri Ricardi & Marticor., 1964
- S. pflanzii (Perkins) Cuatrec., 1950
- S. phanerandrus Cufod., 1933
- S. phelleus I.Thomps., 2004
- S. philippicus Regel & Körn., 1857
- S. philippii Sch.Bip. ex Wedd., 1856
- S. phorodendroides L.O.Williams, 1975
- S. phylicifolius Poepp. ex DC., 1837
- S. phylloleptus Cuatrec., 1953
- S. picridioides (Turcz.) M.E.Lawr., 1985
- S. picridis S.Schauer, 1847
- S. pierotii Miq.
- S. pillansii Levyns, 1942
- S. pilosicristus I.Thomps., 2004
- S. pilquensis H.Buek, 1840
- S. pinacatensis Felger, 1991
- S. pinachensis Cabrera, 1969
- S. pinetorum Hemsl., 1881
- S. pinguifolius (DC.) Sch.Bip., 1845
- S. pinifolius (L.) Lam., 1789
- S. pinifolius Dusén
- S. pinnatifidus (P.J.Bergius) Less.
- S. pinnatifolius A.Rich., 1834
- S. pinnatilobatus Sch.Bip., 1856
- S. Pinnatipartitus Sch.Bip. ex Oliv., 1877
- S. pinnatisecta
- S. pinnatus Poir., 1817
- S. pinnulatus Thunb., 1800
- S. piptocoma O.Hoffm., 1893
- S. pissisii Phil., 1864
- S. planiflorus Kunze ex Cabrera, 1949
- S. plantagineoides C.Jeffrey, 1986
- S. plantagineus DC.
- S. platanifolius Benth., 1840
- S. platensis Arechav., 1904
- S. plattensis (Packera) Nutt., 1841
- S. platylepis DC., 1838
- S. platypus Greenm., 1907
- S. pleianthus (Humbert) Humbert, 1961
- S. pleistocephalus S.Moore, 1905
- S. pleistophyllus C.Jeffrey, 1992
- S. pleniauritus Cuatrec., 1964
- S. pluricephalus Cabrera, 1934
- S. poeppigii (DC.) Cuatrec., 1950
- S. poeppigii Hook. & Arn., 1841
- S. pogonias Cabrera
- S. pohlii Sch.Bip. ex Baker, 1884
- S. polelensis Hilliard, 1982
- S. polyadenus Hedberg, 1957
- S. polyanthemoides Sch.Bip., 1844
- S. polygaloides Phil., 1894
- S. polyodon DC., 1838
- S. polyphyllus Kunze ex DC., 1838
- S. polypodioides Greene, 1896
- S. pongoensis Cuatrec., 1951
- S. porphyranthus Schischk., 1954
- S. portalesianus J.Rémy, 1849
- S. portulacoides J.Rémy, 1849
- S. poseideonis Hilliard & B.L.Burtt, 1971
- S. potosianus Klatt, 1882
- S. pottsii Armstr., 1872
- S. powellii B.L.Turner, 1993
- S. praecox (Cav.) DC., 1837
- S. praeruptorum Sch.Bip. ex Klatt, 1888
- S. praeteritus Killick, 1958
- S. prenanthifolius Phil., 1864
- S. prenanthoides A.Rich., 1834
- S. pricei N.D.Simpson, 1913
- S. primulifolius F.Muell., 1857
- S. prionopterus B.L.Rob. & Greenm., 1896
- S. procumbens Kunth, 1820
- S. productus I.Thomps., 2005
- S. promatensis Matzenb., 1996
- S. propinquus Schischk., 1953
- S. prostratus Klatt
- S. proteus J.Rémy, 1849
- S. provincialis (L.) Druce, 1913
- S. prunifolius Wedd., 1855
- S. pseudalmeidae Cabrera, 1949
- S. pseudaspericaulis Cabrera, 1971
- S. pseuderucoides Cabrera, 1949
- S. pseudoarnica Less., 1831
- S. pseudoformosus Cuatrec., 1950
- S. pseudomairei H.Lév., 1914
- S. pseudoorientalis Schischk., 1961
- S. pseudopicridis T.M.Barkley, 1989
- S. pseudostigophlebius Cabrera, 1959
- S. pseudosubsessilis C.Jeffrey, 1986
- S. pseudotites Griseb.
- S. psilocarpus Belcher & Albr., 1994
- S. pteridophyllus Franch., 1894
- S. pterophorus DC., 1838
- S. puberulus DC., 1838
- S. pubescens Phil., 1894
- S. pubigerus L., 1760
- S. puchi Phil., 1891
- S. puchii Phil.
- S. pudicus Greene, 1900
- S. pugioniformis Sch.Bip., 1845
- S. pulcher Hook. & Arn., 1841
- S. pulicarioides Baker
- S. pumilus Tortosa & Bartoli, 2005
- S. punae Cabrera, 1948
- S. puna-sessilis Cuatrec., 1951
- S. purpureus L., 1759
- S. purtschelleri Engl., 1892
- S. pusillus Dinter ex Range, 1935
- S. pycnanthus Phil., 1858
- S. pyramidatus DC., 1838
- S. pyrenaicus L., 1758
- S. pyroglossus Kar. & Kir., 1842
- S. pyrophilus Zoll. & Mor., 1845

## Q
- S. qathlambanus  Hilliard
- S. quadridentatus Labill.
- S. quaylei T.M.Barkley
- S. queenslandicus I.Thomps.
- S. quercetorum Greene
- S. quinquelepis (Hieron.) Hieron. ex Cabrera
- S. quinqueligulatus Winkl.
- S. quinquelobus (Thunb.) DC.
- S. quinquenervius Sond. ex Sond.

## R
- S. racemosus (M.Bieb.) DC.
- S. racemulifer Pavlov
- S. radicans (L.f.) Sch.Bip.
- S. radiolatus F.Muell.
- S. ragazzii Chiov.
- S. ragonesei Cabrera
- S. rahmeri Phil.
- S. ramboanus Cabrera
- S. ramentaceus Baker
- S. ramosissimus DC.
- S. ramosus Wall.
- S. randii S.Moore
- S. raphanifolius Wall. ex DC.
- S. rapifolius Nutt.
- S. rauchii Matzenb.
- S. reclinatus L.f.
- S. recurvatus Kunth
- S. reedi Phil.
- S. regis H.Rob.
- S. rehmannii Bolus
- S. reicheanus Cabrera
- S. reitzianus Cabrera
- S. renardii Winkl.
- S. renjifoanus Phil
- S. repandus Thunb.
- S. repangae de Lange & B.G.Murray
- S. repens Stokes
- S. repollensis Cabrera
- S. reptans Turcz.
- S. resectus DC.
- S. retanensis Cabrera
- S. reticulatus DC.
- S. retortus (DC.) Benth.
- S. retrorsus DC.
- S. reverdattoi K.Sobol.
- S. rhabdos C.B.Clarke
- S. rhammatophyllus Mattf.
- S. rhizocephalus Turcz.
- S. rhizomatus Rusby
- S. rhomboideus Harv.
- S. rhyacophilus Greenm.
- S. rhyncholaenus DC.
- S. ricardii Martic. & Quezada
- S. richardsonii B.L.Turner
- S. riddellii Torr. & A.Gray
- S. rigidus L.
- S. riograndensis Matzenb.
- S. riojanus Cabrera
- S. riomayensis B.L.Turner
- S. riskindii B.L.Turner & T.M.Barkley
- S. ritovegana B.L.Turner
- S. robertiifolius DC.
- S. roldana DC.
- S. romeroi Cuatrec.
- S. roripifolius Cabrera
- S. rosei Greenm.
- S. roseiflorus R.E.Fr.
- S. roseus Sch.Bip.
- S. rosmarinifolius L.f.
- S. rosmarinus Phil.
- S. rossianus Mattf.
- S. rothschuhianus Greenm.
- S. royleanus DC.
- S. rubrilacunae Cuatrec.
- S. rudbeckiaefolius Meyen & Walp.
- S. rufescens DC.
- S. rufiglandulosus Colenso
- S. rugegensis Muschl.
- S. ruiz-lealii Cabrera
- S. runcinatus Less.
- S. runcinifolius J.H.Willis
- S. ruthenensis Mazuc & Timb.-Lagr.
- S. ruwenzoriensis S.Moore
- S. rzedowskii García-Pérez

## S
- S. sabinjoensis Muschl.
- S. saboureaui Humbert
- S. sacramentanus Wooton & Standl.

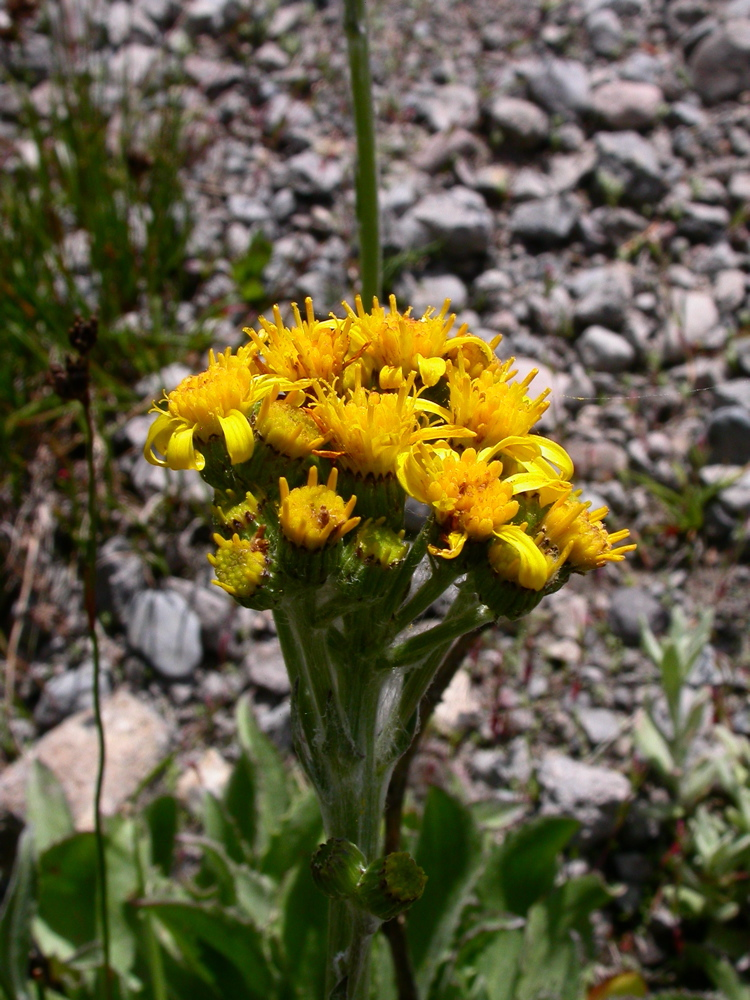
Senecio scorzonella

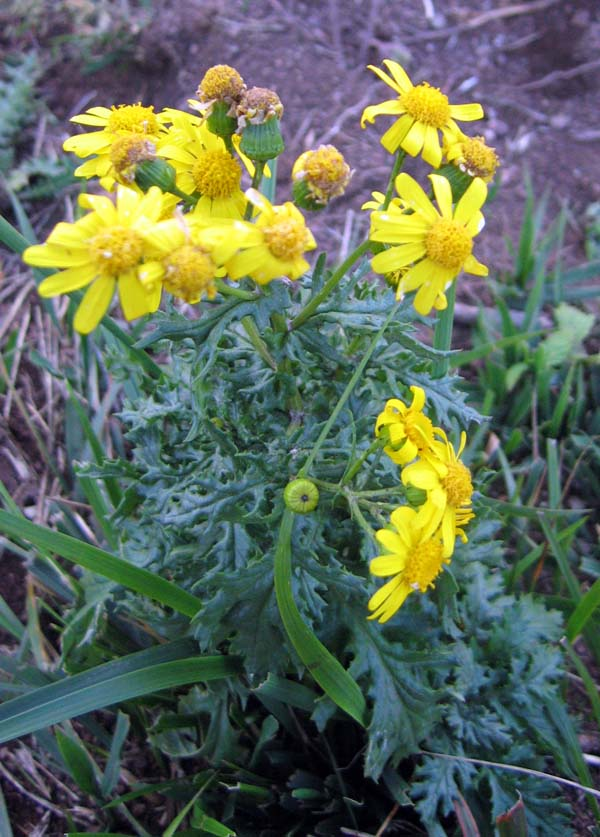
Senecio squalidus

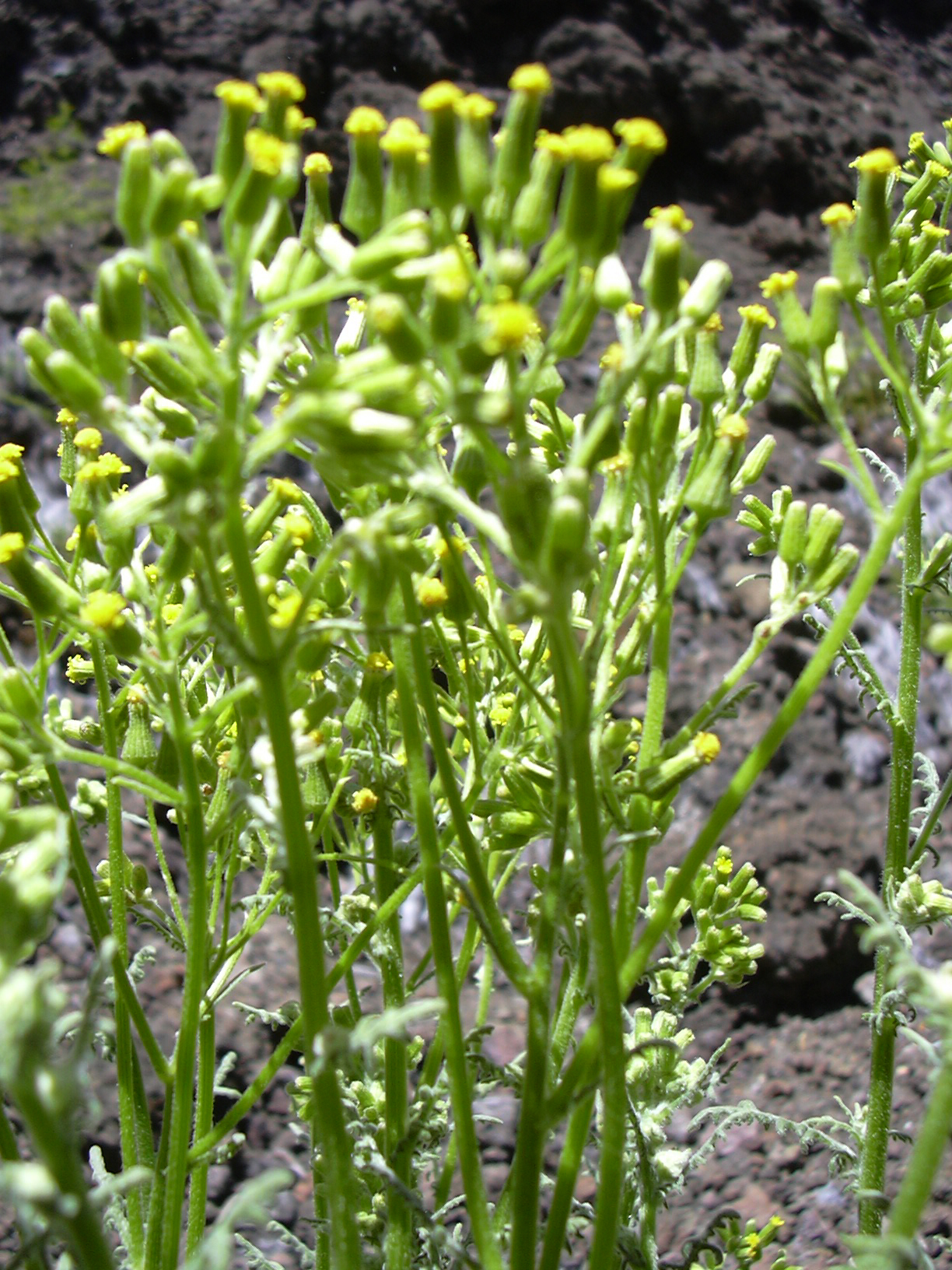
Senecio sylvaticus

- S. sakamaliensis (Humbert) Humbert
- S. salicifolia Pers.
- S. salignus DC.
- S. saltensis Hook. & Arn.
- S. saluenensis Diels
- S. salviifolius Sch.Bip.
- S. sanagastae Cabrera
- S. sandersii B.L.Turner
- S. sandersonii Harv.
- S. sandwithii Cabrera
- S. sanguisorbae DC.
- S. santanderensis (Cuatrec.) Cuatrec.
- S. santelicis Phil.
- S. santiagoensis Kuntze
- S. saposhnikovii Krasch. & Schipcz.
- S. sarcoides C.Jeffrey
- S. sarracenicus L.
- S. saucensis Cabrera
- S. saussureoides Hand.-Mazz.
- S. saxatilis Wall. ex DC.
- S. saxicolus Wedd.
- S. scaberulus (Hook.f.) D.G.Drury
- S. scabrellus I.Thomps.
- S. scandens Buch.-Ham. ex D.Don
- S. scapiflorus (L'Hér.) C.A.Sm.
- S. scaposus DC.
- S. schaffneri Sch.Bip. ex Klatt
- S. schimperi Sch.Bip. ex A.Rich.
- S. schizotrichus Greenm.
- S. schonemanni Phil.
- S. schreiteri Cabrera
- S. schultzii Hochst. ex A.Rich.
- S. schweinfurthii O.Hoffm.
- S. scitus Hutch. & Burtt Davy
- S. sclerophyllus Hemsl.
- S. scoparius Harv.
- S. scopolii Hoppe & Hornsch.
- S. scopulorum Poepp.
- S. scorzonella Greene
- S. scorzonerifolius Meyen & Walp.
- S. scrobicaria DC.
- S. scrobicarioides DC.
- S. sectilis Griseb.
- S. segethii Phil.
- S. selloi (Spreng.) DC.
- S. semiamplexifolius De Wild.
- S. seminiveus J.M.Wood & M.S.Evans
- S. sempervivus Sch.Bip.
- S. sepium Sch.Bip. ex Rusby
- S. sericeo-nitens Speg.
- S. serpens G.D.Rowley
- S. serranus Zardini
- S. serraquitchensis Greenm.
- S. serratifolius (Meyen & Walp.) Cuatrec.
- S. serratiformis I.Thomps.
- S. serratuloides DC.
- S. serrulatus DC.
- S. serrurioides Turcz.
- S. sessilifolius (Hook. & Arn.) Hemsl.
- S. shabensis Lisowski
- S. sheldonensis <A.E.Porsild
- S. sibiricus C.B.Clarke
- S. sichotensis Kom.
- S. silphioides Hieron.
- S. simplicissimus Bojer ex DC.
- S. sinapoides Rusby
- S. sinuatilobus DC.
- S. sinuatus Kunth
- S. sisymbriifolius DC.
- S. skottsbergii Cabrera
- S. skirrhodon DC.
- S. smithii DC.
- S. smithioides Cabrera
- S. snowdenii Hutch.
- S. sociorum Bolus
- S. socompae Cabrera
- S. soldanella A.Gray
- S. sophioides DC.
- S. sorianoi Cabrera
- S. sororius C.Jeffrey
- S. sotikensis S.Moore
- S. spanomerus I.Thomps.
- S. spartareus S.Moore
- S. spartioides Torr. & A.Gray
- S. spathiphyllus Franch.
- S. spathulatus A.Rich.
- S. spatulifolius Kellogg
- S. speciosissimus J.C.Manning & Goldblatt
- S. speciosus Willd.
- S. spegazzinii Cabrera
- S. spelaeicola (Vaniot) Gagnep.
- S. sphaerocephalus Greene
- S. spinescens Sch.Bip.
- S. spinosus DC.
- S. spiraeifolius Thunb.
- S. splendens H.Lév. & Vaniot
- S. spribillei W.A.Weber
- S. squalidus L.
- S. squarrosus A.Rich.
- S. standleyi Greenm.
- S. stauntonii DC.
- S. steparius Cabrera
- S. sterquilinus Ornduff
- S. steudelii Sch.Bip. ex A.Rich.
- S. steudelioides Sch.Bip.
- S. steyermarkii Greenm.
- S. stigophlebius Baker
- S. stoechadiformis DC.
- S. stokesii F.Br.
- S. striatifolius DC.
- S. strictifolius Hiern
- S. suazaensis Cuatrec.
- S. subarnicoides Cabrera
- S. subauritus Phil.
- S. subcanescens (DC.) Compton
- S. subcoriaceus Schltr.
- S. subcymosus (H.Rob.) B.L.Turner & T.M.Barkley
- S. subdentatus Ledeb.
- S. subdiscoideus Sch.Bip. ex Wedd.
- S. subfractiflexus C.Jeffrey
- S. subfrigidus Kom.
- S. sublobatus DC.
- S. submontanus Hilliard & B.L.Burtt
- S. subnemoralis Dusén
- S. subpanduratus O.Hoffm.
- S. subpubescens Cabrera
- S. subrubriflorus O.Hoffm.
- S. subruncinatus (Wedd.) Greenm.
- S. subsessilis Oliv. & Hiern
- S. subsinuatus DC.
- S. subumbellatus Phil.
- S. suffultus (Greenm.) McVaugh
- S. sukaczevii Schischk.
- S. sulcicalyx Baker
- S. sumarae Deflers
- S. sumatranus Martelli
- S. summus Cuatrec.
- S. sundtii Phil.
- S. supremus Cuatrec.
- S. surculosus MacOwan
- S. surinamensis Urb.
- S. sylvaticus L.
- S. syneilesis Franch. & Sav.
- S. syringifolius O.Hoffm.

## T
- S. tabulicola Baker
- S. tacuaremboensis Arechav.
- S. taitungensis S.S.Ying
- S. takedanus Kitam.
- S. talquinus Phil.
- S. tamoides DC.
- S. tampicanus DC.
- S. tanacetopsis Hilliard
- S. tandilensis Cabrera
- S. tapianus B.L.Turner
- S. taraxacoides (A.Gray) Greene
- S. tarijensis Cabrera
- S. tarokoensis C. I Peng
- S. tasmanicus I.Thomps.
- S. tatsiensis Bureau & Franch.
- S. tauricus Konechn.
- S. tehuelches (Speg.) Cabrera
- S. teixeirae Torre
- S. telekii (Schweinf.) O.Hoffm.
- S. telmateius Hilliard
- S. tenellus DC.
- S. teneriffae Sch.Bip.
- S. tenuicaulis Sch.Bip. ex Klatt
- S. tenuiflorus (DC.) Sieber ex Sch.Bip.
- S. tenuifolius Burm.f.
- S. tephrosioides Turcz.
- S. tergolanatus Cuatrec.
- S. tetrandrus Buch.-Ham. ex DC.
- S. thamathuensis Hilliard
- S. thapsoides DC.
- S. theresiae O.Hoffm.
- S. thianschanicus Regel & Schmalh.
- S. thunbergii Harv.
- S. tibeticus Hook.f.
- S. tichomirovii Schischk.
- S. tilcarensis Cabrera
- S. tinctolobus I.M.Johnst.
- S. tingoensis Cabrera & Zardini
- S. tocomarensis Cabrera & Zardini
- S. toluccanus DC.
- S. tonduzii Greenm.
- S. tonii B.L.Turner
- S. toroanus Cabrera
- S. torticaulis Merxm.
- S. tortuosus DC.
- S. toxotis C.Jeffrey
- S. trachylaenus Harv.
- S. trachyphyllus Schltr.
- S. trafulensis Cabrera
- S. transiens (Rouy) Jeanm.
- S. transmarinus S.Moore
- S. triangularis Hook.
- S. tricephalus Kuntze
- S. trichocaulon Baker
- S. trichodon Baker
- S. tricuspidatus Hook. & Arn.
- S. tricuspis Franch.
- S. trifidus Hook. & Arn.
- S. trifurcatus (G.Forst.) Less.
- S. trifurcifolius Hieron.
- S. trilobus L.
- S. triodon Phil.
- S. triodontiphyllus C.Jeffrey
- S. tripinnatifidus Reiche
- S. triplinervius DC.
- S. triqueter DC.
- S. tristis Phil.
- S. troncosii Phil.
- S. tropaeolifolius MacOwan
- S. tuberculatus Ali
- S. tuberosus (DC.) Harv.
- S. tucumanensis Cabrera
- S. tugelensis J.M.Wood & M.S.Evans
- S. tweedyi Hook. & Arn.
- S. tysonii MacOwan

## U
- S. ulopterus Thell.
- S. umbellatus L.
- S. umbraculifera S.Watson
- S. umbrosus Waldst. & Kit.
- S. umgeniensis Thell.
- S. unionis Sch.Bip. ex A.Rich
- S. urophyllus Conrath
- S. urundensis S.Moore
- S. usgorensis Cuatrec.
- S. uspallatensis Hook. & Arn.
- S. uspantanensis (J.M.Coult.) Greenm.

## V
- S. vaginatus Hook. & Arn.
- S. vaginifolius Sch.Bip.
- S. vagus F.Muell.
- S. valdivianus Phil.
- S. variabilis Sch.Bip.
- S. varicosus L.f.
- S. varvarcensis Cabrera
- S. vegetus (Wedd.) Cabrera
- S. velleioides A.Cunn. ex DC.
- S. venosus Harv.
- S. ventanensis Cabrera
- S. venturae T.M.Barkley
- S. verbascifolius Burm.
- S. veresczaginii Schischk. & Serg.
- S. vervoorstii Cabrera
- S. vestitus (Thunb.) P.J.Bergius
- S. vicinus S.Moore
- S. viejoanus B.L.Turner
- S. villifructus Hilliard
- S. viminalis Bremek.
- S. violifolius Cabrera
- S. viravira Hieron.
- S. viridilacus Cabrera
- S. viridis Phil
- S. viscidulus Compton
- S. viscosissimus Colla
- S. viscosus L.
- S. vitalis N.E.Br.
- S. vitellinoides Merxm.
- S. volcanicola C.Jeffrey
- S. volckmannii Phil.
- S. volutus (Baker) Humbert
- S. vulcanicus Boiss.
- S. vulgaris L.

## W
- S. wairauensis Belcher
- S. walkeri Arn.
- S. warnockii Shinners
- S. warrenensis I.Thomps.
- S. warszewiczii A.Braun & Bouché
- S. waterbergensis S.Moore
- S. websteri Hook.f.
- S. wedglacialis Cuatrec.
- S. werdermannii Greenm.
- S. westermanii Dusén
- S. wightianus DC. ex Wight

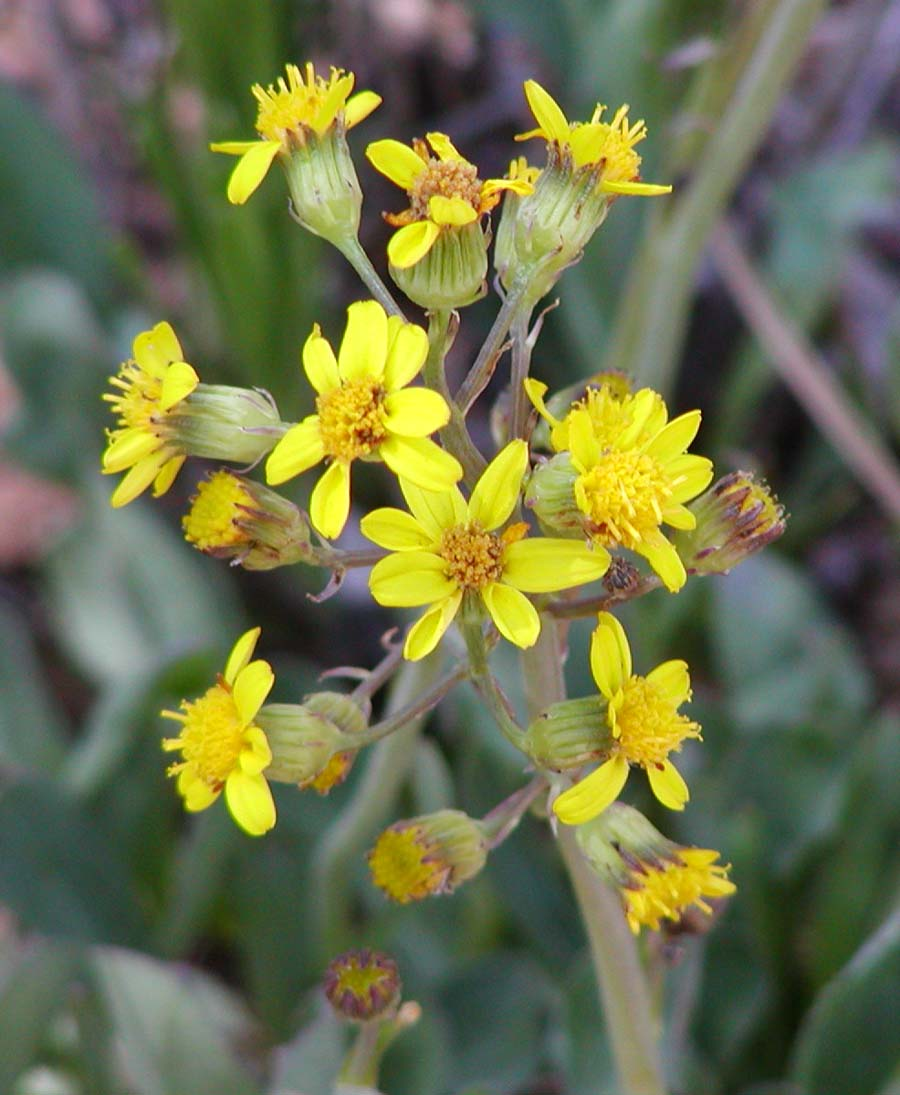
Senecio wootonii

- S. wightii (DC. ex Wight) Benth. ex C.B.Clarke
- S. windhoekensis Merxm.
- S. wittebergensis Compton
- S. wootonii Greene

## X
- S. xenostylus O.Hoffm.
- S. xerophilus Phil.

## Y
- S. yalae Cabrera
- S. yauyensis Cabrera
- S. yegua (Colla) Cabrera
- S. yungningensis Hand.-Mazz.
- S. yurensis Rusby

## Z
- S. zapahuirensis Martic. & Quezada
- S. zapalae Cabrera
- S. zeylanicus DC.
- S. zimapanicus Hemsl.
- S. zoellneri Martic. & Quezada
- S. zosterifolius Hook. & Arn.

## Sinònims obsolets

### A
- S. aberdaricus R.E.Fr. & T.C.E.Fr. = Dendrosenecio battiscombei (R.E.Fr. & T.C.E.Fr.) E.B.Knox
- S. abietinus Willd. ex Wedd. = Pentacalia abietina (Willd. ex Wedd.) Cuatrec.
- S. abrotanifolius L. = Jacobaea abrotanifolia (L.) Moench
- S. abrotanoides E.Mey. = Senecio pinnatifidus (P.J.Bergius) Less.
- S. abyssinicus Sch.Bip. ex A.Rich. = Emilia abyssinica var. abyssinica
- S. acaulis Phil. = Senecio breviscapus DC.
- S. accedens Greene = Senecio bigelovii var. hallii A.Gray
- S. acerifolius C.Winkl. = Sinosenecio euosmus (Hand.-Mazz.) B.Nord.
- S. acerifolius Hemsl. = Senecio glinophyllus (H.Rob. & Brettell) McVaugh
- S. acerifolius K.Koch = Roldana angulifolia (DC.) H.Rob. & Brettell
- S. acervatus S.Moore = Solanecio mannii (Hook.f.) C.Jeffrey
- S. achyrotrichus Diels = Ligularia achyrotricha (Diels) Ling
- S. aciculatus Cuatrec. = Pentacalia abietina (Willd. ex Wedd.) Cuatrec.
- S. aclonetus Phil. = Senecio linariifolius Poepp. ex DC.
- S. aclydiphyllus Cuatrec. = Pentacalia aclydiphylla (Cuatrec.) Cuatrec.
- S. aconitifolius (Bunge) Turcz. = Syneilesis aconitifolia (Bunge) Maxim.
- S. acromaculatus Ling = Senecio thianschanicus Regel & Schmalh.
- S. acuminatissimus Cabrera = Dendrophorbium acuminatissimum (Cabrera) D.J.N.Hind
- S. acuminatus Wall. ex DC. = Synotis acuminata (Wall. ex DC.) C.Jeffrey & Y.L.Chen
- S. acutidens Rydb. = Packera tridenticulata (Rydb.) W.A.Weber & Á.Löve
- S. acutidentatus A.Rich. = Crassocephalum ×picridifolium (DC.) S.Moore
- S. adamsii Cheeseman = Brachyglottis adamsii (Cheeseman) B.Nord.
- S. adamsii Howell = Packera streptanthifolia (Greene) W.A.Weber & Á.Löve
- S. addoensis Compton = Senecio scaposus var. addoensis (Compton) G.D.Rowley
- S. adenocalyx Dinter = Senecio radicans (L.f.) Sch.Bip.
- S. adenolepis Greenm. = Roldana chapalensis (S.Watson) H.Rob. & Brettell
- S. adenophylloides Sch.Bip. = Senecio rufescens DC.
- S. adenophylloides Sch.Bip. ex Wedd. = Senecio rufescens DC.
- S. adenostyloides Franch. & Sav. ex Maxim. = Parasenecio adenostyloides (Franch. & Sav. ex Maxim.) H.Koyama
- S. admirabilis Greene = Senecio serra var. admirabilis (Greene) A.Nelson
- S. adnivalis Stapf = Dendrosenecio adnivalis var. adnivalis
- S. adolfi-friedericii Muschl. = Solanecio nandensis (S.Moore) C.Jeffrey
- S. adonidifolius Loisel. = Jacobaea adonidifolia (Loisel.) Pelser & Veldkamp
- S. adscendens DC. = Senecio andinus H.Buek
- S. adustus S.Moore = Senecio pachyrhizus O.Hoffm.
- S. aethnensis Jan ex DC. = Senecio squalidus subsp. aethnensis (DC.) Greuter
- S. afromontanus (R.E.Fr.) Humbert & Staner = Crassocephalum montuosum (S.Moore) Milne-Redh.
- S. agapatensis Sch.Bip. = Senecio ayapatensis Sch.Bip. ex Wedd.
- S. agathionanthes Muschl. = Gynura scandens O.Hoffm.
- S. ahrendsi Phil. = Senecio glaber Less.
- S. ainsliiflorus Franch. = Parasenecio ainsliiflorus (Franch.) Y.L.Chen
- S. aizoides (DC.) Sch.Bip. = Kleinia aizoides DC.
- S. alabamensis Britton ex Small = Packera tomentosa (Michx.) C.Jeffrey
- S. alaskanus Hultén = Tephroseris yukonensis (A.E.Porsild) Holub
- S. alatus Wall. = Synotis alata C.Jeffrey & Y.L.Chen
- S. alatus Wall. ex DC. = Synotis alata C.Jeffrey & Y.L.Chen
- S. albens Sch.Bip. = Senecio pensilis Greenm.
- S. albescens De Wild. = Dendrosenecio adnivalis subsp. friesiorum (Mildbr.) E.B.Knox
- S. albiflorus Phil. = Senecio filaginoides var. lobulatus (Hook. & Arn.) Cabrera
- S. albiflorus Sch.Bip. = Erechtites valerianifolia (Link ex Wolf) Less. ex DC.
- S. alboranicus Maire = Senecio gallicus Vill.
- S. albotectus Cuatrec. = Pentacalia albotecta (Cuatrec.) Cuatrec.
- S. alfalfalis Phil. = Senecio isatidioides
- S. almagroi Cuatrec. = Pseudogynoxys engleri (Hieron.) H.Rob. & Cuatrec.
- S. almironcillo M.Gómez = Antillanthus almironcillo (M.Gómez) B.Nord.
- S. alpestris DC. = Tephroseris longifolia (Jacq.) Griseb. & Schenk
- S. alpestris Gaudin = Senecio ovatus subsp. alpestris (Gaudin) Herborg
- S. alpicola Rydb. = Packera werneriifolia (A.Gray) W.A.Weber & Á.Löve
- S. alpinus (L.) Scop. = Jacobaea alpina (L.) Moench
- S. alpinus C.B.Clarke = Senecio albopurpureus Kitam.
- S. altaicus (DC.) Sch.Bip. = Ligularia altaica DC.
- S. alternifolius (Sch.Bip. ex Rusby) Greenm. = Nordenstamia repanda (Wedd.) Lundin
- S. alticola T.C.E.Fr. = Dendrosenecio erici-rosenii subsp. alticola (Mildbr.) E.B.Knox
- S. altus Rydb. = Senecio sphaerocephalus Greene
- S. amabilis DC. = Senecio anapetes C.Jeffrey
- S. amabilis Vell. = Senecio brasiliensis (Spreng.) Less.
- S. amaniensis (Engl.) = Kleinia amaniensis (Engl.) A.Berger
- S. ambiguus (Biv.) DC. = Jacobaea ambigua (Biv.) Pelser & Veldkamp
- S. amblyphyllus Cotton = Dendrosenecio elgonensis subsp. elgonensis
- S. ambondrombeensis Humbert = Io ambondrombeensis (Humbert) B.Nord.
- S. ambrosioides Mart. = Senecio brasiliensis (Spreng.) Less.
- S. ambrosioides Rydb. = Senecio eremophilus var. kingii (Rydb.) Greenm.
- S. americanus (L.f.) DC. = Pentacalia americana (L.f.) Cuatrec.
- S. ammophilus Greene = Senecio californicus DC.
- S. ammophilus Phil. = Senecio philippii Sch.Bip. ex Wedd.
- S. amoenus Sch.Bip. = Senecio nanus Sch.Bip. ex A.Rich.
- S. amphibolus K.Koch = Senecio kolenatianus C.A.Mey.
- S. amphibolus Wedd. = Senecio dryophyllus Meyen & Walp.
- S. amphilobus Wedd. = Senecio dryophyllus Meyen & Walp.
- S. amplexicaulis (DC.) Wall. ex C.B.Clarke = Ligularia amplexicaulis DC.
- S. amplexicaulis Kunth = Pentacalia amplexicaulis (Kunth) Cuatrec.
- S. amplexifolius Humbert = Humbertacalia amplexifolia C.Jeffrey
- S. amurensis Schischk. = Tephroseris kirilowii (Turcz. ex DC.) Holub
- S. anacampserotis DC. = Senecio spathulatus var. attenuatus I.Thomps.
- S. anacephalus Griseb. = Senecio candollii Wedd.
- S. anacletus Greene = Senecio wootonii Greene
- S. anampoza Baker = Cineraria anampoza (Baker) Baker
- S. andersonii Clokey = Senecio spartioides Torr. & A.Gray
- S. andicola Phil. = Senecio oreinus Cabrera
- S. andicola Turcz. = Pentacalia andicola (Turcz.) Cuatrec.
- S. andinus Nutt. = Senecio serra Hook. var. serra
- S. andrei Greenm. = Pentacalia andrei (Greenm.) Cuatrec.
- S. andringitrensis Humbert = Hubertia andringitrensis C.Jeffrey
- S. andrzejowskyi Tzvelev = Jacobaea andrzejowskyi (Tzvelev) B.Nord. & Greuter
- S. angavonensis DC. = Senecio emirnensis subsp. angavonensis (Bojer ex DC.) Humbert
- S. angelensis Domke = Dendrophorbium angelense (Domke) B.Nord.
- S. angustatus (Kirk) Cockayne & Sledge = Brachyglottis bellidioides var. angustata (Kirk) B.Nord.
- S. angustifolius Hayata	 = Senecio morrisonensis var. dentatus Kitam.
- S. angustilobus F.Muell. = Senecio anethifolius subsp. anethifolius
- S. angustiradiatus T.M.Barkley = Dresslerothamnus angustiradiatus (T.M.Barkley) H.Rob.
- S. anisophyllus Klatt = Roldana jurgensenii (Hemsl.) H.Rob. & Brettell
- S. ansteadi Tadul. & Jacob = Cissampelopsis ansteadii (Tadul. & Jacob) C.Jeffrey & Y.L.Chen
- S. antaicochensis Cuatrec.	 = Senecio hohenackeri Sch.Bip. ex Sch.Bip.
- S. antennaria Wedd. = Chersodoma antennaria (Wedd.) Cabrera
- S. antennariifolius Britton = Packera antennariifolia (Britton) W.A.Weber & Á.Löve
- S. anteuphorbium (L.) Sch.Bip. = Kleinia anteuphorbium (L.) Haw.
- S. antioquensis Cuatrec. = Pentacalia antioquensis (Cuatrec.) Cuatrec.
- S. antipodus Kirk = Senecio radiolatus subsp. antipodus (Kirk) C.J.Webb
- S. antirhinifolius Phil. = Senecio subumbellatus Phil.
- S. apenninus Tausch = Senecio provincialis (L.) Druce
- S. apiculatus Sch.Bip. ex Wedd. = Pentacalia apiculata (Sch.Bip. ex Wedd.) Cuatrec.
- S. apiifolius (DC.) Benth. & Hook.f. ex O.Hoffm. = Mesogramma apiifolium DC.
- S. apocynifolius (Baker) Humbert	 = Humbertacalia leucopappa (Boj. ex DC.) C.Jeffrey
- S. appendiculatus (L.f.) Sch.Bip. = Pericallis appendiculata (L.f.) B.Nord.
- S. appendiculatus (Lam.) Less. ex Decne = Senecio lamarckianus Bullock
- S. appendiculatus Greenm. = Packera neomexicana (A.Gray) W.A.Weber & Á.Löve  var. neomexicana
- S. appendiculatus Poir. = Senecio lyratus Forssk.
- S. apricus Klatt = Senecio erechtitioides Baker
- S. apricus Phil. = Senecio farinifer Hook. & Arn.
- S. apuanus Tausch	 = Senecio nemorensis subsp. apuanus (Tausch) Greuter
- S. apulus Ten. = Senecio leucanthemifolius Poir.
- S. aquaniger Cabrera & Zardini = Senecio pogonias Cabrera
- S. arabicus L. = Senecio aegyptius var. discoideus Boiss.
- S. arachnoideus Phil. = Senecio donianus Hook. & Arn.
- S. arachnoideus Sieber ex DC. = Senecio scopolii Hoppe & Hornsch.
- S. araneosus E.Mey ex DC. = Cissampelopsis volubilis (Blume) Miq.
- S. araneosus Koyama = Cissampelopsis corifolia C.Jeffrey & Y.L.Chen
- S. arborescens Steetz = Telanthophora arborescens (Steetz) H.Rob. & Brettell
- S. arboreus (Kunth) Greenm. = Pentacalia arborea (Kunth) H.Rob. & Cuatrec.
- S. arbutifolius Kunth = Pentacalia arbutifolia (Kunth) Cuatrec.
- S. archeri (Compton) = Senecio toxotis C.Jeffrey
- S. archeri Cuatrec.	 = Pentacalia archeri (Cuatrec.) Cuatrec.
- S. arcticus Rupr. = Tephroseris palustris (L.) Rchb.
- S. arenarius Besser = Jacobaea erucifolia subsp. arenaria (Soó) B.Nord. & Greuter
- S. arenarius M.Bieb. = Senecio grandidentatus Ledeb.
- S. arenicola Reiche = Senecio cuneatus Hook.f.
- S. areolatus = Senecio sylvaticus L.
- S. arequipensis Cuatrec. = Chersodoma arequipensis (Cuatrec.) Cuatrec.
- S. argaeus Boiss. & Balansa = Iranecio hypochionaeus (Boiss.) C.Jeffrey
- S. argentatus S.Moore = Senecio sericeo-nitens Speg.
- S. argentinensis Speg. = Senecio tweediei Hook. & Arn.
- S. argentinus Baker = Senecio viravira Hieron.
- S. argophyllus Phil. = Senecio chilensis Less.
- S. argutidentatus Cuatrec. = Dendrophorbium argutidentatum (Cuatrec.) H.Beltrán
- S. argutus A.Rich. = Senecio glomeratus Desf. ex Poir. subsp. glomeratus
- S. armenius Jaub. & Spach = Iranecio lorentii (Hochst.) C.Jeffrey
- S. armerifolius Franch. = Cremanthodium lineare var. lineare
- S. armeriifolius Phil. = Senecio scorzonerifolius Meyen & Walp.
- S. arnautorum Velen. = Jacobaea arnautorum (Velen.) Pelser
- S. arnicoides Wall.	 = Cremanthodium arnicoides (DC. ex Royle) R.D.Good
- S. arnicoides Wall. ex C.B.Clarke	 = Cremanthodium arnicoides (DC. ex Royle) R.D.Good
- S. artemisiifolius Pers. = Jacobaea adonidifolia (Loisel.) Pelser & Veldkamp
- S. aschersonianus Hieron. = Pentacalia magnusii (Hieron.) Cuatrec.
- S. aschersonianus Muschl. ex Dinter = Anisopappus pinnatifidus (Klatt) O.Hoffm. ex Hutch.
- S. asclepiadeus (L.f.) DC.	 = Gynoxys longifolia Sch.Bip. ex Wedd.
- S. ascotanensis Phil. = Senecio rosmarinus Phil.
- S. asiaticus Schischk. & Serg. = Tephroseris praticola (Schischk. & Serg.) Holub
- S. asper Aiton = Senecio rosmarinifolius L.f.
- S. asplundii Cabrera = Pentacalia asplundii (Cabrera) Cuatrec.
- S. assuayensis DC. = Aetheolaena senecioides (Kunth) B.Nord.
- S. atkinsoniae F.Muell. = Senecio bipinnatisectus Belcher
- S. atkinsonii C.B.Clarke = Ligularia atkinsonii (C.B.Clarke) S.W.Liu
- S. atlanticus Boiss. & Reut. = Senecio leucanthemifolius Poir.
- S. atlanticus Coss. = Senecio perralderianus Coss.
- S. atractylidifolius Ling = Synotis atractylidifolia (Ling) C.Jeffrey & Y.L.Chen
- S. atriplicifolius (L.) Hook. = Arnoglossum atriplicifolium (L.) H.Rob.
- S. atropurpureus (Ledeb.) B.Fedtsch. = Tephroseris frigida (Richardson) Holub
- S. atroviolaceus Franch. = Ligularia atroviolacea (Franch.) Hand.-Mazz.
- S. attenuatus Sch.Bip. = Senecio attenuatus Sch.Bip. ex Rusby
- S. aucheri DC. = Tephroseris integrifolia subsp. aucheri (DC.) B.Nord.
- S. auleticus Greene = Packera hesperia (Greene) W.A.Weber & Á.Löve
- S. aurantiacus (Hoppe ex Willd.) Less. = Tephroseris integrifolia subsp. aurantiaca (Hoppe ex Willd.) B.Nord.
- S. auratus DC. = Jacobaea paludosa subsp. lanata (Holub) B.Nord. & Greuter
- S. aureus L. = Packera aurea (L.) Á.Löve & D.Löve
- S. auricula Coss. = Jacobaea auricula (Bourg. ex Coss.) Pelser
- S. auriculatus Burm.f. = Emilia sonchifolia var. javanica (Burm.f.) Mattf.
- S. auriculatus Desf. = Senecio lividus L.
- S. auriculatus Poepp. ex DC. = Senecio glabratus Hook. & Arn.
- S. auriculatus Vahl	 = Senecio lyratus Forssk.
- S. austinae Greene	 = Packera eurycephala (Torr. & A.Gray ex A.Gray) W.A.Weber & Á.Löve var. eurycephala
- S. austrorufescens Cuatrec. = Senecio rufescens DC.
- S. autumnalis (Cariot) Gand. = Jacobaea erucifolia (L.) P.Gaertn., B.Mey. & Schreb.
- S. avasimontanus Dinter = Lopholaena cneorifolia (DC.) S.Moore
- S. ayachicus Emb. = Senecio ×embergeri
- S. ayopayensis Cuatrec. = Dendrophorbium ayopayense (Cuatrec.) D.J.N.Hind
- S. azulensis Alain = Antillanthus azulensis (Alain) B.Nord.

### B
- S. baberka Hutch. = Emilia baberka (Hutch.) C.Jeffrey
- S. baccharidiflorus Rusby = Pentacalia oronocensis (DC.) Cuatrec.
- S. baccharoides Kunth = Gynoxys baccharoides (Kunth) Cass.
- S. bacopoides Greenm. & Cuatrec. = Pentacalia bacopoides (Greenm. & Cuatrec.) Cuatrec.
- S. badilloi Cuatrec. = Pentacalia badilloi (Cuatrec.) Cuatrec.
- S. bagshawei S.Moore = Senecio subsessilis Oliv. & Hiern
- S. bakeri Scott-Elliot = Senecio madagascariensis Poir.
- S. balansae Baker = Senecio grisebachii Baker
- S. balbisianus DC. = Tephroseris balbisiana (DC.) Holub
- S. ballyi Rowley = Kleinia schweinfurthii (Oliv. & Hiern) A.Berger
- S. balsamitae Muhl. ex Willd. = Packera paupercula (Michx.) Á.Löve & D.Löve
- S. balsapampae Cuatrec. = Dendrophorbium balsapampae (Cuatrec.) B.Nord.
- S. bambuseti R.E.Fr. = Mikaniopsis bambuseti (R.E.Fr.) C.Jeffrey
- S. baoulensis A.Chev. = Gynura procumbens (Lour.) Merr.
- S. barahonensis Urb. = Elekmania barahonensis (Urb.) B.Nord.
- S. barbareaefoliis Krock. = Senecio erraticus Bertol.
- S. barbareifolius (Wimm. & Grab.) Rchb. = Jacobaea erratica (Bertol.) Fourr.
- S. barbatipes Hedberg = Dendrosenecio elgonensis subsp. barbatipes (Hedberg) E.B.Knox
- S. barbatus Hook. & Arn. = Senecio pogonias Cabrera
- S. barbellatus DC. = Senecio retrorsus DC.
- S. barckhausiifolius Boiss. & Heldr. = Senecio macedonicus Griseb.
- S. basipinnatus Baker = Senecio lyratus Forssk.
- S. basutensis Thell. = Senecio umgeniensis Thell.
- S. batallonensis Cuatrec. = Pentacalia batallonensis (Cuatrec.) Cuatrec.
- S. bathiaei Humbert = Hubertia bathiaei C.Jeffrey
- S. battiscombei R.E.Fr. & T.C.E.Fr. = Dendrosenecio battiscombei (R.E.Fr. & T.C.E.Fr.) E.B.Knox
- S. baumii O.Hoffm. = Emilia baumii (O.Hoffm.) S.Moore
- S. beauverdianus (H.Lév.) H.Lév. = Senecio pseudomairei H.Lév.
- S. beckii Cabrera = Pentacalia beckii (Cabrera) Cuatrec.
- S. befarioides Cuatrec. = Pentacalia befarioides (Cuatrec.) Cuatrec.
- S. begoniifolius Franch. = Parasenecio begoniifolius (Franch.) Y.L.Chen
- S. beguei Humbert = Hubertia beguei C.Jeffrey
- S. behmianus Muschl. = Crassocephalum ducis-aprutii (Chiov.) S.Moore
- S. bellidifolius A.Rich. = Emilia abyssinica var. abyssinica
- S. bellidifolius Kunth = Packera bellidifolia (Kunth) W.A.Weber & Á.Löve
- S. bellidioides Hook.f. = Brachyglottis bellidioides (Hook.f.) B.Nord.
- S. bellioides Chiov. = Emilia bellioides (Chiov.) C.Jeffrey
- S. belophyllus J.Rémy = Senecio farinifer Hook. & Arn.
- S. benguetensis Elmer = Merrittia benguetensis (Elmer) Merr.
- S. bennettii = Brachyglottis buchananii (J.B.Armstr.) B.Nord.
- S. benthamii Baker = Pseudogynoxys benthamii Cabrera
- S. benthamii Griseb. = Pseudogynoxys cummingii H.Rob. & Cuatrec.
- S. berlandieri (DC.) Hemsl. = Pseudogynoxys chenopodioides (Kunth) Cabrera
- S. bernardinus Greene = Packera bernardina (Greene) W.A.Weber & Á.Löve
- S. bernoullianus Greenm. = Pseudogynoxys haenkei (DC.) Cabrera
- S. berteroanus Colla = Senecio glabratus Hook. & Arn.
- S. besserianus Minderova	 = Tephroseris integrifolia subsp. aurantiaca (Hoppe ex Willd.) B.Nord.
- S. betsiliensis Baker = Senecio hypargyraeus DC.
- S. bhot C.B.Clarke = Synotis bhot (C.B.Clarke) C.Jeffrey & Y.L.Chen
- S. bhutanicus N.P.Balakr. = Cacalia pentaloba Hand.-Mazz.
- S. biacuminatus Rusby = Dendrophorbium biacuminatum (Rusby) C.Jeffrey
- S. biafrae Oliv. & Hiern = Solanecio biafrae (Oliv. & Hiern) C.Jeffrey
- S. bicolor (Willd.) Tod. = Jacobaea maritima subsp. bicolor (Willd.) B.Nord. & Greuter
- S. bicolor Sch.Bip. = Gynura bicolor (Roxb. ex Willd.) DC.
- S. bidwillii Hook.f. = Brachyglottis bidwillii (Hook.f.) B.Nord.
- S. bifistulosus Hook.f. = Brachyglottis bifistulosa (Hook.f.) B.Nord.
- S. biflorus Burm.f. = Gynura pseudochina (L.) DC.
- S. birubonensis Kitam. = Tephroseris phaeantha (Nakai) C.Jeffrey & Y.L.Chen
- S. biseriatus Alain = Antillanthus biseriatus (Alain) B.Nord.
- S.biserrifolius Kuntze = Dendrophorbium biserrifolium (Kuntze) D.J.N.Hind
- S.bivestitus Cronquist = Tephroseris lindstroemii (Ostenf.) Á.Löve & D.Löve
- S.blattariaefolia Franch. = Senecio nudicaulis Buch.-Ham. ex D.Don
- S.blattarioides (DC.) DC. = Senecio oxyodontus DC.
- S.blinii H.Lév. = Senecio argunensis Turcz.
- S.blitoides Greene = Senecio fremontii var. blitoides (Greene) Cronquist
- S.blumei DC. = Cissampelopsis volubilis (Blume) Miq.
- S.blumeri Greene = Packera neomexicana var. toumeyi (Greene) Trock & T.M.Barkley
- S.bodinieri Vaniot = Sinosenecio bodinieri (Vaniot) B.Nord.
- S.bogoroensis De Wild. = Solanecio mannii (Hook.f.) C.Jeffrey
- S.bogotensis Spreng. = Pseudogynoxys bogotensis (Spreng.) Cuatrec.
- S.bohemicus Tausch = Jacobaea paludosa (L.)
- S.boissieri DC. = Jacobaea boissieri (DC.) Pelser
- S.bojeri DC. = Solanecio angulatus (Vahl) C.Jeffrey
- S.boliviensis Sch.Bip. = Senecio boliviensis Sch.Bip. ex Klatt
- S.bolusii Oliv. = Phaneroglossa bolusii (Oliv.) B.Nord.
- S.boquetensis Standl. = Talamancalia boquetensis (Standl.) H.Rob. & Cuatrec.
- S.borchersi Phil. = Senecio bustillosianus J.Rémy
- S.borii Raizada = Synotis borii (Raizada) R.Mathur
- S.bornmuellerianus = Iranecio bulghardaghensis (Soldano) D.Heller
- S.borysthenicus (DC.) Andrz. ex Czern. = Jacobaea borysthenica (DC.) B.Nord. & Greuter
- S.boscianus Sch.Bip. = Arnoglossum ovatum (Walter) H.Rob.
- S.bosniacus = Tephroseris crassifolia (Schult.) Griseb. & Schenk
- S.botryodes C.Winkl. = Ligularia botryodes (C.Winkl.) Hand.-Mazz.
- S.boutoni Baker = Senecio madagascariensis var. boutonii (Baker) Humbert
- S.bowenkampi Phil. = Senecio isatidioides
- S.boyacensis (Cuatrec.) Cuatrec. = Culcitium canescens Humb. & Bonpl.
- S.brachyanthus Greenm. = Roldana chapalensis (S.Watson) H.Rob. & Brettell
- S.brachycephalus R.E.Fr. = Emilia brachycephala (R.E.Fr.) C.Jeffrey
- S.brachychaetus Cufod. = Tephroseris longifolia subsp. brachychaeta Greuter
- S. brachychaetus DC. = Tephroseris longifolia (Jacq.) Griseb. & Schenk
- S. brachyglossus F.Muell. ex Benth. = Senecio glossanthus (Sond.) Belcher
- S. brachyglossus Turcz. = Senecio glutinarius DC.
- S. brachylepis Phil. = Senecio anthemidiphyllus J.Rémy
- S. bracteatus Boiss. & Orph. = Senecio macedonicus Griseb.
- S. bracteolatus Hook.f. = Senecio albopurpureus Kitam.
- S. bracteosus J.Rémy = Senecio cumingii Hook. & Arn.
- S. brassica R.E.Fr. & T.C.E.Fr. = Dendrosenecio keniensis (Baker f.) Mabb.
- S. brassiciformis R.E.Fr. & T.C.E.Fr. = Dendrosenecio brassiciformis (R.E.Fr. & T.C.E.Fr.) Mabb.
- S. breviculus Phil. = Senecio subdiscoideus Sch.Bip. ex Wedd.
- S. breviligulatus Hieron. = Pentacalia breviligulata (Hieron.) Cuatrec.
- S. brevilimbus (S.Moore) S.Moore = Senecio flavus (Decne.) Sch.Bip.
- S. breviscapus (DC.) = Senecio cicatricosus Sch.Bip.
- S. breweri Burtt Davy = Packera breweri (Burtt Davy) W.A.Weber & Á.Löve
- S. breyeri (S.Moore) S.Moore = Senecio polyodon DC. var. polyodon
- S. brittonii Greenm. = Antillanthus almironcillo (M.Gómez) B.Nord.
- S. brownii = Senecio myricaefolius (Bojer ex DC.) Humbert
- S. buchananii J.B.Armstr. = Brachyglottis buchananii (J.B.Armstr.) B.Nord.
- S. buchii Urb. = Elekmania buchii (Urb.) B.Nord.
- S. buchtienii Greenm. = Dendrophorbium buchtienii (Greenm.) C.Jeffrey
- S. buchwaldii O.Hoffm. = Solanecio buchwaldii (O.Hoffm.) C.Jeffrey
- S. bulbiferus Maxim. = Parasenecio farfarifolia var. bulbifera (Maxim.) H.Koyama
- S. bulgaricus Velen. = Senecio nemorensis subsp.bulgaricus (Velen.) Greuter
- S. bulghardaghensis Soldano = Iranecio bulghardaghensis (Soldano) D.Heller
- S. bullatus Benth. = Aetheolaena patens (Kunth) B.Nord.
- S. bungei Franch. = Ligularia thomsonii (C.B.Clarke) Pojark.
- S. bupleuriformis (Sch.Bip.) Sch.Bip. = Senecio glaberrimus DC.
- S. burchellii Cabrera = Senecio madagascariensis Poir.
- S. burkei Greenm. = Packera indecora (Greene) Á.Löve & D.Löve
- S. buschianus Sosn. = Jacobaea buschiana (Sosn.) B.Nord. & Greuter
- S. bussei Muschl. = Senecio purpureus L.
- S. butaguensis Muschl. = Crassocephalum montuosum (S.Moore) Milne-Redh.
- S. buxifolius Kunth = Gynoxys buxifolia (Kunth) Cass

### C
- S. cabrerae Cuatrec. = Dendrophorbium cabrerae (Cuatrec.) C.Jeffrey
- S. cabrerianus Greenm. & Cuatrec. = Dendrophorbium cabrerianum (Greenm. & Cuatrec.) C.Jeffrey
- S. cacaliifolius Sch.Bip. = Ligularia sibirica (L.) Cass.
- S. cacalioides Fisch. ex Spreng. = Erechtites hieraciifolius var. cacalioides (Fisch. ex Spreng.) Less. ex Griseb.
- S. cacaosensis Cuatrec. = Pentacalia cacaosensis (Cuatrec.) Cuatrec.
- S. cachacoensis Cuatrec. = Pentacalia cachacoensis (Cuatrec.) Cuatrec.
- S. cacteaeformis (Klatt) Klatt = Othonna graveolens O.Hoffm.
- S. caespitosus Brot. = Senecio pyrenaicus subsp. caespitosus (Brot.) Franco
- S. caespitosus Phil. = Senecio subdiscoideus Sch.Bip. ex Wedd.
- S. cahillii Belcher = Senecio diaschides D.G.Drury
- S. calamifolius Hook. = Senecio scaposus DC. var.scaposus
- S. calamitosus Klatt = Senecio erechtitioides Baker
- S. calcadensis Ramaswami = Cissampelopsis calcadensis C.Jeffrey & Y.L.Chen
- S. calcarius Kunth = Senecio mairetianus DC.
- S. calceiflorus Cabrera = Senecio filaginoides var. lobulatus (Hook. & Arn.) Cabrera
- S. calcicola Meyen & Walp. = Senecio calcensis Cabrera & Zardini
- S. caldasensis Cuatrec. = Aetheolaena caldasensis (Cuatrec.) B.Nord.
- S. callacallensis Cuatrec. = Dorobaea callacallensis (Cuatrec.) B.Nord. & Pruski
- S. calocephalus Hemsl. = Pseudogynoxys chenopodioides (Kunth) Cabrera
- S. caloxanthus Diels = Ligularia caloxantha (Diels) Hand.-Mazz.
- S. calthifolius (Maxim.) Maxim. = Ligularia calthifolia Maxim.
- S. calvertii Boiss. = Senecio viscosus L.
- S. campanae Phil. = Senecio anthemidiphyllus J.Rémy
- S. campanulatus Franch. = Cremanthodium campanulatum var. campanulatum
- S. campanulatus Sch.Bip. = Aetheolaena campanulata (Sch.Bip. ex Klatt) B.Nord.
- S. campanulatus Sch.Bip. ex Klatt = Aetheolaena campanulata (Sch.Bip. ex Klatt) B.Nord.
- S. campestris (Retz.) DC. = Tephroseris integrifolia (L.) Holub
- S. campii Cuatrec. = Pentacalia campii (Cuatrec.) Cuatrec.
- S. camporum Gardner = Senecio adamantinus Bong.
- S. camptodontus Franch. = Senecio wightii (DC. ex Wight) Benth. ex C.B.Clarke
- S. campylodes DC. = Senecio scandens var. scandens
- S. candidissimus Greene = Packera candidissima (Greene) W.A.Weber & Á.Löve
- S. candidus (C.Presl) DC. = Jacobaea candida (C.Presl) B.Nord. & Greuter
- S. candolleanus Hook. & Arn. = Senecio leucopeplus Cabrera
- S. candolleanus Sosn. = Senecio leucanthemifolius subsp. caucasicus (DC.) Greuter
- S. canescens (Humb. & Bonpl.) Cuatrec. = Culcitium canescens Humb. & Bonpl.
- S. canicidus Sessé & Moc. = Roldana ehrenbergiana (Klatt) H.Rob. & Brettell
- S. canovirens Rydb. = Packera fendleri (A.Gray) W.A.Weber & Á.Löve
- S. cantabricus Willk. = Tephroseris helenitis (L.) B.Nord.
- S. canus Hook. = Packera cana (Hook.) W.A.Weber & Á.Löve
- S. capcirensis Sennen = Tephroseris helenitis (L.) B.Nord.
- S. capillarifolius Speg. = Senecio chrysocomoides Hook. & Arn.
- S. capillaris Gaudich. = Tetramolopium capillare (Gaudich.) H.St.John
- S. capillifolius Hook.f. = Senecio pinnatifolius var. capillifolius (Hook.f.) I.Thomps.
- S. capitatus (Wahlenb.) Steud. = Tephroseris integrifolia subsp. capitata (Wahlenb.) B.Nord.
- S. cappadocicus Boiss. = Iranecio hypochionaeus (Boiss.) C.Jeffrey
- S. caracasanus Klatt = Pentacalia caracasana (Klatt) Cuatrec.
- S. caranianus Chiov. = Solanecio nandensis (S.Moore) C.Jeffrey
- S. carchiensis Cuatrec. = Pentacalia carchiensis (Cuatrec.) Cuatrec.
- S. cardamine Greene = Packera cardamine (Greene) W.A.Weber & Á.Löve
- S. cardenasii Cuatrec. = Pentacalia cardenasii (Cuatrec.) Cuatrec.
- S. cardiophyllus Hemsl. = Senecio sessilifolius (Hook. & Arn.) Hemsl.
- S. carduifolius (Cass.) Desf. = Erechtites hieraciifolius (L.) Raf. ex DC.
- S. cariensis Boiss. = Iranecio cariensis (Boiss.) C.Jeffrey
- S. carinatus Greenm. = Antillanthus carinatus (Greenm.) B.Nord.
- S. carlomasonii B.L.Turner & T.M.Barkley = Roldana carlomasonii (B.L.Turner & T.M.Barkley) C.Jeffrey
- S. carnifolius Cabrera = Senecio bipontinii Wedd.
- S. carniolicus Willd. = Jacobaea incana subsp. carniolica (Willd.) B.Nord. & Greuter
- S. carnosus Phil. = Senecio nublensis Soldano
- S. caroli C.Winkl. = Sinacalia caroli (C.Winkl.) C.Jeffrey & Y.L.Chen
- S. caroli-malyi Horvatić = Senecio leucanthemifolius Poir.
- S. carolinianus Spreng. = Packera glabella (Poir.) C.Jeffrey
- S. caroli-tertii Cuatrec. = Pentacalia tolimensis (Sch.Bip. ex Wedd.) Cuatrec.
- S. carpathicus Herbich = Jacobaea abrotanifolia subsp. carpathica (Herbich) B.Nord. & Greuter
- S. carpishensis Cuatrec. = Pentacalia carpishensis (Cuatrec.) Cuatrec.
- S. carrikeri Cuatrec. = Pentacalia carrikeri (Cuatrec.) Cuatrec.
- S. carstenszensis P.Royen = Papuacalia carstenszensis (P.Royen) Veldkamp
- S. carthamoides Greene = Senecio fremontii var. blitoides (Greene) Cronquist
- S. cassinioides Hook.f. = Brachyglottis cassinioides (Hook.f.) B.Nord.
- S. castoreus S.L.Welsh = Packera castoreus (S.L.Welsh) Kartesz
- S. catharinensis Dusén = Heterothalamus psiadioides Less.
- S. caucasicus (M.Bieb.) DC. = Dolichorrhiza caucasica (M.Bieb.) Galushko
- S. caucasigenus Schischk. = Tephroseris integrifolia subsp. caucasigena (Schischk.) Greuter
- S. caulopterus  = Senecio scoparius Harv.
- S. caulopterus DC. = Senecio inornatus DC.
- S. caulopterus Harv. = Senecio scoparius Harv.
- S. cavaleriei H.Lév. = Synotis cavaleriei (H.Lév.) C.Jeffrey & Y.L.Chen
- S. cayambensis Cuatrec. = Aetheolaena mojandensis (Hieron.) B.Nord.
- S. celtibericus Pau = Senecio carpetanus Boiss. & Reut.
- S. centropappus F.Muell. = Brachyglottis brunonis (Hook.f.) B.Nord.
- S. cephalophorus (Compton) Jacobsen = Kleinia cephalophora Compton
- S. ceratophyllus Don ex Hook. & Arn. = Senecio ceratophylloides Griseb.
- S. cernuiflorus Cabrera = Senecio serratifolius (Meyen & Walp.) Cuatrec.
- S. cernuus A.Gray = Senecio pudicus Greene
- S. cernuus L.f. = Crassocephalum rubens var. rubens
- S. cernuus Phil. = Senecio serratifolius (Meyen & Walp.) Cuatrec.
- S. cervicornis Phil. = Senecio illinitus Phil.
- S. chabertii Petitm. = Jacobaea uniflora (All.) Veldkamp
- S. chachapoyensis Greenm. = Pentacalia chachapoyensis (Greenm.) Cuatrec.
- S. chaenocephalus Cabrera = Dendrophorbium chaenocephalum (Cabrera) C.Jeffrey
- S. chamaecephalus Wedd. = Senecio breviscapus DC.
- S. chamaedryfolius Less. = Senecio nigrescens Hook. & Arn.
- S. chamaemelifolius DC. = Senecio diffusus L.f.
- S. chaquiroensis Greenm. = Pentacalia chaquiroensis (Greenm.) Cuatrec.
- S. charaguensis Cuatrec. = Senecio hieronymi Griseb.
- S. cheesemani Hook.f. = Brachyglottis myrianthos (Cheeseman) D.G.Drury
- S. cheiranthifolius Kunth = Packera bellidifolia (Kunth) W.A.Weber & Á.Löve
- S. chenopodifolius DC. = Parasenecio chenopodifolius (DC.) Grierson
- S. chenopodioides Kunth = Pseudogynoxys chenopodioides (Kunth) Cabrera
- S. cheranganiensis Cotton & Blakelock = Dendrosenecio cheranganiensis subsp. cheranganiensis
- S. chersodomus Reiche = Chersodoma candida Phil.
- S. chienii Hand.-Mazz. = Sinosenecio chienii (Hand.-Mazz.) B.Nord.
- S. chilensis Baker = Senecio montevidensis (Spreng.) Baker
- S. chillaloensis Cufod. = Senecio schultzii subsp. chillaloensis S.Ortiz & Vivero
- S. chiloensis Phil. = Senecio otites Kunze ex DC.
- S. chinensis (Spreng.) DC. = Senecio scandens Buch.-Ham. ex D.Don
- S. chinotegensis Klatt = Pseudogynoxys haenkei (DC.) Cabrera
- S. chionotus Phil. = Senecio haenkei DC.
- S. chiovendeanus Muschl. = Emilia chiovendeana (Muschl.) Lisowski
- S. chlorocephalus Muschl. = Senecio hochstetteri Sch.Bip. ex A.Rich.
- S. chola W.W.Sm. = Cacalia chola (W.W.Sm.) R.Mathur
- S. chrismarii Greenm. = Roldana hederifolia (Hemsl.) H.Rob. & Brettell
- S. chrysanthemifolius DC. = Senecio glaucus subsp. coronopifolius (Maire)
- S. chrysanthemifolius Poir. = Senecio squalidus subsp. chrysanthemifolius (Poir.) Greuter
- S. chrysanthemoides Phil. = Senecio alcicornis Hook. & Arn.
- S. chubutensis Speg. = Senecio chrysocomoides Hook. & Arn.
- S. chulumanicus Cabrera = Pentacalia chulumanica (Cabrera) Cuatrec.
- S. cicatricosus Baker = Senecio canaliculatus DC.
- S. cichoriifolius H.Lév. = Synotis duclouxii (Dunn) C.Jeffrey & Y.L.Chen
- S. ciliatus Walter = Conyza canadensis (L.) Cronquist
- S. cilicius Boiss. = Jacobaea cilicia (Boiss.) B.Nord.
- S. cineraria DC. = Jacobaea maritima (L.) Pelser & Meijden
- S. cinereus (Velen.) Velen. = Jacobaea erucifolia subsp. arenaria (Soó) B.Nord. & Greuter
- S. cissampelinus (DC.) Sch.Bip. = Mikaniopsis cissampelina (DC.) C.Jeffrey
- S. cladobotrys Ledeb. = Tephroseris cladobotrys (Ledeb.)
- S. claessensii (De Wild.) Humbert & Staner = Gynura amplexicaulis Oliv. & Hiern
- S. clarenceanus Hook.f. = Senecio purpureus L.
- S. clarkeanus Franch. = Cremanthodium nanum (Decne.) W.W.Sm.
- S. clavatus Hauman = Senecio hickenii Hauman
- S. clavifolius Rusby = Senecio potosianus Klatt
- S. claviseta Pomel = Senecio flavus (Decne.) Sch.Bip.
- S. cleefii Cuatrec. = Pentacalia cleefii (Cuatrec.) Cuatrec.
- S. clematoides Sch.Bip. ex A.Rich. = Mikaniopsis clematoides (Sch.Bip. ex A.Rich.) Milne-Redh.
- S. clevelandii Greene = Packera clevelandii (Greene) W.A.Weber & Á.Löve
- S. cliffordianus Hutch. = Kleinia cliffordiana (Hutch.) C.D.Adams
- S. cliffordii N.D.Atwood & S.L.Welsh = Packera spellenbergii (T.M.Barkley) C.Jeffrey
- S. clivorum (Maxim.) Maxim. = Ligularia dentata (A.Gray) Hara
- S. coccineiflorus = Kleinia grantii (Oliv. & Hiern) Hook.f.
- S. coccineus (Oliv. & Hiern) Muschl. = Kleinia grantii (Oliv. & Hiern) Hook.f.
- S. cochlearis = Brachyglottis traversii (F.Muell.) B.Nord.
- S. cockaynei G.Simpson & J.S.Thomson = Brachyglottis cockaynei (G.Simpson & J.S.Thomson) B.Nord.
- S. coferifer H.Lév. = Sinosenecio bodinieri (Vaniot) B.Nord.
- S. cognatus Greene = Packera streptanthifolia (Greene) W.A.Weber & Á.Löve
- S. coincyi Rouy = Tephroseris coincyi (Rouy)
- S. colensoensis O.Hoffm. ex Kuntze = Senecio scoparius Harv.
- S. colensoi Hook.f. = Senecio banksii Hook.f.
- S. colombianus (Cuatrec.) Cuatrec. = Pentacalia colombiana (Cuatrec.) Cuatrec.
- S. coloniarius S.Moore = Emilia coloniaria (S.Moore) C.Jeffrey
- S. columbaria J.Rémy = Senecio calocephalus Poepp. & Endl.
- S. columbianus Greene = Senecio integerrimus var. exaltatus (Nutt.) Cronquist
- S. comarapensis Cabrera = Pentacalia comarapensis (Cabrera) Cuatrec.
- S. compactus (A.Gray) Rydb. ex Porter & Britton = Packera tridenticulata (Rydb.) W.A.Weber & Á.Löve
- S. compactus Kirk = Brachyglottis compacta (Kirk) B.Nord.
- S. concinnus Franch. = Nemosenecio concinnus (Franch.) C.Jeffrey & Y.L.Chen
- S. concolor DC. = Senecio speciosus Willd.
- S. confertissimus Cabrera = Senecio depressus Hook. & Arn.
- S. confertoides De Wild. = Senecio transmarinus var. transmarinus
- S. confusus Britten = Pseudogynoxys chenopodioides (Kunth) Cabrera
- S. confusus Elmer = Senecio scandens Buch.-Ham. ex D.Don
- S. congolensis De Wild. = Solanecio mannii (Hook.f.) C.Jeffrey
- S. conipes Sommier & Levier = Iranecio pandurifolius (K.Koch) C.Jeffrey
- S. connatus N.P.Balakr. = Cremanthodium arnicoides (DC. ex Royle) R.D.Good
- S. conradii Muschl. = Senecio milanjianus S.Moore
- S. consanguineus Phil. = Senecio tristis Phil.
- S. constanzae Urb. = Ignurbia constanzae (Urb.) B.Nord.
- S. conterminus Greenm. = Packera contermina (Greenm.) J.F.Bain
- S. convallium Greenm. = Packera cana (Hook.) W.A.Weber & Á.Löve
- S. convolvuloides Greenm. = Pseudogynoxys chenopodioides (Kunth) Cabrera
- S. conyzoides DC. = Nesampelos lucens (Poir.) B.Nord.
- S. cooperi Greenm. = Jessea cooperi (Greenm.) H.Rob. & Cuatrec.
- S. copiapinus Phil. = Senecio cachinalensis Phil.
- S. corazonensis Hieron. = Pentacalia corazonensis (Hieron.) Cuatrec.
- S. cordatus Koch = Jacobaea alpina (L.) Moench
- S. cordatus Nutt. = Senecio integerrimus var. ochroleucus (A.Gray) Cronquist
- S. cordifolius (Gouan) [Clairv.] = Jacobaea alpina (L.) Moench
- S. cordovensis Hemsl. = Roldana cordovensis (Hemsl.) H.Rob. & Brettell
- S. coreopsoides Chiov. = Senecio transmarinus var. sycephalus (S.Moore)
- S. coroicensis Rusby = Dendrophorbium coroicense (Rusby) C.Jeffrey
- S. coronopifolius Desf. = Senecio glaucus subsp. coronopifolius (Maire)
- S. coronopus Nutt. = Senecio californicus DC.
- S. correvonianus Albov = Dolichorrhiza correvoniana (Albov) Galushko
- S. cortesianus Muschl. = Senecio transmarinus var. sycephalus (S.Moore)
- S. cortusifolius Hand.-Mazz. = Sinosenecio cortusifolius (Hand.-Mazz.) B.Nord.
- S. corymbiferus DC. = Senecio sarcoides C.Jeffrey
- S. corymbosus Benth. = Pentacalia corymbosa (Benth.) Cuatrec.
- S. corymbosus C.B.Clarke = Ligularia pachycarpa (C.B.Clarke ex Hook.f.) Kitam.
- S. cosnipatense Cabrera = Dendrophorbium cosnipatense (Cabrera) H.Beltrán
- S. cottonii Hutch. & G.Taylor = Dendrosenecio kilimanjari subsp. cottonii (Hutch. & G.Taylor) E.B.Knox
- S. cotuloides Reiche = Senecio zosterifolius Hook. & Arn.
- S. coursii Humbert = Humbertacalia coursii C.Jeffrey
- S. covillei Greene = Senecio scorzonella Greene
- S. crassiflorus (Poir.) DC. = Senecio crassiflorus var. crassiflorus
- S. crassifolius Willd. = Senecio leucanthemifolius Poir.
- S. crassipes H.Lév. & Vaniot = Gynura pseudochina (L.) DC.
- S. crassus Vell. = Erechtites valerianifolia var. valerianifolia
- S. crataegifolius Hayata = Senecio scandens var. crataegifolius (Hayata) Kitam.
- S. crawfordii (Britton) G.W.Douglas & G. Ruyle-Douglas = Packera paupercula (Michx.) Á.Löve & D.Löve
- S. crawfordii Britton = Packera paupercula (Michx.) Á.Löve & D.Löve
- S. crepidineus Greene = Senecio elmeri Piper
- S. crepidioides (Benth.) = Crassocephalum crepidioides (Benth.) S.Moore
- S. crinitus Bertol. = Jacobaea delphiniifolia (Vahl) Pelser & Veldkamp
- S. crispatus DC. = Tephroseris crispa (Jacq.) Rchb.
- S. crispus (Jacq.) Kitt. = Tephroseris crispa (Jacq.) Rchb.
- S. cristobalensis Greenm. = Roldana oaxacana (Hemsl.) H.Rob. & Brettell
- S. cristobalensis Greenm. ex Loes. = Roldana oaxacana (Hemsl.) H.Rob. & Brettell
- S. crocatus Rydb. = Packera crocata (Rydb.) W.A.Weber & Á.Löve
- S. cronquistii (H.Rob. & Brettell) B.L.Turner & T.M.Barkley = Roldana jurgensenii (Hemsl.) H.Rob. & Brettell
- S. cruentus (Masson ex L'Hér.) DC. = Pericallis cruenta (L'Hér.) Bolle
- S. crymophilus Wedd. = Pentacalia gelida (Wedd.) Cuatrec.
- S. cubensis Greenm. = Antillanthus cubensis (Greenm.) B.Nord.
- S. cucullatus Klatt = Pentacalia caracasana (Klatt) Cuatrec.
- S. cuencanus Hieron. = Aetheolaena cuencana (Hieron.) B.Nord.
- S. culciremyi Cuatrec. = Senecio candidans DC.
- S. culcitioides Sch.Bip. = Senecio comosus var. culcitioides (Sch.Bip.) Cabrera
- S. culcitioides Sch.Bip. ex Wedd. = Senecio comosus var. culcitioides (Sch.Bip.) Cabrera
- S. cupulatus Volkens & Muschl. = Senecio macroglossus DC.
- S. curtophyllus (Klatt) Klatt = Senecio tysonii MacOwan
- S. curvidens Sch.Bip. = Dendrophorbium curvidens (Sch.Bip. ex Klatt) C.Jeffrey
- S. curvidens Sch.Bip. ex Klatt = Dendrophorbium curvidens (Sch.Bip. ex Klatt) C.Jeffrey
- S. curvisquamus (Hand.-Mazz.) = Ligularia curvisquama Hand.-Mazz.
- S. cuspidatus DC. = Senecio montevidensis (Spreng.) Baker
- S. cuzcoensis Cabrera = Pentacalia oronocensis (DC.) Cuatrec.
- S. cyclaminifolius Franch. = Sinosenecio cyclaminifolius (Franch.) B.Nord.
- S. cyclocladus Baker = Senecio canaliculatus DC.
- S. cyclophyllus Greenm. = Packera coahuilensis (Greenm.) C.Jeffrey
- S. cyclotus Bureau & Franch. = Parasenecio cyclotus (Bureau & Franch.) Y.L.Chen
- S. cydoniifolius O.Hoffm. = Solanecio cydoniifolius (O.Hoffm.) C.Jeffrey
- S. cymatocrepis Diels = Synotis alata C.Jeffrey & Y.L.Chen
- S. cymbalaria Pursh = Packera cymbalaria (Pursh) W.A.Weber & Á.Löve
- S. cymbalariifolius (Thunb.) Less. = Senecio hastifolius Less.
- S. cymbalarioides H.Buek = Packera subnuda (DC.) Trock & T.M.Barkley
- S. cymbalarioides Nutt. = Packera streptanthifolia (Greene) W.A.Weber & Á.Löve
- S. cymbulifer W.W.Sm. = Ligularia cymbulifera (W.W.Sm.) Hand.-Mazz.
- S. cynthioides Greene = Packera cynthioides (Greene) W.A.Weber & Á.Löve
- S. cyrenaicus (E.A.Durand & Barratte) Pamp. = Senecio leucanthemifolius subsp. cyrenaicus (E.A.Durand & Barratte) Greuter
- S. czernjaevii Minderova = Tephroseris integrifolia (L.) Holub

### D
- S. dacicus Hodálová & Marhold = Senecio hercynicus subsp. dacicus (Hodálová & Marhold) Greuter
- S. dalei Cotton & Blakelock = Dendrosenecio cheranganiensis subsp. dalei (Cotton & Blakelock) E.B.Knox
- S. danielis Cuatrec. = Pentacalia danielis (Cuatrec.) Cuatrec.
- S. danyausii Hombr. & Jacq. = Senecio patagonicus Hook. & Arn.
- S. dasyphyllus (Gand.) Cuatrec. = Senecio vaginifolius Sch.Bip.
- S. davidii Franch. = Sinacalia davidii (Franch.) H.Koyama
- S. davisii Matthews = Iranecio davisii (Matthews) C.Jeffrey
- S. deaniensis Muschl. = Senecio meyeri-johannis Engl.
- S. debilis Harv. = Senecio infirmus C.Jeffrey
- S. debilis Nutt. = Packera debilis (Nutt.) W.A.Weber & Á.Löve
- S. debilis Phil. = Senecio invalidus C.Jeffrey
- S. decaisnei DC. = Senecio flavus (Decne.) Sch.Bip.
- S. decipiens Benoist = Aetheolaena decipiens (Benoist) B.Nord.
- S. decolor Benoist = Senecio iscoensis Hieron.
- S. decorticans A.Nelson = Senecio lemmonii A.Gray
- S. decorus Greenm. = Senecio callosus Sch.Bip.
- S. degiensis Pic.Serm. = Senecio farinaceus Sch.Bip. ex A.Rich.
- S. dekindtianus Volkens & O.Hoffm. = Senecio pachyrhizus O.Hoffm.
- S. delavayi Franch. = Cremanthodium delavayi (Franch.) Diels ex H.Lév.
- S. delfinii Phil. = Senecio molinae Phil.
- S. delphiniifolius Vahl = Jacobaea delphiniifolia (Vahl) Pelser & Veldkamp
- S. delphiniphyllus H.Lév. = Parasenecio palmatisectus var. palmatisectus
- S. deltophyllus Maxim. = Parasenecio deltophyllus (Maxim.) Y.L.Chen
- S. demissus Phil. = Senecio trifidus Hook. & Arn.
- S. densiflorus M.Martens = Packera glabella (Poir.) C.Jeffrey
- S. densiflorus Wall. ex DC. = Senecio cappa Buch.-Ham. ex D.Don
- S. densus Greene = Packera tridenticulata (Rydb.) W.A.Weber & Á.Löve
- S. denticulatus Engl. = Senecio subsessilis Oliv. & Hiern
- S. denticulatus O.F.Müll. = Senecio vulgaris subsp. denticulatus (O.F.Müll.) P.D.Sell
- S. depressus Hauman = Senecio lorentziella Hicken
- S. dernburgianus Muschl. = Senecio subsessilis Oliv. & Hiern
- S. deserticola Cabrera = Senecio xerophilus Phil.
- S. desertorum Hemsl. = Roldana angulifolia (DC.) H.Rob. & Brettell
- S. desfontainei Druce = Senecio glaucus subsp. coronopifolius (Maire)
- S. desmatus Klatt = Senecio hypargyraeus DC.
- S. dewevrei O.Hoffm. ex T.Durand & De Wild. = Solanecio cydoniifolius (O.Hoffm.) C.Jeffrey
- S. dewildemanianus Muschl. = Senecio transmarinus var. major C.Jeffrey
- S. dianthus Franch. = Synotis erythropappa (Bureau & Franch.) C.Jeffrey & Y.L.Chen
- S. diazii Phil. = Senecio crithmoides Hook. & Arn.
- S. diclinus Wedd. = Chersodoma antennaria (Wedd.) Cabrera
- S. dictionurus Franch. = Ligularia dictyoneura (Franch.) Hand.-Mazz.
- S. dictyophlebius Greenm. = Pentacalia dictyophlebia (Greenm.) Cuatrec.
- S. dictyophyllus Benth. = Roldana reticulata (DC.) H.Rob. & Brettell
- S. didymantha Dunn = Sinacalia davidii (Franch.) H.Koyama
- S. dielsii Domke = Dendrophorbium dielsii C.Jeffrey
- S. dielsii H.Lév. = Cremanthodium coriaceum S.W.Liu
- S. dieterlenii Phillips = Senecio rhomboideus Harv.
- S. difficilis Dufour = Senecio gallicus Vill.
- S. dimorphophyllus Greene = Packera dimorphophylla (Greene) W.A.Weber & Á.Löve var. dimorphophylla
- S. dindondl P.Royen = Papuacalia dindondl (P.Royen) Veldkamp
- S. dinteri Muschl. ex Dinter = Emilia ambifaria (S.Moore) C.Jeffrey
- S. diosmoides Turcz. = Pentacalia peruviana (Pers.) Cuatrec.
- S. diplostephioides Cuatrec. = Pentacalia diplostephioides (Cuatrec.) Cuatrec.
- S. discifolius Oliv. = Emilia discifolia (Oliv.) C.Jeffrey
- S. disciformis Hieron. = Pentacalia disciformis (Hieron.) Cuatrec.
- S. discoideus (Hook.) Britton = Packera pauciflora (Pursh) Á.Löve & D.Löve
- S. discoideus (Maxim.) Franch. = Cremanthodium discoideum Maxim.
- S. discolor (Sw.) Boj. ex DC. = Zemisia discolor (Sw.) B.Nord.
- S. discolor Desf. = Zemisia discolor (Sw.) B.Nord.
- S. dispar A.Nelson = Senecio integerrimus var. exaltatus (Nutt.) Cronquist
- S. disparifolius Cabrera = Senecio subulatus var. subulatus
- S. distinctus Colenso = Brachyglottis perdicioides var. distincta (Colenso) B.Nord.
- S. divaricatus Andrz. = Senecio borysthenicus (DC.) Andrz. ex Czern.
- S. divaricatus L. = Gynura divaricata (L.) DC.
- S. diversidentatus Muschl. = Senecio inornatus DC.
- S. diversifolius A.Rich. = Crassocephalum crepidioides (Benth.) S.Moore
- S. diversifolius Harv. = Senecio subulatus var. salsus (Griseb.) Cabrera
- S. diversifolius Phil. = Senecio subulatus var. subulatus
- S. diversifolius Wall. ex DC. = Senecio raphanifolius Wall. ex DC.
- S. divisorius Cabrera = Pentacalia divisoria (Cabrera) Cuatrec.
- S. dolichopappus O.Hoffm. = Lopholaena dolichopappa (O.Hoffm.) S.Moore
- S. domeykoanus Phil. = Senecio pachyphyllos J.Rémy
- S. donae-annae Phil. = Senecio volckmannii Phil.
- S. donnell-smithii J.M.Coult. = Roldana barba-johannis (DC.) H.Rob. & Brettell
- S. doroniciflorus (DC.) Hook. & Arn. = Senecio albanensis var. doroniciflorus (DC.) Harv.
- S. doroniciflorus DC. = Senecio albanensis var. doroniciflorus (DC.) Harv.
- S. doryotus Hand.-Mazz. = Sinosenecio euosmus (Hand.-Mazz.) B.Nord.
- S. doryphyllus Cuatrec. = Lasiocephalus doryphyllus (Cuatrec.) Cuatrec.
- S. douglasii (ex de Candolle) DC. = Senecio flaccidus var. douglasii (DC.) B.L.Turner & T.M.Barkley
- S. dracunculoides DC. = Senecio burchellii DC.
- S. drakensbergis (Klatt) Klatt = Senecio sandersonii Harv.
- S. drepanophyllus Klatt = Senecio emirnensis subsp. angavonensis (Bojer ex DC.) Humbert
- S. drummondii Babu & S.N.Biswas = Senecio thianschanicus Regel & Schmalh.
- S. dryadeus Sieber ex Spreng. = Senecio garlandii F.Muell. ex Belcher
- S. dryas Dunn = Sinosenecio dryas (Dunn) C.Jeffrey & Y.L.Chen
- S. dubius Ledeb. = Senecio dubitabilis C.Jeffrey & Y.L.Chen
- S. duciformis C.Winkl. = Ligularia duciformis (C.Winkl.) Hand.-Mazz.
- S. ducis-aprutii Chiov. = Crassocephalum ducis-aprutii (Chiov.) S.Moore
- S. duclouxii Dunn = Synotis duclouxii (Dunn) C.Jeffrey & Y.L.Chen
- S. ductoris Piper = Senecio fremontii Torr. & A.Gray
- S. dumosus Phil. = Senecio tricuspidatus Hook. & Arn.
- S. dunensis Dumort. = Jacobaea vulgaris subsp. dunensis (Dumort.) Pelser & Meijden
- S. durandii Klatt = Charadranaetes durandii (Klatt) Janovec & H.Rob.
- S. durbanensis Gand. = Senecio deltoideus Less.
- S. dusenii = Senecio cuneatus Hook.f.
- S. duthiei M.A.Rau = Cacalia pentaloba Hand.-Mazz.
- S. dux C.B.Clarke = Ligularia dux (C.B.Clarke) R.Mathur

### E
- S. earlei Small = Packera anonyma (Alph.Wood) W.A.Weber & Á.Löve
- S. echinatus (L.f.) DC. = Pericallis echinata (L.f.) B.Nord.
- S. ecklonianus DC. = Senecio spiraeifolius Thunb.
- S. ecuadorensis Klatt = Pseudogynoxys sonchoides (Kunth) Cuatrec.
- S. ecuadoriensis Hieron. = Pentacalia myrsinites (Turcz.) Cuatrec.
- S. effusus Mattf. = Crassocephalum effusum (Mattf.) C.Jeffrey
- S. eggersii Hieron. = Pseudogynoxys scabra (Benth.) Cuatrec.
- S. ehrenbergianus Klatt = Roldana ehrenbergiana (Klatt) H.Rob. & Brettell
- S. ekmanii Alain = Antillanthus ekmanii (Alain) B.Nord.
- S. elaeagnifolius Hook.f. = Brachyglottis elaeagnifolia (Hook.f.) B.Nord.
- S. elatus Kunth = Senecio usgorensis Cuatrec.
- S. elegans Thunb. = Senecio arenarius Thunb.
- S. elegans Willd. = Senecio elegans L.
- S. elgonensis Mattf. = Senecio snowdenii Hutch.
- S. elgonensis T.C.E.Fr. = Dendrosenecio elgonensis subsp. elgonensis
- S. elliotii S.Moore = Senecio syringifolius O.Hoffm.
- S. elliottii Torr. & A.Gray = Packera obovata (Muhl. ex Willd.) W.A.Weber & Á.Löve
- S. ellipticifolius Hieron. = Pentacalia ellipticifolia (Hieron.) Cuatrec.
- S. ellipticus DC. = Senecio desiderabilis Vell.
- S. ellsworthii Cuatrec. = Arbelaezaster ellsworthii (Cuatrec.) Cuatrec.
- S. elodes Boiss. ex DC. = Tephroseris elodes (DC.) Holub
- S. elongatus Pursh = Packera obovata (Muhl. ex Willd.) W.A.Weber & Á.Löve
- S. elskensii De Wild. = Solanecio cydoniifolius (O.Hoffm.) C.Jeffrey
- S. emilioides Sch.Bip. = Emilia emilioides (Sch.Bip.) C.Jeffrey
- S. empetroides Cuatrec. = Pentacalia empetroides (Cuatrec.) Cuatrec.
- S. encelia Greene = Packera neomexicana (A.Gray) W.A.Weber & Á.Löve var. neomexicana
- S. encelia J.Rémy = Senecio linariifolius Poepp. ex DC.
- S. engleri Hieron. = Pseudogynoxys engleri (Hieron.) H.Rob. & Cuatrec.
- S. epidendricus Mattf. = Solanecio epidendricus (Mattf.) C.Jeffrey
- S. epidendrus L.O.Williams = Pentacalia epidendra (L.O.Williams) H.Rob. & Cuatrec.
- S. erechthithoides F.Muell. = Senecio papuanus (Lauterb.) Belcher
- S. eremophilus Phil. = Senecio xerophilus Phil.
- S. ericaefolius Benth. = Pentacalia peruviana (Pers.) Cuatrec.
- S. erici-rosenii R.E.Fr. & T.C.E.Fr. = Dendrosenecio erici-rosenii (R.E.Fr. & T.C.E.Fr.) E.B.Knox subsp. erici-rosenii
- S. ericoides Reiche = Senecio miser Hook.f.
- S. erioneuron Cotton = Dendrosenecio adnivalis var. adnivalis
- S. eriophyllus Greenm. = Roldana eriophylla (Greenm.) H.Rob. & Brettell
- S. eriopodus = Sinosenecio eriopodus (Cumm.) C.Jeffrey & Y.L.Chen
- S. eriospermus DC. = Iranecio eriospermus (DC.) C.Jeffrey
- S. erosus Wedd. = Senecio rhizomatus Rusby
- S. erraticus Bertol. = Senecio aquaticus subsp. barbareifolius (Wimm. & Grab.) Walters
- S. erubescens = Jacobaea arnautorum (Velen.) Pelser
- S. ervendbergii Greenm. = Packera tampicana (DC.) C.Jeffrey
- S. esquirolii H.Lév. = Senecio nudicaulis Buch.-Ham. ex D.Don
- S. esquirolii Levl. = Senecio nudicaulis Buch.-Ham. ex D.Don
- S. euosmus Hand.-Mazz. = Sinosenecio euosmus (Hand.-Mazz.) B.Nord.
- S. eupapposus (Cufod.) = Kleinia squarrosa Cufod.
- S. eurycephalus Torr. & A.Gray = Packera eurycephala (Torr. & A.Gray ex Torr. & A.Gray) W.A.Weber & Á.Löve
- S. eurycephalus Torr. & A.Gray ex A.Gray = Packera eurycephala (Torr. & A.Gray ex A.Gray) W.A.Weber & Á.Löve var. eurycephala
- S. euryphyllus C.Winkl. = Ligularia euryphylla (C.Winkl.) Hand.-Mazz.
- S. eurypterus Greenm. = Packera neomexicana (A.Gray) W.A.Weber & Á.Löve var. neomexicana
- S. euxinus Minderova = Senecio leucanthemifolius subsp. vernalis (Waldst. & Kit.) Greuter
- S. evansii N.E.Br. = Heteromma decurrens (DC.) O.Hoffm.
- S. exaltatus Nutt. = Senecio integerrimus var. exaltatus (Nutt.) Cronquist
- S. exilis Blanche ex Boiss. = Senecio blanchei Soldano
- S. exilis Hombr. & Jacquinot = Senecio patagonicus Hook. & Arn.
- S. expansus Harv. = Senecio anapetes C.Jeffrey
- S. exsertiflorus Baker = Senecio syringifolius O.Hoffm.
- S. exsertus Sch.Bip. = Humbertacalia racemosa (DC.) C.Jeffrey
- S. exsquameus Brot. = Senecio gallicus Vill.

### F
- S. fadyenii Griseb. = Odontocline fadyenii  (Griseb.) B.Nord.
- S. falklandicus Hook.f. = Senecio littoralis Gaudich.
- S. fastigiaticephalus Cabrera = Dendrophorbium fastigiaticephalum (Cabrera) C.Jeffrey
- S. fastigiatus Nutt. = Packera macounii (Greene) W.A.Weber & Á.Löve
- S. favillosus Cuatrec. = Pentacalia favillosa (Cuatrec.) Cuatrec.
- S. fedifolius Rydb. = Packera debilis (Nutt.) W.A.Weber & Á.Löve
- S. fendleri A.Gray = Packera fendleri (A.Gray) W.A.Weber & Á.Löve
- S. fernaldii Greenm. = Packera cymbalaria (Pursh) W.A.Weber & Á.Löve
- S. fernandezi Phil. = Senecio molinae Phil.
- S. feuillei Phil. = Senecio gilliesianus Hieron.
- S. fiebrigianus Cabrera = Senecio clivicolus Wedd.
- S. filicalyculatus Cuatrec. = Pseudogynoxys filicalyculata (Cuatrec.) Cuatrec
- S. filicifolius Greenm. = Senecio flaccidus var. monoensis (Greene) B.L.Turner & T.M.Barkley
- S. filifolius Harv. = Senecio mitophyllus C.Jeffrey
- S. firmipes Greenm. = Pentacalia firmipes (Greenm.) Cuatrec.
- S. flavulus Greene = Packera pseudaurea var. flavula (Greene) Trock & T.M.Barkley
- S. flettii Wiegand = Packera flettii (Wiegand) W.A.Weber & Á.Löve
- S. flocciferus DC. = Malacothrix floccifera (DC.) S.F.Blake
- S. flocculidens Sch.Bip. ex Wedd. = Pentacalia flocculidens (Sch.Bip. ex Wedd.) Cuatrec.
- S. floresiorum B.L.Turner = Roldana floresiorum (B.L.Turner) B.L.Turner
- S. floribundus (Kunth) Sch.Bip. = Vernonia floribunda Kunth
- S. floscosus Britton = Pentacalia floccosa (Britton) Cuatrec.
- S. flosfragrans Cuatrec. = Pentacalia flosfragrans (Cuatrec.) Cuatrec.
- S. foetidus Howell = Senecio hydrophiloides Rydb.
- S. foliosus Salzm. ex DC. = Jacobaea vulgaris Gaertn.
- S. formosus Kunth = Senecio wedglacialis Cuatrec.
- S. fosbergii Cuatrec. = Talamancalia fosbergii (Cuatrec.) B.Nord.
- S. freemanii Britton & Greenm. = Pentacalia freemanii (Britton & Greenm.) Cuatrec.
- S. frigidus (Richardson) Less. = Tephroseris frigida (Richardson) Holub
- S. fuertesii Urb. = Elekmania fuertesii (Urb.) B.Nord.
- S. fulgens (Hook.f.) G.Nicholson = Kleinia fulgens Hook.f.
- S. fulgens Rydb. = Packera streptanthifolia (Greene) W.A.Weber & Á.Löve

### G
- S. gabonicus Oliv. & Hiern = Solanecio angulatus (Vahl) C.Jeffrey
- S. gaffatensis Vatke = Senecio aegyptius var. discoideus Boiss.
- S. galicianus McVaugh = Roldana galiciana (McVaugh) H.Rob. & Brettell
- S. gallerandianus Coss. & Durieu = Jacobaea gallerandiana (Coss. & Durieu) Pelser
- S. galpinii (Hook.f.) = Kleinia galpinii Hook.f.
- S. galpinii (Hook.f.) Hook.f. = Kleinia galpinii Hook.f.
- S. ganderi T.M.Barkley & R.M.Beauch. = Packera ganderi (T.M.Barkley & R.M.Beauch.) W.A.Weber & Á.Löve
- S. gandin P.Royen = Papuacalia gandin (P.Royen) Veldkamp
- S. ganpinensis Vaniot = Senecio nemorensis L.
- S. gardneri Cotton = Dendrosenecio elgonensis subsp. barbatipes (Hedberg) E.B.Knox
- S. gargantanus (Cuatrec.) Cuatrec. = Lasiocephalus gargantanus (Cuatrec.) Cuatrec.
- S. garnieri Klatt = Senecio erechtitioides Baker
- S. gaspensis Greenm. = Packera paupercula (Michx.) Á.Löve & D.Löve
- S. gaudinii Gremli = Tephroseris longifolia subsp. gaudinii (Gremli) Kerguélen
- S. geissei Phil. = Senecio proteus J.Rémy
- S. gelidus Wedd. = Pentacalia gelida (Wedd.) Cuatrec.
- S. gentilianus Vaniot = Senecio wightii (DC. ex Wight) Benth. ex C.B.Clarke
- S. genuflexus Greenm. = Pentacalia genuflexa (Greenm.) Cuatrec.
- S. georgii Endl. = Brachyglottis repanda J.R.Forst. & G.Forst.
- S. gerardii = Senecio provincialis (L.) Druce
- S. germanicus Wallr. = Senecio nemorensis subsp. jacquinianus Čelak.
- S. germinatus Kirk = Traversia baccharoides Hook.f.
- S. gesnerifolius B.L.Turner = Roldana gesneriifolia C.Jeffrey
- S. gesnerifolius Cuatrec. = Dendrophorbium gesnerifolium (Cuatrec.) B.Nord.
- S. ghiesbreghtii hort.hal. ex Regel = Telanthophora grandifolia (Less.) H.Rob. & Brettell
- S. gibbiflorus Cuatrec. = Pentacalia gibbiflora (Cuatrec.) Cuatrec.
- S. gibbonsii Greene = Senecio triangularis Hook.
- S. gibbosus (Guss.) DC. = Jacobaea gibbosa (Guss.) B.Nord. & Greuter
- S. gibraltaricus Rouy = Senecio lopezii Boiss.
- S. giganteus Desf. = Jacobaea gigantea (Desf.) Pelser
- S. gigas Vatke = Solanecio gigas (Vatke) C.Jeffrey
- S. gilgii Greenm. = Roldana gilgii (Greenm.) H.Rob. & Brettell
- S. gilliesii Phil. = Senecio gilliesianus Hieron.
- S. gilvus Phil. = Senecio gnidioides Phil.
- S. ginesii Cuatrec. = Senecio cineraria DC.
- S. giorgii De Wild. = Solanecio cydoniifolius (O.Hoffm.) C.Jeffrey
- S. glabellus Poir. = Packera glabella (Poir.) C.Jeffrey
- S. glabellus Turcz. ex DC. = Tephroseris praticola (Schischk. & Serg.) Holub
- S. glaber Ucria = Senecio squalidus L.
- S. glaberrimus (Rochel) Simonk. = Senecio doronicum subsp. transylvanicus (Boiss.) Nyman
- S. glacialis (Meyen & Walp.) Cuatrec. = Senecio candollii Wedd.
- S. glacialis Marcow. = Senecio leucanthemifolius subsp. caucasicus (DC.) Greuter
- S. glacialis Wedd. = Senecio candollii Wedd.
- S. glanduloso-hirtellus Reiche = Senecio coquimbensis Phil.
- S. glandulosus (DC.) Sch.Bip. = Senecio campylocarpus I.Thomps.
- S. glandulosus Don ex Hook. & Arn. = Senecio campylocarpus I.Thomps.
- S. glareosus Sch.Bip. = Senecio pflanzii (Perkins) Cuatrec.
- S. glastifolius Hook.f. = Brachyglottis kirkii (Kirk) C.J.Webb
- S. glaucescens DC. = Senecio achilleifolius DC.
- S. glaucescens Rydb. = Senecio lugens Richardson
- S. glauciifolius Rydb. = Senecio eremophilus Richardson var. eremophilus
- S. globiger = Senecio globiger var. globiger
- S. glochidiatus Prokh. = Crepis pannonica (Jacq.) K.Koch
- S. glomeratus Jeffrey = Synotis glomerata (Jeffrey) C.Jeffrey & Y.L.Chen
- S. glossophyllus Mattf. = Papuacalia glossophylla (Mattf.) Veldkamp
- S. glumaceus Dunn = Synotis erythropappa (Bureau & Franch.) C.Jeffrey & Y.L.Chen
- S. glutinosus E.Mey. = Senecio glutinarius DC.
- S. gnaphalioides Sieber = Jacobaea gnaphalioides (Sieber ex Spreng.) Veldkamp
- S. gnaphalioides Sieber ex Spreng. = Jacobaea gnaphalioides (Sieber ex Spreng.) Veldkamp
- S. godmanii Hemsl. = Senecio doratophyllus Benth.
- S. goetzenii O.Hoffm. = Solanecio goetzei (O.Hoffm.) C.Jeffrey
- S. gomereus Kuntze = Pericallis steetzii (Bolle) B.Nord.
- S. gonzaleziae B.L.Turner = Roldana gonzaleziae (B.L.Turner) B.L.Turner
- S. goodianus Hand.-Mazz. = Sinosenecio hederifolius (Dummer) B.Nord.
- S. goodspeedii Cuatrec. = Dendrophorbium goodspeedii (Cuatrec.) H.Beltrán
- S. goringensis Hemsl. = Cremanthodium ellisii var. ellisii
- S. goyazensis (Gardner) Cabrera = Erechtites goyazensis (Gardner) Cabrera
- S. goyazensis Gardner = Erechtites goyazensis (Gardner) Cabrera
- S. gracilis Arn. = Senecio zeylanicus DC.
- S. gracilis Pursh = Packera aurea (L.) Á.Löve & D.Löve
- S. graciliserra Mattf. = Senecio lelyi Hutch.
- S. gracillimus C.Winkl. = Tephroseris palustris (L.) Rchb.
- S. grahamii Benth. = Roldana barba-johannis (DC.) H.Rob. & Brettell
- S. grahamii Hook.f. = Senecio bombayensis N.P.Balakr.
- S. graminicolus C.A.Sm. = Senecio retrorsus DC.
- S. graminifolius Jacq. = Senecio chrysocoma Meerb.
- S. graminifolius Phil. = Senecio chrysocoma Meerb.
- S. grandidentatus Ledeb. = Jacobaea erucifolia subsp. arenaria (Soó) B.Nord. & Greuter
- S. grandiflorus (DC.) = Kleinia grandiflora (wallich ex DC.) N.Rani
- S. grandiflorus Hoffmanns. & Link = Senecio lopezii Boiss.
- S. gransabanensis Aristeg. = Pentacalia freemanii (Britton & Greenm.) Cuatrec.
- S. graveolens Wedd. = Senecio nutans Sch.Bip.
- S. greenei A.Gray = Packera greenei (A.Gray) W.A.Weber & Á.Löve
- S. greenmanianus Hieron. = Pentacalia greenmaniana (Hieron.) Cuatrec.
- S. greggii Rydb. = Senecio tampicanus DC.
- S. gregori (S.Moore) = Kleinia gregorii (S.Moore) C.Jeffrey
- S. greyi Hook.f. = Brachyglottis greyi (Hook.f.) B.Nord.
- S. grimesii B.L.Turner = Roldana grimesii (B.L.Turner) C.Jeffrey
- S. gruenerii Cabrera = Senecio trichocodon Baker
- S. guadalupe Cuatrec. = Pentacalia guadalupe (Cuatrec.) Cuatrec.
- S. guantivanus Cuatrec. = Pentacalia pulchella (Kunth) Cuatrec.
- S. guatimalensis Sch.Bip. = Senecio doratophyllus Benth.
- S. guayacanensis Phil. = Senecio aristianus J.Rémy
- S. guicanensis Cuatrec. = Pentacalia guicanensis (Cuatrec.) Cuatrec.
- S. gunnisii Baker = Kleinia pendula (Forssk.) DC.
- S. gwinnerianus Muschl. = Senecio transmarinus var. virungae C.Jeffrey
- S. gyirongensis Y.L.Chen & K.Y.Pan = Senecio biligulatus W.W.Sm.
- S. gynuroides S.Moore = Crassocephalum ducis-aprutii (Chiov.) S.Moore
- S. gynuropsis Muschl. = Crassocephalum ducis-aprutii (Chiov.) S.Moore
- S. gypsophilus Phil. = Senecio isatidioides
- S. gyrophyllus Klatt = Senecio macrocephalus DC.

### H
- S. haastii Hook.f. = Brachyglottis haastii (Hook.f.) B.Nord.
- S. hachanus Cuatrec. = Pentacalia hachana (Cuatrec.) Cuatrec.
- S. hadrosomus Svent. = Pericallis hadrosoma (Svent.) B.Nord.
- S. hageniae R.E.Fr. = Senecio maranguensis O.Hoffm.
- S. hainanensis = Sinosenecio hainanensis (C.C.Chang & Y.Q.Tseng) C.Jeffrey & Y.L.Chen
- S. haitiensis Krug & Urb. = Elekmania haitiensis (Krug & Urb.) B.Nord.
- S. hakeaefolius Hook. & Arn. = Senecio viscosissimus Colla
- S. hakeifolius Bertero ex DC. = Senecio hakeifolius var. hakeifolius
- S. halleri Dandy = Jacobaea uniflora (All.) Veldkamp
- S. hallii Britton = Packera cana (Hook.) W.A.Weber & Á.Löve
- S. handelianus B.Nord. = Synotis fulvipes (Ling) C.Jeffrey & Y.L.Chen
- S. hansenii G.Kunkel = Pericallis hansenii (G.Kunkel) Sunding
- S. haplogynus F.Muell. = Arrhenechthites haplogyna (F.Muell.) Mattf.
- S. harbourii Rydb. = Packera cana (Hook.) W.A.Weber & Á.Löve
- S. harfordii Greenm. = Packera bolanderi var. harfordii (Greenm.) Trock & T.M.Barkley
- S. harrietae Cuatrec. = Pentacalia harrietae (Cuatrec.) Cuatrec.
- S. hartianus A.Heller = Packera hartiana W.A.Weber & Á.Löve
- S. hartmanii Greenm. = Packera neomexicana (A.Gray) W.A.Weber & Á.Löve
- S. harveianus MacOwan = Senecio inaequidens DC.
- S. hastatus Bong. = Senecio oleosus Vell.
- S. hastulatus L. = Senecio hastatus L.
- S. haughtii Cuatrec. = Pentacalia haughtii (Cuatrec.) Cuatrec.
- S. hauthalii Kuntze = Senecio desideratus DC.
- S. hectorii Buchanan = Brachyglottis hectori (Buchanan) B.Nord.
- S. hederifolius Hemsl. = Roldana hederifolia (Hemsl.) H.Rob. & Brettell
- S. hederoides Greenm. = Roldana oaxacana (Hemsl.) H.Rob. & Brettell
- S. heimii Humbert = Hubertia heimii C.Jeffrey
- S. heldreichii Boiss. = Tephroseris integrifolia (L.) Holub
- S. helenitis (L.) Schinz & Thell. = Tephroseris helenitis (L.) B.Nord.
- S. helianthoides Phil. = Senecio prenanthifolius Phil.
- S. helianthus Franch. = Cremanthodium helianthus (Franch.) W.W.Sm.
- S. heliophytoides Phil. = Senecio linariifolius Poepp. ex DC.
- S. henrici Vaniot = Senecio asperifolius Franch.
- S. henryi = Sinacalia tangutica (Maxim.) B.Nord.
- S. heracleifolius Hemsl. = Roldana heracleifolia (Hemsl.) H.Rob. & Brettell
- S. herborgii Soldano & al. = Senecio nemorensis subsp. glabratus (Herborg) Oberpr.
- S. heritieri DC. = Pericallis lanata (L'Hér.) B.Nord.
- S. hermosae Pit. = Bethencourtia hermosae (Pit.) G.Kunkel
- S. herzogii Beauverd ex Herzog = Pentacalia herzogii (Cabrera) Cuatrec.
- S. herzogii Cabrera = Pentacalia herzogii (Cabrera) Cuatrec.
- S. hesperius Greene = Packera hesperia (Greene) W.A.Weber & Á.Löve
- S. heteroclinius DC. = Senecio abruptus Thunb.
- S. heterodoxus Greene ex Rydb. = Packera dimorphophylla (Greene) W.A.Weber & Á.Löve var. dimorphophylla
- S. heterogamus (Benth. ex Benth.) Hemsl. = Roldana heterogama H.Rob. & Brettell
- S. heteroideus Klatt = Roldana heteroidea (Klatt) H.Rob. & Brettell
- S. heteromorphus = Crassocephalum radiatum S.Moore
- S. heteromorphus Hutch. & B.L.Burtt = Crassocephalum radiatum S.Moore
- S. heterophyllus Colenso = Senecio minimus Poir.
- S. heterophyllus DC. = Senecio pilquensis H.Buek
- S. heuffelii Hoppe & Fürnr. = Tephroseris papposa (Rchb.) Schur
- S. hibernus Makino = Senecio scandens var. scandens
- S. hieraciifolius L. = Erechtites hieraciifolius (L.) Raf. ex DC.
- S. hieraciiformis Kom. = Tephroseris hieraciiformis (Kom.) Czerep.
- S. hillii Greenm. = Pentacalia hillii (Greenm.) Cuatrec.
- S. himalayensis Franch. = Cremanthodium pinnatifidum Benth.
- S. himalayensis Mukerjee = Cacalia pentaloba Hand.-Mazz.
- S. hindsii Benth. = Senecio scandens var. scandens
- S. hindukushensis Kitam. = Senecio krascheninnikovii Schischk.
- S. hirsuticaulis Greenm. = Roldana hirsuticaulis (Greenm.) Funston
- S. hirthii Phil. = Senecio philippii Sch.Bip. ex Wedd.
- S. hispidulus A.Cunn. = Senecio scaberulus (Hook.f.) D.G.Drury
- S. hitchcockii Cuatrec. = Pentacalia hitchcockii (Cuatrec.) Cuatrec.
- S. hockii De Wild. & Muschl. = Emilia hockii (De Wild. & Muschl.) C.Jeffrey
- S. hoffmannianus Muschl. = Emilia discifolia (Oliv.) C.Jeffrey
- S. hoffmannii Klatt = Pseudogynoxys cummingii H.Rob. & Cuatrec.
- S. hohenackeri Hook.f. = Senecio madrasensis C.Jeffrey
- S. hollermayeri Cabrera = Senecio chionophilus Phil.
- S. hollickii Britton ex Greenm. = Odontocline hollickii (Britton ex Greenm.) B.Nord.
- S. holmii Greene = Senecio amplectens var. holmii (Greene) H.D.Harr.
- S. holophyllus J.Rémy = Senecio laevicaulis DC.
- S. homblei De Wild. = Emilia homblei (De Wild.) C.Jeffrey
- S. homogyniphyllus = Sinosenecio homogyniphyllus (Cumm.) B.Nord.
- S. hookeri Torr. & A.Gray = Senecio integerrimus var. exaltatus (Nutt.) Cronquist
- S. hookerianus H.Jacobsen = Kleinia fulgens Hook.f.
- S. hotteanus Urb. & Ekman = Nesampelos hotteana (Urb. & Ekman) B.Nord.
- S. howellii Greene = Packera cana (Hook.) W.A.Weber & Á.Löve
- S. huachucanus A.Gray = Senecio multidentatus var. huachucanus (A.Gray) T.M.Barkley
- S. huallaganus Cuatrec. = Pentacalia huallagana (Cuatrec.) Cuatrec.
- S. huamaliensis Cabrera = Pentacalia huamaliensis (Cabrera) Cuatrec.
- S. huanuconus Cuatrec. = Gynoxys huanucona (Cuatrec.) Cuatrec.
- S. hugonis S.Moore = Synotis nagensium (C.B.Clarke) C.Jeffrey & Y.L.Chen
- S. hui = Synotis hieraciifolia (H.Lév.) C.Jeffrey & Y.L.Chen
- S. huilensis Cuatrec. = Pentacalia huilensis (Cuatrec.) Cuatrec.
- S. humblotii Klatt = Hubertia humblotii (Klatt) C.Jeffrey
- S. humboldtianus DC. = Barkleyanthus salicifolius (Kunth) H.Rob. & Brettell
- S. humilis Desf. = Senecio leucanthemifolius Poir.
- S. humphreysii R.D.Good = Senecio ×pirottae Chiov.
- S. hunanensis Hand.-Mazz. = Synotis fulvipes (Ling) C.Jeffrey & Y.L.Chen
- S. huntii F.Muell. = Brachyglottis huntii (F.Muell.) B.Nord.
- S. hybridus (Willd.) Hort. ex Regel = Pericallis hybrida (Regel) B.Nord.
- S. hygrophilus Cuatrec. = Senecio burkartii Cabrera
- S. hygrophilus Klatt = Cineraria anampoza f. hygrophila (Klatt) Cron
- S. hygrophilus R.A.Dyer & C.A.Sm. = Senecio humidanus C.Jeffrey
- S. hyperborealis Greenm. = Packera hyperborealis (Greenm.) Á.Löve & D.Löve
- S. hypochionaeus Boiss. = Iranecio hypochionaeus (Boiss.) C.Jeffrey
- S. hypoleucus Muschl. = Dendrosenecio adnivalis subsp. friesiorum (Mildbr.) E.B.Knox
- S. hypomalacus Greenm. = Roldana oaxacana (Hemsl.) H.Rob. & Brettell
- S. hypomallus Benoist = Aetheolaena heterophylla (Turcz.) B.Nord.
- S. hypotrichus Greenm. = Packera coahuilensis (Greenm.) C.Jeffrey
- S. hypsophilus Phil. = Senecio aspericaulis J.Rémy

### I
- S. idahoensis Rydb. = Packera indecora (Greene) Á.Löve & D.Löve
- S. imbricatus Greene = Senecio lugens Richardson
- S. incae Phil. = Senecio uspallatensis Hook. & Arn.
- S. incaicus Cuatrec. = Senecio infernalis Cabrera
- S. incanus L. = Jacobaea incana (L.) Veldkamp
- S. incognitus Cabrera = Senecio madagascariensis Poir.
- S. incurvus A.Nelson = Senecio spartioides Torr. & A.Gray
- S. indecorus Greene = Packera indecora (Greene) Á.Löve & D.Löve
- S. ingens Benoist = Dendrophorbium ingens (Benoist) B.Nord.
- S. innovans Klatt = Senecio subulatus var. subulatus
- S. integrifolius (L.) Clairv. = Tephroseris integrifolia (L.) Holub
- S. inutilis Speg. = Senecio bracteolatus Hook. & Arn.
- S. invenustus Greene = Senecio fremontii var. blitoides (Greene) Cronquist
- S. ionophyllus Greene = Packera ionophylla (Greene) W.A.Weber & Á.Löve
- S. iosensis  = Senecio sulcicalyx Baker
- S. irregularis Phil. = Senecio bahioides Hook. & Arn.

### J
- S. jacobaea L.= Jacobaea vulgaris Gaertn.
- S. jalcanus Cuatrec. = Pentacalia jalcana (Cuatrec.) Cuatrec.
- S. jamesonii Spruce ex Klatt = Pseudogynoxys sonchoides (Kunth) Cuatrec.
- S. jelskii  = Pentacalia jelskii (Hieron.) Cuatrec.
- S. jodopappus Hieron. = Chersodoma jodopappa
- S. jonesii Rydb. = Packera streptanthifolia (Greene) W.A.Weber & Á.Löve
- S. juanisernii Cuatrec. = Chersodoma juanisernii (Cuatrec.) Cuatrec.
- S. juncalensis Phil. = Senecio chrysolepis Phil.
- S. jussieui Klatt = Pseudogynoxys cordifolia (Cass.) Cabrera

### K
- S. kleinia (L.)Less = Kleinia neriifolia Haw.
- S. kjellmanii A.E.Porsild = Tephroseris kjellmanii (A.E.Porsild) Holub
- S. klugii Greenm. = Pentacalia reflexa (Kunth) Cuatrec.
- S. krukoffii Cuatrec. = Dendrophorbium krukoffii (Cuatrec.) C.Jeffrey
- S. kuekenthalii Urb. & Ekman = Elekmania kuekenthalii (Urb. & Ekman) B.Nord.
- S. kunthianus Wall. ex DC. = Synotis kunthiana (Wall. ex DC.) C.Jeffrey & Y.L.Chen

### L
- S. labordei Vaniot = Ligularia dentata (A.Gray) Hara
- S. lacarensis Phil. = Senecio linariifolius Poepp. ex DC.
- S. lachnorhizus O.Hoffm. = Senecio coronatus (Thunb.) Harv.
- S. laciniatus Bertol. = Senecio squalidus subsp. rupestris (Waldst. & Kit.) Greuter
- S. laciniatus Kunth = Dorobaea laciniata B.Nord. & Pruski
- S. laciniosus Phil. = Senecio pentaphyllus Phil.
- S. lactucella Sessé & Moc. = Packera bellidifolia (Kunth) W.A.Weber & Á.Löve
- S. lactucoides Klatt = Erechtites valerianifolia (Link ex Wolf) Less. ex DC.
- S. laderoi = Senecio doria subsp. laderoi (Pérez Morales & al.) Blanca
- S. laderoi Pérez Morales & al. = Senecio doria subsp. laderoi (Pérez Morales & al.) Blanca
- S. laetevirens V.M.Badillo = Pentacalia badilloi (Cuatrec.) Cuatrec.
- S. laetiflorus Greene = Packera streptanthifolia (Greene) W.A.Weber & Á.Löve
- S. laetus Edgew. = Senecio analogus DC.
- S. lagopus Raoul = Brachyglottis lagopus (Raoul) B.Nord.
- S. lagotis W.W.Sm. = Ligularia virgaurea (Maxim.) Mattf. ex Rehder & Kobuski
- S. lamarum Diels ex H.Limpr. = Ligularia lamarum (Diels ex H.Limpr.) C.C.Chang
- S. lampsanaefolius Baker = Hubertia lampsanifolia C.Jeffrey
- S. lampsanoides DC. = Caucasalia parviflora (M.Bieb.) B.Nord.
- S. lanatus (Kunth) Burm. ex DC. = Pentacalia ledifolia (Kunth) Cuatrec.
- S. lanatus Scop. = Senecio scopolii Hoppe & Hornsch.
- S. lanatus Thunb. = Oresbia heterocarpa Cron & B.Nord.
- S. lanceolatus (Lam.) Gren. = Tephroseris helenitis (L.) B.Nord.
- S. lanceolatus Torr. & A.Gray = Senecio serra Hook. var. serra
- S. lanceolifolius Cuatrec. = Pentacalia lanceolifolia (Cuatrec.) Cuatrec.
- S. lancifolius Turcz. = Senecio pellucidus DC.
- S. langlassei Greenm. = Roldana langlassei (Greenm.) H.Rob. & Brettell
- S. lankongensis Franch. = Ligularia lankongensis (Franch.) Hand.-Mazz.
- S. lanuginosus D.Don = Senecio donianus Hook. & Arn.
- S. lanuriensis De Wild. = Senecio transmarinus var. transmarinus
- S. lapathifolius Franch. = Ligularia lapathifolia (Franch.) Hand.-Mazz.
- S. lapathifolius Greene = Senecio crassulus A.Gray
- S. lapeyrousii Rothm. = Tephroseris helenitis (L.) B.Nord.
- S. laramiensis A.Nelson = Packera cana (Hook.) W.A.Weber & Á.Löve
- S. lasiorhizoides Sch.Bip. = Senecio coronatus (Thunb.) Harv.
- S. lasiorhizus DC. = Senecio coronatus (Thunb.) Harv.
- S. latealatopetiolatus De Wild. = Senecio subsessilis Oliv. & Hiern
- S. lathyroides Greene = Senecio flaccidus var. monoensis (Greene) B.L.Turner & T.M.Barkley
- S. laticostatus Belcher = Senecio glomeratus subsp. longifructus I.Thomps.
- S. latifolius Banks & Sol. ex Hook.f. = Senecio rufiglandulosus Colenso
- S. latihastatus W.W.Sm. = Ligularia latihastata (W.W.Sm.) Hand.-Mazz.
- S. latipes Franch. = Parasenecio latipes (Franch.) Y.L.Chen
- S. latouchei Jeffrey = Sinosenecio latouchei (Jeffrey) B.Nord.
- S. latus Rydb. = Senecio sphaerocephalus Greene
- S. launayaefolius O.Hoffm. = Senecio paucicalyculatus Klatt
- S. laurifolius Kunth = Gynoxys laurifolia (Kunth) Cass.
- S. lavandulifolius Wall ex DC. = Pseudojacobaea lavandulifolius (Wall. ex DC.) R.Mathur
- S. lawii C.B.Clarke = Senecio dalzellii C.B.Clarke
- S. laxiflorus Viv. = Senecio glaucus subsp. coronopifolius (Maire)
- S. laxifolius Buchanan = Brachyglottis laxifolia (Buchanan) B.Nord.
- S. layneae Greene = Packera layneae (Greene) W.A.Weber & Á.Löve
- S. lazicus Boiss. & Balansa = Iranecio lazicus (Boiss. & Balansa) C.Jeffrey
- S. lebrunei H.Lév. = Senecio asperifolius Franch.
- S. leclerei H.Lév. = Parasenecio koualapensis (Franch.) Y.L.Chen
- S. ledebourii Sch.Bip. = Ligularia macrophylla (Ledeb.) DC.
- S. ledifolius (Kunth) DC. = Pentacalia ledifolia (Kunth) Cuatrec.
- S. lehmannii Hieron. = Pentacalia ledifolia subsp. lehmannii (Hieron.) Cuatrec.
- S. leibergii Greene = Senecio integerrimus var. ochroleucus (A.Gray) Cronquist
- S. leiocarpus DC. = Senecio albanensis DC. var. albanensis
- S. leioclados Cuatrec. = Pentacalia leioclada (Cuatrec.) Cuatrec.
- S. lemberti Greene = Packera pauciflora (Pursh) Á.Löve & D.Löve
- S. lemuricus Humbert = Crassocephalum lemuricum (Humbert) Humbert
- S. lentior (S.Moore) S.Moore = Senecio eenii (S.Moore) Merxm.
- S. leonardi Rydb. = Packera streptanthifolia (Greene) W.A.Weber & Á.Löve
- S. leptanthus Phil. = Erechtites leptanthus (Phil.) Cabrera
- S. leptolepis Greene = Senecio aronicoides DC.
- S. leucanthemifolius Phil. = Senecio santiagoensis Kuntze
- S. leucanthemus Dunn = Parasenecio ainsliiflorus (Franch.) Y.L.Chen
- S. leucanthothamnus Humbert = Hubertia leucanthothamnus C.Jeffrey
- S. leucocephalus Franch. = Parasenecio leucocephalus (Franch.) Y.L.Chen
- S. leucocrinus Greene = Packera macounii (Greene) W.A.Weber & Á.Löve
- S. leucomallus Phil. = Senecio maulinus Reiche
- S. leucopappus (DC.) Bojer ex Humbert = Humbertacalia leucopappa (Boj. ex DC.) C.Jeffrey
- S. leucophyllus DC. = Jacobaea leucophylla (DC.) Pelser
- S. leucoreus Greenm. = Packera multilobata (Torr. & A.Gray ex A.Gray) W.A.Weber & Á.Löve
- S. leveillei Vaniot = Ligularia leveillei (Vaniot) Hand.-Mazz.
- S. levingii C.B.Clarke = Cacalia levingii (C.B.Clarke) R.Mathur
- S. lewisrosei J.T.Howell = Packera eurycephala var. lewisrosei (J.T.Howell) J.F.Bain
- S. liabifolius Rusby = Dendrophorbium curvidens (Sch.Bip. ex Klatt) C.Jeffrey
- S. liatroides C.Winkl. = Ligularia liatroides (C.Winkl.) Hand.-Mazz.
- S. lichtensteinensis Dinter = Senecio burchellii DC.
- S. ligularia Hook.f. = Ligularia fischeri (Ledeb.) Turcz.
- S. ligularioides Hand.-Mazz. = Sinosenecio ligularioides (Hand.-Mazz.) B.Nord.
- S. ligulifolius Greene = Packera macounii (Greene) W.A.Weber & Á.Löve
- S. limbardioides Hook. & Arn. = Senecio paucidentatus DC.
- S. limonius Phil. = Senecio buglossus Phil.
- S. limosus O.Hoffm. = Emilia limosa (O.Hoffm.) C.Jeffrey
- S. limprichtii Diels ex H.Limpr. = Ligularia limprichtii (Diels ex H.Limpr.) Hand.-Mazz.
- S. lindenii Sch.Bip. ex Wedd. = Pentacalia lindenii (Sch.Bip. ex Wedd.) Cuatrec.
- S. lindstroemii (Ostenf.) A.E.Porsild = Tephroseris lindstroemii (Ostenf.) Á.Löve & D.Löve
- S. lineolatus DC. = Roldana sinuata B.L.Turner
- S. lingulatus (Schltdl.) Cuatrec. = Lasiocephalus lingulatus Schltdl.
- S. linifoliaster G.López = Senecio nevadensis subsp. malacitanus (Huter) Greuter
- S. linifolius (L.) L. = Senecio nevadensis subsp. malacitanus (Huter) Greuter
- S. lipskyi Lomak. = Iranecio lipskyi (Lomak.) C.Jeffrey
- S. litardierei (Rouy) P.Fourn. = Senecio lividus L.
- S. littoralis J.Rémy = Senecio vaginatus Hook. & Arn.
- S. littoralis Poepp. ex DC. = Senecio planiflorus Kunze ex Cabrera
- S. litvinovii Schischk. = Senecio cannabifolius var. integrifolius (Koidz.) Kitam.
- S. lividivulgaris Lojac. = Senecio lividus L.
- S. llewelynii Cuatrec. = Dendrophorbium llewelynii (Cuatrec.) H.Beltrán
- S. lloensis Hieron. = Dendrophorbium lloense (Hieron. ex Sodiro) C.Jeffrey
- S. lobatus Pers. = Packera glabella (Poir.) C.Jeffrey
- S. loeseneri Hieron. = Lasiocephalus loeseneri (Hieron.) Cuatrec.
- S. loesneri Hieron. = Aetheolaena loesneri (Hieron.) B.Nord.
- S. lonchophyllus Hand.-Mazz. = Synotis hieraciifolia (H.Lév.) C.Jeffrey & Y.L.Chen
- S. longeligulatus De Wild. = Dendrosenecio erici-rosenii (R.E.Fr. & T.C.E.Fr.) E.B.Knox subsp. erici-rosenii
- S. longeligulatus H.Lév. & Vaniot = Tephroseris flammea (Turcz. ex DC.) Holub
- S. longepenicillatus Sch.Bip. ex Sandwith = Lasiocephalus longipenicillatus (Sch.Bip. ex Sandwith) Cuatrec.
- S. longiflorus (DC.) Sch.Bip. = Kleinia longiflora DC.
- S. longifolius (Jacq.) Dalla Torre = Tephroseris longifolia (Jacq.) Griseb. & Schenk
- S. longifolius L. = Senecio nevadensis subsp. malacitanus (Huter) Greuter
- S. longipedunculatus Dinter = Senecio maydae Merxm.
- S. longipedunculatus Halácsy = Senecio macedonicus Griseb.
- S. longipes Baker = Kleinia grantii (Oliv. & Hiern) Hook.f.
- S. longipes Hook.f. = Senecio tricuspidatus Hook. & Arn.
- S. longipetalus Sennen = Senecio doronicum (L.) L.
- S. longipetiolatus Rydb. = Packera streptanthifolia (Greene) W.A.Weber & Á.Löve
- S. longiscapus Bojer ex DC. = Senecio erechtitioides Baker
- S. longistylus Greenm. & Cuatrec. = Gynoxys longistyla (Greenm. & Cuatrec.) Cuatrec.
- S. lophophilus Greenm. = Pentacalia lophophilus (Greenm.) Cuatrec.
- S. lopollensis Hiern = Emilia lopollensis (Hiern) C.Jeffrey
- S. lorentii Hochst. = Iranecio lorentii (Hochst.) C.Jeffrey
- S. lorentzi Phil. = Senecio lorentziella Hicken
- S. loretensis Cuatrec. = Pentacalia loretensis (Cuatrec.) Cuatrec.
- S. lubumbashianus De Wild. = Senecio purpureus L.
- S. lubumbashiensis De Wild. = Senecio purpureus L.
- S. lucens (Poir.) Urb. = Nesampelos lucens (Poir.) B.Nord.
- S. lucidissimus Cuatrec. = Pentacalia lucidissima (Cuatrec.) Cuatrec.
- S. lucorum Franch. = Synotis lucorum (Franch.) C.Jeffrey & Y.L.Chen
- S. lugardae Bullock = Senecio hochstetteri Sch.Bip. ex A.Rich.
- S. lunulatus (Chiov.) Jacobsen = Kleinia lunulata (Chiov.) Thulin
- S. lushaiensis C.E.C.Fisch. = Synotis lushaensis (C.E.C.Fisch.) C.Jeffrey & Y.L.Chen
- S. luticola Dunn = Senecio asperifolius Franch.
- S. lyallii Hook.f. = Dolichoglottis lyallii (Hook.f.) B.Nord.
- S. lyallii Klatt = Packera contermina (Greenm.) J.F.Bain
- S. lycopifolius = Jacobaea lycopifolia (Poir.) Greuter & B.Nord.
- S. lygodes Hiern = Senecio inornatus DC.
- S. lynceus Greene = Packera multilobata (Torr. & A.Gray ex A.Gray) W.A.Weber & Á.Löve
- S. lyratipartitus Sch.Bip. ex A.Rich. = Senecio lyratus Forssk.
- S. lyratus DC. = Senecio anapetes C.Jeffrey
- S. lyratus Michx. = Packera glabella (Poir.) C.Jeffrey
- S. lyratus Thunb. = Senecio lyratus L.f.
- S. lythroides = Senecio nevadensis subsp. malacitanus (Huter) Greuter

### M
- S. macbridei Greenm. = Pentacalia reflexa (Kunth) Cuatrec.
- S. macdonaldii B.L.Turner = Psacaliopsis macdonaldii (B.L.Turner) C.Jeffrey
- S. macdougalii = Senecio eremophilus var. macdougalii (A.Heller) Cronquist
- S. macer Phil. = Senecio portulacoides J.Rémy
- S. macounii Greene = Packera macounii (Greene) W.A.Weber & Á.Löve
- S. macranthus C.B.Clarke = Ligularia japonica (Thunb.) Less.
- S. macroalatus M.D.Hend. = Senecio inornatus DC.
- S. macrobotrys Hemsl. = Roldana oaxacana (Hemsl.) H.Rob. & Brettell
- S. macropappus Sch.Bip. ex A.Rich. = Crassocephalum macropappus (Sch.Bip. ex A.Rich.) S.Moore
- S. macrophyllus Kunth = Pseudogynoxys bogotensis (Spreng.) Cuatrec.
- S. macropodus DC. = Senecio angulatus L.f.
- S. macropus Greenm. = Packera quercetorum (Greene) C.Jeffrey
- S. macrotus Kuntze ex Meyen = Senecio glabratus Hook. & Arn.
- S. maderensis DC. = Pericallis aurita (L'Hér.) B.Nord.
- S. magellanensis Macloskie = Senecio laseguei
- S. magellanicus Phil. = Senecio laseguei
- S. magistri Standl. & L.O.Williams = Pentacalia magistri (Standl. & L.O.Williams) H.Rob. & Cuatrec.
- S. magnicalyculatus V.M.Badillo = Pentacalia magnicaliculata (V.M.Badillo) Cuatrec.
- S. magnusii Hieron. = Pentacalia magnusii (Hieron.) Cuatrec.
- S. mairei H.Lév. = Senecio graciliflorus (Wall.) DC.
- S. makineanus Yatabe = Miricacalia makineana (Yatabe) Kitam.
- S. malacitanus Huter = Senecio nevadensis subsp. malacitanus (Huter) Greuter
- S. maldonadensis Baker = Senecio heterotrichius DC.
- S. malmstenii S.F.Blake ex Tidestr. = Packera malmstenii (S.F.Blake ex Tidestr.) Kartesz
- S. malvifolius (L'Hér.) DC. = Pericallis malvifolia (L'Hér.) B.Nord.
- S. mandonianus Wedd. = Senecio candollii Wedd.
- S. manitobensis Greenm. = Packera tridenticulata (Rydb.) W.A.Weber & Á.Löve
- S. mannii Hook.f. = Solanecio mannii (Hook.f.) C.Jeffrey
- S. manshuricus Kitam. = Senecio ambraceus Turcz. ex DC.
- S. marcianus Urb. & Ekman = Elekmania marciana (Urb. & Ekman) B.Nord.
- S. margaritifer Klatt = Senecio andinus H.Buek
- S. marinii Cabrera = Pentacalia marinii (Cabrera) Cuatrec.
- S. maritimus (L.) = Senecio pseudoarnica Less.
- S. maritimus (L.) Rchb. = Jacobaea maritima (L.) Pelser & Meijden
- S. marlothianus O.Hoffm. = Emilia marlothiana (O.Hoffm.) C.Jeffrey
- S. marmorae Moris = Senecio leucanthemifolius Poir.
- S. maroccanus P.H.Davis = Jacobaea maroccana (P.H.Davis) Pelser
- S. marquesii B.L.Turner = Roldana marquesii (B.L.Turner) C.Jeffrey
- S. masonii De Wild. = Senecio lyratus Forssk.
- S. massagetovii Schischk. = Iranecio massagetovii (Schischk.) C.Jeffrey
- S. massaiensis Muschl. = Senecio schweinfurthii O.Hoffm.
- S. mattfeldii R.E.Fr. = Senecio snowdenii Hutch.
- S. mauritanicus Pomel = Senecio leucanthemifolius subsp. mauritanicus (Pomel) Greuter
- S. maximowiczii Franch. = Cremanthodium ellisii var. ellisii
- S. mearnsii De Wild. = Solanecio cydoniifolius (O.Hoffm.) C.Jeffrey
- S. medicinalis Phil. = Senecio oreophyton J.Rémy
- S. medullosus Sch.Bip. = Dendrophorbium medullosum (Sch.Bip. ex Greenm.) C.Jeffrey
- S. medullosus Sch.Bip. ex Greenm. = Dendrophorbium medullosum (Sch.Bip. ex Greenm.) C.Jeffrey
- S. megamontanus Cufod. = Emilia somalensis (S.Moore) C.Jeffrey
- S. megaphlebius Greenm. & Cuatrec. = Pentacalia megaphlebia (Greenm. & Cuatrec.) Cuatrec.
- S. megaphyllus Greenm. = Jessea megaphylla (Greenm.) H.Rob. & Cuatrec.
- S. megapotamicus Buek = Senecio brasiliensis var. tripartitus (DC.) Baker
- S. megapotamicus H.Buek = Senecio brasiliensis (Spreng.) Less.
- S. melanocephalus Franch. = Ligularia melanocephala (Franch.) Hand.-Mazz.
- S. melanophyllus Muschl. = Senecio schweinfurthii O.Hoffm.
- S. melloi Cabrera = Senecio subnemoralis Dusén
- S. membranifolius DC. = Senecio repandus Thunb.
- S. memmingeri Britton = Packera millefolium (Torr. & A.Gray) W.A.Weber & Á.Löve
- S. memmingeri Britton ex Small = Packera millefolium (Torr. & A.Gray) W.A.Weber & Á.Löve
- S. mendocinensis A.Gray = Senecio integerrimus var. major (A.Gray) Cronquist
- S. mendocinus Phil. = Senecio subulatus var. subulatus
- S. meruensis Cotton & Blakelock = Dendrosenecio meruensis (Cotton & Blakelock) E.B.Knox
- S. metallicorum (S.Moore) S.Moore = Senecio polyodon DC. var. polyodon
- S. metcalfei Greene = Packera neomexicana var. mutabilis (Greene) W.A.Weber & Á.Löve
- S. metcalfei Greene ex Wooton & Standl. = Packera neomexicana var. mutabilis (Greene) W.A.Weber & Á.Löve
- S. metepecus B.L.Turner = Roldana metepecus (B.L.Turner) C.Jeffrey
- S. mexicanus McVaugh = Roldana mexicana (McVaugh) H.Rob. & Brettell
- S. mezquitalanus B.L.Turner = Roldana mezquitalana (B.L.Turner) Funston
- S. microchaete Wedd. = Pentacalia corymbosa (Benth.) Cuatrec.
- S. microdon Wedd. = Pentacalia microdon (Wedd.) Cuatrec.
- S. microdontus Baker = Senecio andinus H.Buek
- S. microdontus Bureau & Franch. = Ligularia sagitta (Maxim.) Mattf. ex Rehder & Kobuski
- S. microphyllus Phil. = Senecio isatidioides
- S. miguelii Cuatrec. = Pentacalia miguelii (Cuatrec.) Cuatrec.
- S. mikaniae DC. = Senecio deltoideus Less.
- S. mikaniaeformis DC. = Senecio deltoideus Less.
- S. mikaniifolius (DC.) Sch.Bip. = Paracalia jungioides (Hook. & Arn.) Cuatrec.
- S. mikanioides Otto ex Harv. = Delairea odorata Lem.
- S. mikanioides Otto ex Walp. = Delairea odorata Lem.
- S. milleflora H.Lév. = Senecio liangshanensis C.Jeffrey & Y.L.Chen
- S. milleflorus Greene = Senecio atratus Greene
- S. millefolium Torr. & A.Gray = Packera millefolium (Torr. & A.Gray) W.A.Weber & Á.Löve
- S. millei Greenm. = Pentacalia millei (Greenm.) Cuatrec.
- S. millelobatus Rydb. = Packera millelobata (Rydb.) W.A.Weber & Á.Löve
- S. millikeni Eastw. = Senecio serra Hook. var. serra
- S. mindoroensis Elmer = Gynura procumbens (Lour.) Merr.
- S. miniatus (Welw.) Staner = Gynura pseudochina (L.) DC.
- S. minimus Poir. = Erechtites minima (Poir.) DC.
- S. minutus (Cav.) DC. = Jacobaea minuta (Cav.) Pelser & Veldkamp
- S. mirabilis Muschl. = Solanecio mirabilis (Muschl.) C.Jeffrey
- S. missionum Cabrera = Senecio pluricephalus Cabrera
- S. mississipianus DC. = Packera glabella (Poir.) C.Jeffrey
- S. moaensis Alain = Antillanthus moaensis (Alain) B.Nord.
- S. mochensis Hieron. = Aetheolaena mochensis (Hieron.) B.Nord.
- S. modestus Phil. = Senecio werdermannii Greenm.
- S. moelleri Phil. = Senecio glaber Less.
- S. mogollonicus Greene = Senecio actinella Greene
- S. mogrere P.Royen = Papuacalia mogrere (P.Royen) Veldkamp
- S. moisonii H.Lév. = Ligularia nelumbifolia (Bureau & Franch.) Hand.-Mazz.
- S. mojandensis Hieron. = Aetheolaena mojandensis (Hieron.) B.Nord.
- S. moldenkei Greenm. ex Greenm. & Alain = Antillanthus moldenkei (Greenm. ex Greenm. & Alain) B.Nord.
- S. molinarius Greenm. = Packera werneriifolia (A.Gray) W.A.Weber & Á.Löve
- S. mollis Poepp. ex DC. = Senecio sinuatilobus DC.
- S. mollis Willd. = Jacobaea mollis (Willd.) B.Nord.
- S. moluccanus Roxb. = Gynura bicolor (Roxb. ex Willd.) DC.
- S. momordicifolius = Cineraria canescens J.C.Wendl. ex Linkv
- S. monbeigii H.Lév. = Ligularia tongolensis (Franch.) Hand.-Mazz.
- S. mongolicus (Turcz.) Sch.Bip. = Ligularia mongolica (Turcz.) DC.
- S. monocephalus Baker = Senecio baronii Humbert
- S. monoensis Greene = Senecio flaccidus var. monoensis (Greene) B.L.Turner & T.M.Barkley
- S. monroi Hook.f. = Brachyglottis monroi (Hook.f.) B.Nord.
- S. monticola Phil. = Senecio oreinus Cabrera
- S. montidorsensis L.O.Williams = Telanthophora bartlettii H.Rob. & Brettell
- S. montuosus S.Moore = Crassocephalum montuosum (S.Moore) Milne-Redh.
- S. moranii T.M.Barkley = Packera moranii (T.M.Barkley) C.Jeffrey
- S. morazensis Greenm. = Pentacalia morazensis (Greenm.) H.Rob. & Cuatrec.
- S. morelensis Miranda = Senecio praecox var. morelensis (Miranda) McVaugh
- S. moreliae Hemsl. = Psacalium laxiflorum Benth.
- S. morenonis Kuntze = Senecio sericeo-nitens Speg.
- S. moresbiensis = Packera subnuda var. moresbiensis (Calder & Roy L.Taylor) Trock
- S. moresbiensis (Calder & Roy L.Taylor) G.W.Douglas & Ruyle-Douglas = Packera subnuda var. moresbiensis (Calder & Roy L.Taylor) Trock
- S. moritzianus Klatt = Pseudogynoxys bogotensis (Spreng.) Cuatrec.
- S. morrensis Hieron. = Senecio laricifolius Kunth
- S. morrumbalensis De Wild. = Solanecio mannii (Hook.f.) C.Jeffrey
- S. mortonii C.B.Clarke = Cacalia mortonii (C.B.Clarke) Kitam. ex H.Koyama
- S. moscopanus Cuatrec. = Dendrophorbium moscopanum (Cuatrec.) C.Jeffrey
- S. mosoynensis Franch. = Ligularia kanaitzensis var. kanaitzensis
- S. mouterdei Arènes = Jacobaea mouterdei (Arènes) Greuter & B.Nord.
- S. mucronulatus (Sch.Bip.) Sch.Bip. = Senecio purpureus L.
- S. mucuyanus Cuatrec. = Pentacalia venezuelensis (Sandwith) Cuatrec.
- S. muehlenbergii Sch.Bip. = Arnoglossum reniforme (Hook.) H.Rob.
- S. muelleri Kirk = Brachyglottis stewartiae (J.B.Armstr.) B.Nord.
- S. muirii Greenm. = Packera werneriifolia (A.Gray) W.A.Weber & Á.Löve
- S. multibracteatus Baker = Senecio pleistophyllus C.Jeffrey
- S. multibracteatus Phil. = Senecio polygaloides Phil.
- S. multicapitatus Greenm. ex Rydb. = Senecio spartioides Torr. & A.Gray
- S. multicaulis Poepp. = Senecio subumbellatus Phil.
- S. multicorymbosus Klatt = Solanecio mannii (Hook.f.) C.Jeffrey
- S. multifidus Willd. = Senecio tenuifolius Burm.f.
- S. multiflorus (L'Hér.) DC. = Pericallis multiflora (L'Hér.) B.Nord.
- S. multilobatus Torr. & A.Gray ex A.Gray = Packera multilobata (Torr. & A.Gray ex A.Gray) W.A.Weber & Á.Löve
- S. multinerve Colenso = Brachyglottis perdicioides (Hook.f.) B.Nord.
- S. multinervis Sch.Bip. ex Rusby = Dendrophorbium ayopayense (Cuatrec.) D.J.N.Hind
- S. multnomensis Greenm. = Packera paupercula (Michx.) Á.Löve & D.Löve
- S. murrayi Bornm. = Pericallis murrayi (Bornm.) B.Nord.
- S. musiniensis S.L.Welsh = Packera musiniensis (S.L.Welsh) Trock
- S. mutabilis Greene = Packera neomexicana 'var. mutabilis' (Greene) W.A.Weber & Á.Löve
- S. mutisii Cuatrec. = Pentacalia mutisii (Cuatrec.) Cuatrec.
- S. mweroensis Baker = Kleinia mweroensis (Baker) C.Jeffrey
- S. myosotidifolius Benth. = Millotia myosotidifolia (Benth.) Steetz
- S. myrianthos = Brachyglottis myrianthos (Cheeseman) D.G.Drury
- S. myrianthus Klatt = Dendrophorbium cabrerae (Cuatrec.) C.Jeffrey
- S. myriocephalus Baker = Senecio pluricephalus Cabrera
- S. myriocephalus Ling = Senecio lingianus C.Jeffrey & Y.L.Chen
- S. myrrhifolius Thunb. = Senecio arenarius Thunb.
- S. myrsinites Turcz. = Monticalia myrsinites (Turcz.) C.Jeffrey
- S. myrtifolius Klatt = Hubertia myrtifolia (Klatt) C.Jeffrey

### N
- S. nahuelbutanus Phil. = Senecio angustissimus Phil.
- S. navarri Phil. = Senecio pentaphyllus Phil.
- S nebrodensis L. = Senecio duriaei J.Gay
- S. neeanus Cuatrec. = Culcitium neaei (DC.) Sch.Bip. ex Wedd.
- S. nelsonii Rydb. = Packera fendleri (A.Gray) W.A.Weber & Á.Löve
- S. neoascendens Cuatrec. = Aetheolaena lingulata (Schltdl.) B.Nord.
- S. neogibsonii B.L.Turner = Roldana neogibsonii (B.L.Turner) B.L.Turner
- S. neomexicanus A.Gray = Packera neomexicana (A.Gray) W.A.Weber & Á.Löve
- S. neosessilis Cuatrec. = Senecio culcitenellus Cuatrec.
- S. neovolubilis Cuatrec. = Pseudogynoxys scabra (Benth.) Cuatrec.
- S. nephrophyllus Rydb. = Packera debilis (Nutt.) W.A.Weber & Á.Löve
- S. neuquensis Cabrera = Senecio triodon Phil.
- S. newcombei Greene = Sinosenecio newcombei (Greene) Janovec & T.M.Barkley
- S. nigellus V.M.Badillo = Pentacalia freemanii (Britton & Greenm.) Cuatrec.
- S. nigrostagnosus Cuatrec. = Pentacalia nigrostagnosa (Cuatrec.) Cuatrec.
- S. nitidus Kunth = Pentacalia nitida (Kunth) Cuatrec.
- S. novenlepis Hieron. = Pentacalia teretifolia (Kunth) Cuatrec.
- S. novolanatus Cuatrec. = Pentacalia novolanata (Cuatrec.) Cuatrec.
- S. nubigenus Kunth = Dorobaea pimpinellifolia (Kunth) B.Nord.

### O
- S. oblanceolatus Rydb. = Packera tridenticulata (Rydb.) W.A.Weber & Á.Löve
- S. obovatus Muhl. ex Willd. = Packera obovata  (Muhl. ex Willd.) W.A.Weber & Á.Löve
- S. occidentalis (A.Gray) Greene = Senecio fremontii var. occidentalis A.Gray
- S. ochraceus (Piper) Piper = Senecio integerrimus var. ochroleucus (A.Gray) Cronquist
- S. ochroleucus Hook. & Arn. = Senecio fistulosus Poepp. ex Less.
- S. octobracteatus B.L.Turner & T.M.Barkley = Roldana pennellii H.Rob. & Brettell
- S. ogotorukensis Packer = Packera ogotorukensis (Packer) Á.Löve & D.Löve
- S. olivaceus Klatt = Senecio rosellatus var. olivaceus (Klatt) Humbert
- S. onae Cuatrec. = Dendrophorbium onae (Cuatrec.) C.Jeffrey
- S. oodes Rydb. = Packera streptanthifolia (Greene) W.A.Weber & Á.Löve
- S. oppositicordius Cuatrec. = Cabreriella oppositicordia (Cuatrec.) Cuatrec.
- S. orcuttii Greenm. = Villasenoria orcuttii (Greenm.) B.L.Clark
- S. oreganus Howell = Senecio hydrophiloides Rydb.
- S. oreophilus Greenm. = Packera neomexicana var. neomexicana (A.Gray) W.A.Weber & Á.Löve
- S. oreopolus Greenm. = Packera cana (Hook.) W.A.Weber & Á.Löve
- S. oresbius Greenm. = Packera neomexicana var. neomexicana (A.Gray) W.A.Weber & Á.Löve
- S. orogenes L.O.Williams = Roldana schaffneri (Sch.Bip. ex Klatt) H.Rob. & Brettell
- S. oronocensis DC. = Pentacalia oronocensis (DC.) Cuatrec.
- S. otophorus Wedd. = Lasiocephalus otophorus (Wedd.) Cuatrec.
- S. ovirensis DC. = Tephroseris longifolia (Jacq.) Griseb. & Schenk
- S. ovopedatus Cuatrec. = Chersodoma ovopedata (Cuatrec.) Cuatrec.

### P
- S. paberensis Franch. = Cremanthodium ellisii var. ellisii
- S. pachycarpus C.B.Clarke ex Hook.f. = Ligularia pachycarpa (C.B.Clarke ex Hook.f.) Kitam.
- S. pachylepis Greenm. = Antillanthus pachylepis (Greenm.) B.Nord.
- S. pachyphyllus Cheeseman = Brachyglottis adamsii (Cheeseman) B.Nord.
- S. pachypodus Greenm. = Antillanthus pachypodus (Greenm.) B.Nord.
- S. pachypus Greenm. = Pentacalia pachypus (Greenm.) Cuatrec.
- S. pachythelis = Senecio conrathii N.E.Br.
- S. pachythelis Phill. & C.A.Sm. = Senecio conrathii N.E.Br.
- S. pagosanus A.Heller = Senecio amplectens A.Gray var. amplectens
- S. pallens DC. = Senecio nudicaulis Buch.-Ham. ex D.Don
- S. palmatifidus (Siebold & Zucc.) Wittr. & Juel = Ligularia japonica var. japonica
- S. palmatilobus Kitam. = Sinosenecio palmatilobus (Kitam.) C.Jeffrey & Y.L.Chen
- S. palmatisectus Jeffrey = Parasenecio palmatisectus var. palmatisectus
- S. palmatus (Pall.) Pall. ex Ledeb. = Senecio cannabifolius var. cannabifolius
- S. palmensis (Nees) Buch = Bethencourtia palmensis (Nees) Choisy ex Link
- S. palmensis (Nees) C.Sm. ex Link = Bethencourtia palmensis (Nees) Choisy ex Link
- S. paludicola Steud. = Erechtites valerianifolia (Link ex Wolf) Less. ex DC.
- S. paludosus L. = Jacobaea paludosa (L.)
- S. palustris (L.) Hook. = Tephroseris palustris (L.) Rchb.
- S. palustris Vell. = Erechtites valerianifolia var. valerianifolia
- S. pammelii Greenm. = Packera streptanthifolia (Greene) W.A.Weber & Á.Löve
- S. pammicrocephalus S.Moore = Emilia pammicrocephala (S.Moore) C.Jeffrey
- S. pampae Lingeslh. = Senecio clivicolus var. pampae (Lingelsh.) Cabrera
- S. pancicii Degen = Jacobaea arnautorum (Velen.) Pelser
- S. pandurifolius Harv. = Senecio panduriformis Hilliard
- S. pandurifolius K.Koch = Iranecio pandurifolius (K.Koch) C.Jeffrey
- S. paneroi B.L.Turner = Psacaliopsis paneroi (B.L.Turner) C.Jeffrey
- S. paniculatus J.M.Wood = Senecio chrysocoma Meerb.
- S. papaverifolius A.Rich. = Crassocephalum ×picridifolium (DC.) S.Moore
- S. paposanus Phil. = Senecio philippicus Regel & Körn.
- S. papposus (Rchb.) Less. = Tephroseris papposa (Rchb.) Schur
- S. papyraceus DC. = Pericallis papyracea (DC.) B.Nord.
- S. paradoxus Albov ex Kurtz = Senecio kingii Hook.f.
- S. parasiticus Hemsl. = Pentacalia wilburii H.Rob.
- S. parkeri Baker = Senecio hadiensis Forssk.
- S. parnassi Boiss. & Heldr. = Tephroseris integrifolia (L.) Holub
- S. parnassiifolia De Wild. & Muschl. = Emilia parnassiifolia (De Wild. & Muschl.) S.Moore
- S. parochetus Klatt = Senecio faugasioides Baker
- S. parrasianus Greenm. = Packera scalaris (Greene) C.Jeffrey
- S. patagonicus Phil. = Senecio sericeo-nitens Speg.
- S. patens (Kunth) DC. = Aetheolaena patens (Kunth) B.Nord.
- S. paucicephalus R.A.Dyer = Senecio affinis DC.
- S. pauciflorus Kunth = Packera bellidifolia (Kunth) W.A.Weber & Á.Löve
- S. pauciflorus Pursh = Packera pauciflora (Pursh) Á.Löve & D.Löve
- S. pauciflorus Thunb. = Senecio grandiflorus P.J.Bergius
- S. paucifolius DC. = Senecio ruwenzoriensis S.Moore
- S. pauciligulatus R.A.Dyer & C.A.Sm. = Senecio adnatus DC.
- S. paucilobus DC. = Iranecio paucilobus (DC.) B.Nord.
- S. paucinervis Dunn = Synotis erythropappa (Bureau & Franch.) C.Jeffrey & Y.L.Chen
- S. pauperculus Michx. = Packera paupercula (Michx.) Á.Löve & D.Löve
- S. pavonicus V.M.Badillo = Pentacalia colombiana (Cuatrec.) Cuatrec.
- S. pearcei Phil. = Senecio hieracium J.Rémy
- S. pectinatus A.Nelson = Senecio flaccidus var. monoensis (Greene) B.L.Turner & T.M.Barkley
- S. pectioides Rusby = Senecio boliviensis Sch.Bip. ex Klatt
- S. peculiaris Dinter = Mesogramma apiifolium DC.
- S. pedicularifolius Kunth = Dorobaea pimpinellifolia (Kunth) B.Nord.
- S. pedunculatus Edgew. = Senecio krascheninnikovii var. krascheninnikovii
- S. pedunculosus Trautv. = Iranecio lorentii (Hochst.) C.Jeffrey
- S. pedunculus Edgew. = Senecio krascheninnikovii Schischk.
- S. pellitus A.Gray = Chersodoma antennaria (Wedd.) Cabrera
- S. pelolepis I.M.Johnst. = Senecio micropifolius DC.
- S. peltatus DC. = Senecio oxyriifolius DC.
- S. peltiformis DC. = Senecio oxyriifolius DC.
- S. pendulus (Forssk.) Sch.Bip. = Kleinia pendula (Forssk.) DC.
- S. pennellii Greenm. = Pentacalia kleinioides (Kunth) Cuatrec.
- S. pennellii H.Rob. & Brettell = Roldana pennellii H.Rob. & Brettell
- S. pentacopus D.G.Drury = Brachyglottis pentacopa (Drury) B.Nord.
- S. pentadactylus Phil. = Senecio trifurcatus (G.Forst.) Less.
- S. pentamerus Cuatrec. = Paracalia pentamera (Cuatrec.) Cuatrec.
- S. pentanthus Merr. = Synotis triligulata (Buch.-Ham. ex D.Don) C.Jeffrey & Y.L.Chen
- S. peraltae Phil. = Senecio segethii Phil.
- S. perdicioides Hook.f. = Brachyglottis perdicioides (Hook.f.) B.Nord.
- S. perennans A.Nelson = Packera werneriifolia (A.Gray) W.A.Weber & Á.Löve
- S. pereziifolius Rydb. = Senecio hydrophiloides Rydb.
- S. pericaulis Greenm. = Dendrophorbium pericaule (Greenm.) B.Nord.
- S. perijaensis Cuatrec. = Pentacalia perijaensis (Cuatrec.) Cuatrec.
- S. perplexus A.Nelson = Senecio integerrimus var. exaltatus (Nutt.) Cronquist
- S. persicifolius Burm. = Senecio lineatus (L.f.) DC.
- S. persoonii De Not. = Jacobaea persoonii (De Not.) Pelser
- S. peruvianus Pers. = Pentacalia peruviana (Pers.) Cuatrec.
- S. petasioides Greenm. = Roldana petasitis (Sims) H.Rob. & Brettell
- S. petasitis (Sims) DC. = Roldana petasitis (Sims) H.Rob. & Brettell
- S. petasitoides H.Lév. = Parasenecio petasitoides (H.Lév.) Y.L.Chen
- S. petiolaris Less. = Senecio lessingii Harv.
- S. petiolatus Cotton = Dendrosenecio adnivalis var. adnivalis
- S. petiolatus Cotton ex Hauman = Dendrosenecio adnivalis var. petiolatus E.B.Knox
- S. petiolincrassatus Cabrera & Zardini = Pentacalia petiolincrassata (Cabrera & Zardini) H.Beltrán
- S. petitianus A.Rich. = Senecio hadiensis Forssk.
- S. petraeus (R.E.Fr.) Muschl. = Senecio jacobsenii Rowley
- S. petraeus Klatt = Packera werneriifolia (A.Gray) W.A.Weber & Á.Löve
- S. petrophilus Greene = Packera werneriifolia (A.Gray) W.A.Weber & Á.Löve
- S. petrophilus Klatt = Senecio canaliculatus DC.
- S. phaeanthus Nakai = Tephroseris phaeantha (Nakai) C.Jeffrey & Y.L.Chen
- S. phalacrocarpoides = Sinosenecio phalacrocarpoides (C.C.Chang) B.Nord.
- S. phalacrocarpus Hance = Sinosenecio phalacrocarpus (Hance) B.Nord.
- S. phalacrolaenus DC. = Senecio incisus Thunb.
- S. phellorhizus Muschl. = Kleinia grantii (Oliv. & Hiern) Hook.f.
- S. phelpsiae Cuatrec. = Pentacalia phelpsiae (Cuatrec.) Cuatrec.
- S. philippii De Wild. = Senecio laseguei
- S. phoenicochaetus Franch. = Ligularia phoenicochaeta (Franch.) S.W.Liu
- S. phonolithicus Dinter = Senecio sarcoides C.Jeffrey
- S. phyllocomus Phil. = Senecio molinae Phil.
- S. phyllolepis Franch. = Parasenecio phyllolepis (Franch.) Y.L.Chen
- S. phyllomorphus Steud. = Senecio pilquensis H.Buek
- S. picardae Krug & Urb. = Elekmania picardae (Krug & Urb.) B.Nord.
- S. pichinchensis (Cuatrec.) Cuatrec. = Aetheolaena pichinchensis (Cuatrec.) B.Nord.
- S. pichinchensis Greenm. = Pentacalia arbutifolia (Kunth) Cuatrec.
- S. picridifolius DC. = Crassocephalum ×picridifolium (DC.) S.Moore
- S. picticaulis P.R.O.Bally = Kleinia picticaulis (P.R.O.Bally) C.Jeffrey
- S. pilgerianus Diels = Parasenecio pilgerianus (Diels) Y.L.Chen
- S. pilosiusculus C.B.Clarke = Senecio wightii (DC. ex Wight) Benth. ex C.B.Clarke
- S. pimpinellifolius Kunth = Dorobaea pimpinellifolia (Kunth) B.Nord.
- S. pindilicensis Hieron. = Aetheolaena heterophylla (Turcz.) B.Nord.
- S. pinguiculus Pomel = Senecio leucanthemifolius Poir.
- S. pinnatifidus C.B.Clarke = Senecio madrasensis C.Jeffrey
- S. pinnatisectus DC. = Packera sanguisorbae (DC.) C.Jeffrey
- S. pinnatus DC. = Senecio platensis Arechav.
- S. pinnulatus Sieber = Senecio crassiusculus DC.
- S. pinnulatus Sieber ex Harv. & Sond. = Senecio crassiusculus DC.
- S. pittieri Cuatrec. = Lasiocephalus longipenicillatus (Sch.Bip. ex Sandwith) Cuatrec.
- S. plantagineus Bertero = Senecio arnicoides Hook. & Arn.
- S. plantaginifolius Franch. = Ligularia virgaurea (Maxim.) Mattf. ex Rehder & Kobuski
- S. platyglossus Franch. = Ligularia platyglossa (Franch.) Hand.-Mazz.
- S. platylobus Rydb. = Packera streptanthifolia (Greene) W.A.Weber & Á.Löve
- S. platyphylloides Sommier & Levier = Caucasalia pontica (K.Koch) Greuter
- S. platyphyllus DC. = Caucasalia macrophylla (M.Bieb.) B.Nord.
- S. platypleurus Cufod. = Senecio aequinoctialis R.E.Fr.
- S. platzii Volkens & Muschl. ex Muschl. = Senecio purtschelleri Engl.
- S. plebeius DC. = Senecio laevigatus Thunb. var. laevigatus
- S. pleopterus Diels = Senecio graciliflorus (Wall.) DC.
- S. pleurocaulis Franch. = Ligularia pleurocaulis (Franch.) Hand.-Mazz.
- S. plumbeus Griseb. = Lundinia plumbea (Griseb.) B.Nord.
- S. poculiferus S.Moore = Senecio kingii Hook.f.
- S. pojarkovae Schischk. = Pojarkovia pojarkovae (Schischk.) Greuter
- S. polycephalus (DC.) C.B.Clarke = Senecio multiceps N.P.Balakr.
- S. polycephalus Ledeb. = Senecio leucanthemifolius subsp. vernalis (Waldst. & Kit.) Greuter
- S. polychotomus (Chiov.) = Kleinia odora (Forssk.) DC.
- S. polygonoides Cuatrec. = Aequatorium polygonoides (Cuatrec.) B.Nord.
- S. polygonoides Muschl. = Senecio hochstetteri Sch.Bip. ex A.Rich.
- S. polymerus Klatt = Pentacalia polymera (Klatt) Cuatrec.
- S. polyphlebius Griseb. = Oldfeltia polyphlebia (Griseb.) B.Nord. & Lundin
- S. polyphyllus Sch.Bip. = Senecio bipontinii Wedd.
- S. polyphyllus Sch.Bip. ex Wedd. = Senecio bipontinii Wedd.
- S. polyrhizus Baker = Senecio emirnensis var. vittarifolius (Bojer ex DC.) Humbert
- S. pomacochanus Cuatrec. = Pentacalia pomacochana (Cuatrec.) Cuatrec.
- S. popayanensis Hieron. = Pentacalia popayanensis (Hieron.) Cuatrec.
- S. populifolius Burm. ex DC. = Pericallis appendiculata (L.f.) B.Nord.
- S. populifolius L. = Senecio halimifolius L.
- S. porophylloides J.Rémy = Senecio pilquensis H.Buek
- S. porphyresthes T.M.Barkley = Robinsonecio porphyresthes (T.M.Barkley) T.M.Barkley & Janovec
- S. porteri Greene = Packera porteri (Greene) C.Jeffrey
- S. potamogetonifolius = Senecio zosterifolius Hook. & Arn.
- S. potaninii C.Winkl. = Ligularia potaninii (C.Winkl.) Ling
- S. praealtus Bertol. = Jacobaea erucifolia subsp. praealta (Betol.) Greuter & B.Nord.
- S. praeruptorum Sch.Bip. = Senecio praeruptorum Sch.Bip. ex Klatt
- S. prainianus A.Berger = Roldana angulifolia (DC.) H.Rob. & Brettell
- S. pratensis DC. = Tephroseris integrifolia (L.) Holub
- S. pratensis Phil. = Senecio glaber Less.
- S. pratensis Richt. = Jacobaea aquatica (Hill) G.Gaertn., B.Mey. & Scherb.
- S. praticola Schischk. & Serg. = Tephroseris praticola (Schischk. & Serg.) Holub
- S. praticolus	 = Tephroseris praticola (Schischk. & Serg.) Holub
- S. prattii Hemsl. = Cremanthodium prattii (Hemsl.) R.D.Good
- S. prenanthoidea (DC.) K.Schum. & Lauterb. = Emilia prenanthoidea DC.
- S. prichardii S.Moore = Senecio miser Hook.f.
- S. primulifolius = Tephroseris integrifolia subsp. primulifolia (Cufod.) Greuter
- S. principis Franch. = Cremanthodium principis (Franch.) R.D.Good
- S. prionites MacOwan = Senecio hypochoerideus DC.
- S. prionophyllus Franch. = Synotis nagensium (C.B.Clarke) C.Jeffrey & Y.L.Chen
- S. prionophyllus Greene = Packera hartiana W.A.Weber & Á.Löve
- S. procerus (Griseb.) Boiss. = Tephroseris papposa (Rchb.) Schur
- S. profundorum Dunn = Parasenecio phyllolepis (Franch.) Y.L.Chen
- S. prolixus Greenm. = Packera multilobata (Torr. & A.Gray ex A.Gray) W.A.Weber & Á.Löve
- S. protractus (S.Moore) Eyles = Emilia protracta S.Moore
- S. prunioides Rusby = Pentacalia jelskii (Hieron.) Cuatrec.
- S. przewalskii Maxim. = Ligularia przewalskii (Maxim.) Diels
- S. psammoecus Cabrera = Senecio anthemidiphyllus J.Rémy
- S. psammophilus Griseb. = Senecio filaginoides var. lobulatus (Hook. & Arn.) Cabrera
- S. psammophilus Phil. = Senecio anthemidiphyllus J.Rémy
- S. pseudaureus Rydb. = Packera pseudaurea (Rydb.) W.A.Weber & Á.Löve var. pseudaurea
- S. pseudo-alatus = Synotis pseudoalata (C.C.Chang) C.Jeffrey & Y.L.Chen
- S. pseudoaurantiacus Kom. = Tephroseris frigida (Richardson) Holub
- S. pseudochina L. = Gynura pseudochina (L.) DC.
- S. pseudocrispus (Fiori) E.Mayer = Tephroseris longifolia subsp. pseudocrispa (Fiori) Greuter
- S. pseudo-doronicum Schur = Senecio doronicum subsp. transylvanicus (Boiss.) Nyman
- S. pseudo-elegans Less. = Senecio elegans L.
- S. pseudoracemosus Grossh. = Senecio racemosus (M.Bieb.) DC.
- S. pseudo-rhyncholaenus Thell. = Senecio subrubriflorus O.Hoffm.
- S. pseudo-sceptrum Steud. = Senecio spiraeifolius Thunb.
- S. pseudosonchus Vaniot = Tephroseris pseudosonchus (Vaniot) C.Jeffrey & Y.L.Chen
- S. pseudotomentosus Mack. & Bush = Packera plattensis (Nutt.) W.A.Weber & Á.Löve
- S. psiadioides O.Hoffm. = Senecio maranguensis O.Hoffm.
- S. psychrophilus Wedd. = Senecio nutans Sch.Bip.
- S. ptarianus Cuatrec. = Pentacalia ptariana (Cuatrec.) Cuatrec.
- S. pterocaulis = Packera werneriifolia (A.Gray) W.A.Weber & Á.Löve
- S. pteroneurus (DC.) Sch.Bip. = Kleinia anteuphorbium (L.) Haw.
- S. pteropodus W.W.Sm. = Senecio nigrocinctus Franch.
- S. pteropogon Griseb. = Leucheria pteropogon (Griseb.) Cabrera
- S. puffinii = Brachyglottis rotundifolia J.R.Forst. & G.Forst.
- S. pulchellus (Kunth) DC. = Pentacalia pulchella (Kunth) Cuatrec.
- S. pulchellus Kunth = Gynoxys pulchella (Kunth) Cass.
- S. pulchrifolius Cabrera = Senecio abadianus DC.
- S. pullus Klatt = Senecio umgeniensis Thell.
- S. pulviniformis Hieron. = Senecio humillimus
- S. pumiceus Colenso = Senecio banksii Hook.f.
- S. punctarenicus = Senecio smithii DC.
- S. pungens (Kunth) DC. = Pentacalia pulchella (Kunth) Cuatrec.
- S. puracensis (Cuatrec.) Cuatrec. = Lasiocephalus puracensis (Cuatrec.) Cuatrec.
- S. purdomii Turrill = Ligularia purdomii (Turrill) Chitt.
- S. purpurascens Klatt = Senecio helodes Benth.
- S. purpuratus Phil. = Senecio subdiscoideus Sch.Bip. ex Wedd.
- S. purpureo-viridis Baker = Senecio resectus DC.
- S. purpurivenosus Cuatrec. = Pentacalia purpurivenosa (Cuatrec.) Cuatrec.
- S. purpusii Greenm. ex Brandegee = Psacaliopsis purpusii (Greenm. ex Brandegee) H.Rob. & Brettell
- S. purshianus Nutt. = Packera cana (Hook.) W.A.Weber & Á.Löve
- S. pururu Cuatrec. = Dendrophorbium pururu (Cuatrec.) C.Jeffrey
- S. putcalensis Hieron. = Talamancalia putcalensis (Hieron.) B.Nord. & Pruski
- S. putjatae C.Winkl. = Ligularia mongolica (Turcz.) DC.
- S. pygmaeus DC. = Senecio leucanthemifolius Poir.
- S. pyrenaicus = Tephroseris helenitis (L.) B.Nord.
- S. pyrrhochrous Greene = Packera crocata (Rydb.) W.A.Weber & Á.Löve
- S. pyrropappus Franch. = Ligularia cymbulifera (W.W.Sm.) Hand.-Mazz.

### Q
- S. quaerens = Packera hartiana
- S. quebradensis = Packera quebradensis
- S. quequensis = Senecio bergii
- S. quezalticus = Trixis anomala
- S. quiroranus = Pentacalia quirorana
- S. quitensis = Aetheolaena pichinchensis

### R
- S. ramentosus = Pentacalia ramentosa
- S. ramonii = Pentacalia oronocensis
- S. ranconensis = Senecio prenanthifolius
- S. rawsonianus = Senecio aronicoides
- S. reflexus = Pentacalia reflexa
- S. reglensis = Roldana reglensis
- S. reissianus = Pentacalia reissiana
- S. remyanus = Senecio crithmoides
- S. renifolius = Packera porteri
- S. reniformis = Cremanthodium reniforme
- S. resedifolius = Packera cymbalaria
- S. revolutus = Senecio pattersonensis
- S. riotintis = Pentacalia riotintis
- S. rivalis = Herreranthus rivalis
- S. rivularis = Tephroseris crispa
- S. robbinsii = Packera schweinitziana
- S. robinsonianus = Roldana robinsoniana
- S. rollandii = Senecio pseudoarnica
- S. rosanus = Aetheolaena rosana
- S. rosulatus = Packera fendleri
- S. rotundifolius = Brachyglottis rotundifolia
- S. rotundus = Packera obovata
- S. rowleyanus = Kleinia rowleyana
- S. rubricaulis = Packera streptanthifolia
- S. ruficaulis = Pentacalia ruficaulis
- S. rufohirsutus = Pentacalia rufohirsuta
- S. rugelia = Rugelia nudicaulis
- S. rugosus = Pentacalia rugosa
- S. ruiteranii = Pentacalia ruiteranii
- S. rumicifolius = Ligularia rumicifolia
- S. rydbergii = Packera streptanthifolia

### S
- S. sagittarioides = Senecio bonariensis
- S. sagittatus = Emilia coccinea
- S. salicinus = Packera fendleri
- S. saliens = Senecio triangularis
- S. salsus = Senecio subulatus var. subulatus
- S. samanensis = Elekmania samanensis
- S. sancti-sebastiani = Pentacalia polymera
- S. sandemanii = Dendrophorbium multinerve
- S. sanguisorboides = Packera sanguisorboides
- S. santacrucensis = Senecio culcitenellus
- S. santarosae = Roldana schaffneri
- S. sartorii = Roldana sartorii
- S. saugetii = Antillanthus saugetii
- S. saxifragoides = Brachyglottis saxifragoides
- S. saxosus = Packera werneriifolia
- S. scalaris = Packera scalaris
- S. scaphiformis = Pentacalia scaphiformis
- S. schoenleini = Senecio pentaphyllus
- S. schweinitzianus = Packera schweinitziana
- S. sclerosus = Pentacalia sclerosa
- S. scortifolius = Pentacalia scortifolia
- S. scribneri = Senecio integerrimus var. scribneri
- S. scytophyllus = Dendrophorbium scytophyllum
- S. sibundoyensis = Dendrophorbium sibundoyense
- S. silvani = Dendrophorbium silvani
- S. silvascandens = Pentacalia silvascandens
- S. simulans Benoist = Aequatorium jamesonii
- S. simulans Chiov. = Solanecio cydoniifolius
- S. sinclairii = Pseudogynoxys sonchoides
- S. smallii = Packera anonyma
- S. socialis = Senecio dryophyllus
- S. sodiroi = Pseudogynoxys sodiroi
- S. solidago = Senecio serra var. serra
- S. solisii = Dendrophorbium solisii
- S. sonchoides Kunth = Pseudogynoxys sonchoides
- S. sonchoides Lojac. = Senecio lividus
- S. sotarensis = Pentacalia sotarensis
- S. sotoanus = Senecio gayanus
- S. sparsilobatus = Packera bernardina
- S. spatuliformis = Packera macounii
- S. spellenbergii = Packera spellenbergii
- S. sprucei Britton = Pentacalia brittoniana
- S. sprucei Klatt = Pseudogynoxys poeppigii
- S. steinbachianus = Senecio epiphyticus
- S. stellatopilosus = Aequatorium stellatopilosum
- S. stenodon = Elekmania stenodon
- S. stipellatus = Senecio goldsacki
- S. streptanthifolius = Packera streptanthifolia
- S. streptothamnus = Pentacalia streptothamna
- S. stuebelii = Pentacalia stuebelii
- S. stygius = Packera multilobata
- S. subarachnoideus = Pentacalia subarachnoidea
- S. subcuneatus = Packera streptanthifolia
- S. subglomerosus = Pentacalia subglomerosa
- S. subinvolucratus = Aetheolaena subinvolucrata
- S. submultinervis = Dendrophorbium multinerve
- S. subnudus = Packera subnuda
- S. subpeltatus Sch.Bip. = Roldana subpeltata
- S. subpeltatus Steud. = Senecio oxyriifolius
- S. subsquarrosus = Antillanthus subsquarrosus
- S. subvulgaris = Senecio dryophyllus
- S. suksdorfii = Packera streptanthifolia
- S. summapacis = Pentacalia summapacis
- S. sundbergii = Roldana sundbergii
- S. superandinus = Lasiocephalus ovatus
- S. sylvicolus = Pentacalia sylvicola

### T
- S. tabacifolius = Dendrophorbium tabacifolium
- S. tablensis = Pentacalia tablensis
- S. tabularis = Psacalium tabulare
- S. tafiensis = Senecio hieronymi
- S. tamaensis = Pentacalia trianae
- S. tarapacanus = Senecio dryophyllus
- S. tarapotensis = Pentacalia tarapotensis
- S. telembinus = Garcibarrigoa telembina
- S. tepopanus = Roldana tepopana
- S. tercentenariae = Odontocline tercentenariae
- S. teretifolius = Pentacalia teretifolia
- S. thornberi = Packera multilobata
- S. tipocochensis = Dendrophorbium tipocochense
- S. toiyabensis = Senecio spartioides
- S. tolimensis = Pentacalia tolimensis
- S. tomasianus = Pentacalia tomasiana
- S. toreadoris = Dendrophorbium pericaule
- S. toumeyi = Packera neomexicana var. toumeyi
- S. tracyi = Packera crocata
- S. trianae = Pentacalia trianae
- S. trichopus = Pentacalia trichopus
- S. trichotomus = Antillanthus trichotomus
- S. tridenticulatus = Packera tridenticulata
- S. trigynus = Dendrophorbium trigynum
- S. trineurus = Leonis trineura
- S. tripartitus = Senecio brasiliensis
- S. tropicalis = Teixeiranthus foliosus
- S. tubicaulis = Tephroseris palustris
- S. tuestae = Aequatorium tuestae
- S. tunamensis = Pentacalia tunamensis
- S. tunicatus = Senecio magellanicus
- S. tupungatoi = Senecio tricephalus

### U
- S. uintahensis = Packera multilobata
- S. unduavianus = Senecio multinervis
- S. urubambensis = Pentacalia urubambensis
- S. uruguayensis = Senecio leptolobus

### V
- S. vaccinioides = Pentacalia vaccinioides
- S. valderramae = Senecio bracteolatus
- S. valerianaefolius = Erechtites valerianifolia
- S. vallecaucanus = Pentacalia vallecaucana
- S. vanillodorus = Dendrophorbium vanillodorum
- S. vargasii = Dendrophorbium vargasii
- S. vaseyi = Senecio integerrimus var. exaltatus
- S. venezuelensis = Pentacalia venezuelensis
- S. vernicifolius = Pentacalia vernicifolia
- S. vernalis = Senecio leucanthemifolius subsp. vernalis
- S. vernicosus = Pentacalia vernicosa
- S. verruculosus = Senecio miser
- S. verticillatus = Pentacalia verticillata
- S. vidali = Senecio hakeifolius var. hakeifolius
- S. virens = Senecio acanthifolius
- S. viridi-albus = Pentacalia viridi-alba
- S. viridifluminis = Pseudogynoxys sodiroi
- S. vittatus = Senecio ctenophyllus
- S. volubilis = Pseudogynoxys cordifolia
- S. vulnerarius = Packera bellidifolia

### W
- S. wardii = Packera streptanthifolia
- S. webbii = Pericallis webbii
- S. weddellii = Senecio rhizomatus
- S. weinmannifolius = Pentacalia weinmannifolia
- S. werneriifolius = Packera werneriifolia
- S. wernerioides = Senecio breviscapus
- S. williamsii = Dendrophorbium cabrerianum
- S. woytkowskii = Gynoxys woytkowskii
- S. wrightii = Packera cynthioides
- S. wurdackii = Pentacalia wurdackii

### X
- S.xanthocephalus = Senecio fistulosus
- S. xanthopappus = Pentacalia americana
- S. xanthoxylon = Senecio patagonicus

### Y
- S. yacuanguensis = Aetheolaena yacuanguensis
- S. yalusay = Dendrophorbium yalusay
- S. yapacanus = Pentacalia yapacana
- S. yukonensis = Tephroseris yukonensis

### Z
- S. zongoensis = Dendrophorbium zongoense